# 近鉄京都線
京都線（きょうとせん）は、京都府京都市下京区の京都駅から奈良県奈良市の大和西大寺駅までを結ぶ近畿日本鉄道（近鉄）の鉄道路線。
駅ナンバリング等で使われる路線記号はBで、番号は直通運転している橿原線と一体で振られている。

## 概要
日本を代表する国際的観光都市である京都市と奈良市の都市間輸送および沿線の住宅地および関西文化学術研究都市の足を担っており、京都市への通勤・通学路線であると同時に両都市を結ぶ観光路線でもある。
終点の大和西大寺駅は近鉄の京都線・奈良線・橿原線が乗り入れる奈良市内随一のジャンクションであり、一部の列車は大和西大寺駅から近鉄奈良線を経由して奈良市の中心駅である近鉄奈良駅に至るほか、橿原線に直通して天理方面への急行や、橿原神宮前方面および大和八木駅から大阪線に直通して伊勢志摩方面へ向かう特急列車が運行されている。さらに、竹田駅から京都市営地下鉄烏丸線国際会館駅まで直通運転が行われている。このように本路線は乗り換えなしで各方面に行き来することが可能であり、京都市内中心部や滋賀県、北陸地方、東海道・山陽新幹線沿線方面から、奈良県や三重県中部（伊勢志摩地方）への観光の大動脈としても機能している。京田辺市の新田辺駅以南の沿線では関西文化学術研究都市の開発により宅地開発が進展した。
1991年から西日本旅客鉄道（JR西日本）も、並行するJR奈良線京都駅 - 奈良駅間で快速列車を運転し対抗しているが、JR奈良線は一部単線区間が残っており、近鉄京都線の方が運転本数の多さなどでまだ優勢である。ただ、外国人観光客に関してはジャパンレールパスが近鉄では利用できないため、JRを使うケースも多い。新田辺駅 - 新祝園駅間では、JR西日本の片町線（学研都市線）とも、京都駅 - 桃山御陵前駅間ではJR奈良線 - 東福寺駅 - 京阪本線からなるルートとも並行している。
全線で、ICカードPiTaPa・ICOCA・Suicaなどの全国相互利用乗車カードが利用可能である。また、以前はスルッとKANSAI対応カードおよびJスルーカードにも対応していた。

### 路線データ
- 路線距離（営業キロ）：34.6 km
- 軌間：1435mm
- 駅数：26駅（起終点駅含む）
- 複線区間：全線
- 電化区間：全線電化（直流1500V）
- 閉塞方式：自動閉塞式
- 最高速度：105 km/h[1]

全線、大阪統括部（旧上本町営業局）の管轄である。

## 沿線風景

### 京都駅 - 新田辺駅間
起点の京都駅は3階にある東海道新幹線ホームの真下の2階に所在し、2012年3月に4番線が増設され3面3線から4面4線構造に拡張された。1・2番線は主に特急や団体臨時列車の発車用（2024年3月16日ダイヤ変更時点では観光特急「しまかぜ」と特急「伊勢志摩ライナー」、伊勢志摩方面の特急〈京伊特急〉は1番線から、観光特急「あをによし」は2番線から、その他の奈良・橿原神宮前方面の特急〈京奈・京橿特急〉は1・2番線からの発車）で、急行・準急・普通はほとんどが3・4番線からの発車となっている。1・2・3番線は両面ホーム、4番線は片面ホームであり、その階下部分には飲食店や土産物店などが並ぶ近鉄名店街『みやこみち』がある。出発後はすぐに左へとカーブし、東海道新幹線をくぐるとすぐに東寺駅に着く。高架橋からは右手に東寺の五重塔を望むことができる。この先竹田駅までは高架線を走行する。竹田駅は、京都市営地下鉄烏丸線との共同使用駅で、上下線とも島式ホームの外側に近鉄、内側に京都市営地下鉄の列車が発着する。伏見駅を過ぎると、左手に伏見桃山城を遠望しつつ京阪本線の高架下をくぐり、京阪本線との乗換駅、近鉄丹波橋駅へ到着する。かつては京阪本線との直通運転を行っていた時期もあり駅付近にはその名残を垣間見ることができる。
近鉄丹波橋駅を出発して左右にカーブするとすぐに桃山御陵前駅に到着する。この後も急カーブが連続するために列車はスピードを落として走行する。この付近は地下水が豊富で古くからの日本酒の名産地として知られている。やがて近鉄の名鉄橋である澱川橋梁を渡る。このあたりから列車の速度が上がり、向島駅を通過する。ここから列車は巨椋池を干拓した広大な農地を一直線に走り抜ける。宇治市に入って京滋バイパスをくぐり、住宅街の中にある小倉駅を過ぎると、やがて陸上自衛隊大久保駐屯地が手前に見える高架駅の大久保駅に到着する。その後さらに列車は南へ進み城陽市に入り、長大なプレートガーター橋の木津川橋梁を渡ってしばらく進むと新田辺車庫が見え、京田辺市の中心駅の新田辺駅に到着する。多くの普通や準急は同駅までの運転となっている。

### 新田辺駅 - 大和西大寺駅間
この区間の普通は新田辺駅 - 近鉄宮津駅間をのぞいて4両編成で運転されている。新田辺駅発車後は左にカーブし、右手にJR片町線（学研都市線）が現れる。片町線とは、ここから木津川台駅の先まで並走することとなる。タイミングが合えば、近鉄の普通列車と各駅に停車する片町線電車の長区間の並走が見られる。近鉄側が急行・特急電車の場合は、通過駅がある影響で片町線電車を大きく追い越すこととなる。しばらく進むと、同志社大学（京田辺キャンパス）の最寄り駅で天井川があった興戸駅が見える。この先、近年高架駅となった三山木駅より先は田園風景も見られるようになり、三山木駅からほどなくして、1993年に新設された近鉄宮津駅と西大寺検車区宮津車庫が見えてくる。その先をさらに進むと国立国会図書館関西館などのあるけいはんな学研都市の最寄り駅新祝園駅に到着する。木津川台駅の先で、新田辺付近から長く並走してきた片町線を渡る。列車はさらに南下するが、京都府内の駅は山田川駅までである。奈良県に入ると、すり鉢状の地形に設けられた平城ニュータウンの最寄り駅、高の原駅に到着する。この駅は京都府と奈良県の県境にある。高の原駅を出ると、列車は森の中を突き進む。やがてスピードを大きく落として、急カーブを右に曲がれば平城駅に到着する。その後左にカーブすると、奈良線・橿原線と接続するジャンクション駅である大和西大寺駅に到着する。京都線はここまでであるが、列車の大半は近鉄奈良駅、橿原神宮前駅方面へ直通する。

## 運行形態
京都線では、特急・急行・準急・普通が運転されている。急行と普通の一部は竹田駅から京都市営地下鉄烏丸線に乗り入れ、近鉄奈良駅（急行のみ）・新田辺駅 - 地下鉄国際会館駅間で相互直通運転を行っている。以下に1時間毎の運転本数と各種別の詳細を示す。

### 運転本数
線内の各区間の昼間時の1時間毎の運転本数の内訳は以下のようになる（2025年2月22日ダイヤ変更時点）。
| 種別＼駅名 | 種別＼駅名                    | 京都    | …       | 竹田    | 竹田 | …   | 新田辺 | 新田辺 | …   | 大和西大寺 | 直通先                               |
| ---------- | ----------------------------- | ------- | ------- | ------- | ---- | --- | ------ | ------ | --- | ---------- | ------------------------------------ |
| 特急       | 京奈 （「あをによし」を含む） | 2本     | 2本     | 2本     | 2本  | 2本 | 2本    | 2本    | 2本 | 2本        | 近鉄奈良                             |
| 特急       | 京橿                          | 2本     | 2本     | 2本     | 2本  | 2本 | 2本    | 2本    | 2本 | 2本        | 橿原神宮前                           |
| 急行       | 急行                          | 2本     | 2本     | 2本     | 2本  | 2本 | 2本    | 2本    | 2本 | 2本        | 橿原神宮前（一部近鉄奈良）           |
| 急行       | 急行                          | 2本     | 2本     | 2本     | 2本  | 2本 | 2本    | 2本    | 2本 | 2本        | 近鉄奈良（一部天理または大和西大寺） |
| 普通       | 普通                          | 4本     | 4本     | 4本     | 4本  | 4本 | 4本    | 4本    | 4本 | 4本        |                                      |
| 普通       | 普通                          | 烏丸線← | 烏丸線← | 烏丸線← | 2本  | 2本 | 2本    |        |     |            |                                      |

2025年2月22日のダイヤ変更により、烏丸線に直通する普通を除き15分ヘッドを基本としたダイヤとなった。
2012年3月20日のダイヤ変更では、昼間時間帯の各列車の運転本数が削減されたために、20分ヘッドを基本としつつ、一部区間や一部の種別で15分ヘッドも織り交ぜた複合的なダイヤとなっていた（ただし竹田駅以南は地下鉄烏丸線との直通列車も入るほか、京都駅 - 新田辺駅間の普通列車が毎時1本設定されていたので若干変則的である。このため、正しくは20分や15分といった運転サイクルではなく、「60分ヘッドの中に毎時3本・4本・6本のパターンが混在している」と言える）。2022年12月17日のダイヤ変更では特急・急行が20分ヘッドを基本とし（急行は時間帯や待避駅の違いによりやや間隔がずれる）、曜日や時間帯によって京奈特急や地下鉄烏丸線と直通する急行を加えたダイヤとなったが、普通列車は引き続き変則的となっていた。

### 特急
特急は京都駅 - 近鉄奈良駅・橿原神宮前駅間に1時間に3 - 4本運転されているほか（橿原神宮前発着は吉野線連絡あり）、京都駅 - 賢島駅間（2024年3月16日変更時点で、全区間通しは平日1往復・土休日2往復と、「しまかぜ」の1往復週6日運行のみ。他に鳥羽、宇治山田、松阪、名張発着が設定されている）、京都駅 - 近鉄奈良駅 - 大阪難波駅間（「あをによし」1往復）にも運転されており、京都線において昼間は10分 - 20分間隔、夕方から夜にかけては15分間隔の運転である。京都線内では全列車が近鉄丹波橋駅、大和西大寺駅に停車し、加えて上り京都行きは朝9時台までの「あをによし」を除く全列車およびそれ以降の一部列車、下り列車は15時以降の「あをによし」を除く全列車が高の原駅にも停車している。毎月26日をはじめとした、天理教月次祭が催される日には、天理駅発着の臨時特急も1往復追加される。
かつては近鉄奈良駅発着列車と橿原神宮前駅発着列車の一部が京都駅 - 大和西大寺駅間で併結運転を行っていたが、2018年3月17日のダイヤ変更で全列車とも単独運転となっている。また、京都駅 - 近鉄奈良駅間にアーバンライナー車両による特急が設定されていたが、2009年3月20日のダイヤ変更により同区間のアーバンライナー車両の定期運用は消滅した。　
2022年4月29日には京都駅 - 近鉄奈良駅 - 大阪難波駅を結ぶ観光特急「あをによし」が運転を開始した。
| 愛称             | 運行区間                  | 平日          | 土休日        | 1日の運用 | 京都駅発着ホーム | 備考                               |
| ---------------- | ------------------------- | ------------- | ------------- | --- | ---------------- | ---------------------------------- |
| しまかぜ         | 京都 - 賢島               | 1往復         | 1往復         | 京都→賢島→京都 | 1番のりば        | 水曜運休                           |
| あをによし       | 京都 - 近鉄奈良・大阪難波 | 4往復         | 4往復         | 大阪難波→近鉄奈良→京都→近鉄奈良→京都→近鉄奈良→京都→近鉄奈良→京都→近鉄奈良→大阪難波                                           | 2番のりば        | 木曜運休                           |
| 伊勢志摩ライナー | 橿原神宮前 → 京都         | 朝に1本       | 運休          | （平日：橿原神宮前、土休日：近鉄奈良→）京都→賢島→京都→橿原神宮前→京都（平日：→橿原神宮前→京都→大和西大寺、土休日：→近鉄奈良) | 1番のりば        | 大和西大寺発橿原神宮前行の折り返し |
| 伊勢志摩ライナー | 近鉄奈良 → 京都           | 運休          | 朝に1本       | （平日：橿原神宮前、土休日：近鉄奈良→）京都→賢島→京都→橿原神宮前→京都（平日：→橿原神宮前→京都→大和西大寺、土休日：→近鉄奈良) | 1番のりば        |                                    |
| 伊勢志摩ライナー | 京都 - 賢島               | 日中に1往復   | 日中に1往復   | （平日：橿原神宮前、土休日：近鉄奈良→）京都→賢島→京都→橿原神宮前→京都（平日：→橿原神宮前→京都→大和西大寺、土休日：→近鉄奈良) | 1番のりば        |                                    |
| 伊勢志摩ライナー | 京都 - 橿原神宮前         | 夕夜間に2往復 | 夕夜間に1往復 | （平日：橿原神宮前、土休日：近鉄奈良→）京都→賢島→京都→橿原神宮前→京都（平日：→橿原神宮前→京都→大和西大寺、土休日：→近鉄奈良) | 1番のりば        |                                    |
| 伊勢志摩ライナー | 京都 → 近鉄奈良           | -             | 夜に1本       | （平日：橿原神宮前、土休日：近鉄奈良→）京都→賢島→京都→橿原神宮前→京都（平日：→橿原神宮前→京都→大和西大寺、土休日：→近鉄奈良) | 1番のりば        |                                    |
| 伊勢志摩ライナー | 京都 → 橿原神宮前         | 夜に1本       | -             | （平日：橿原神宮前、土休日：近鉄奈良→）京都→賢島→京都→橿原神宮前→京都（平日：→橿原神宮前→京都→大和西大寺、土休日：→近鉄奈良) | 1番のりば        |                                    |

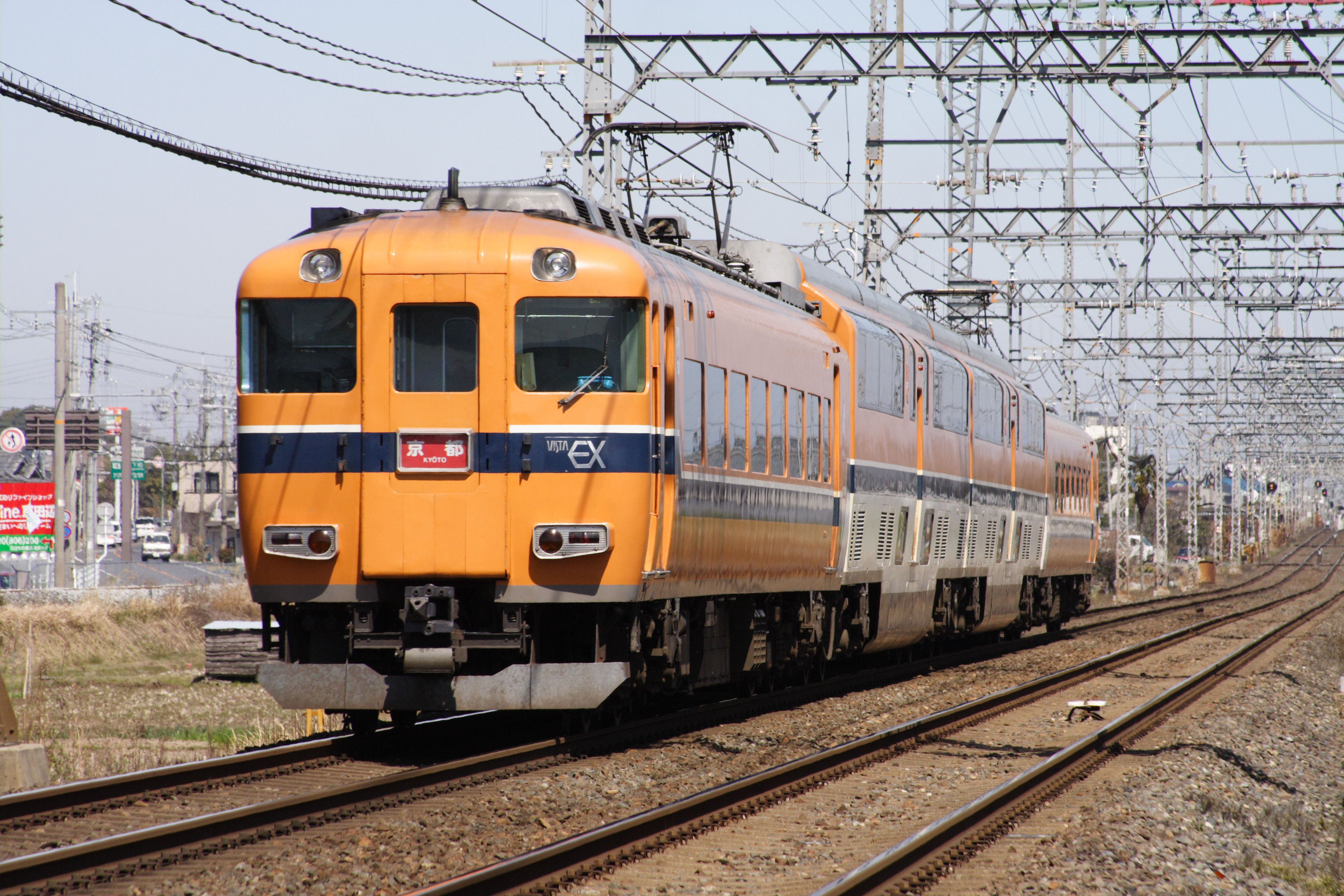
30000系「ビスタEX」
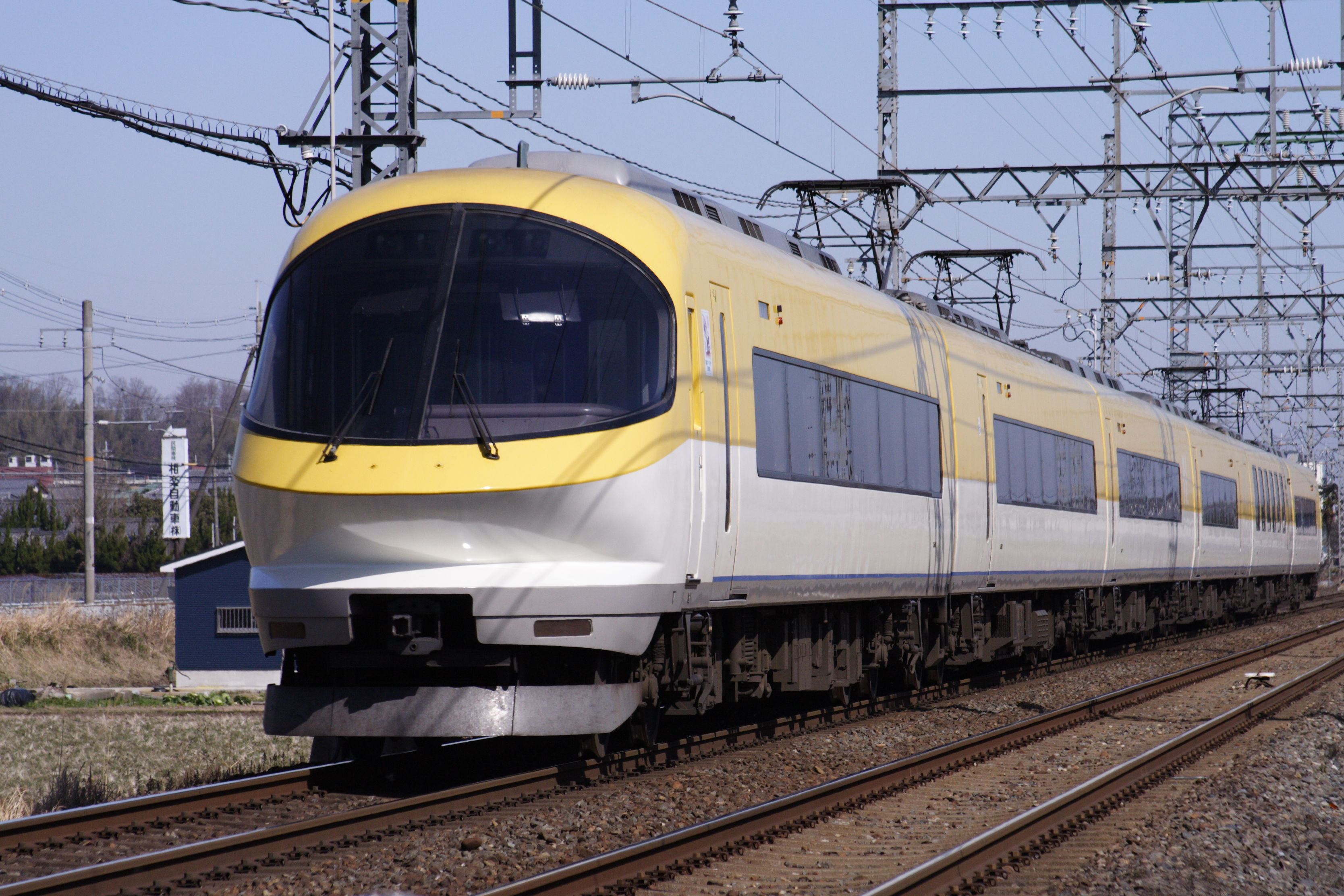
23000系「伊勢志摩ライナー」
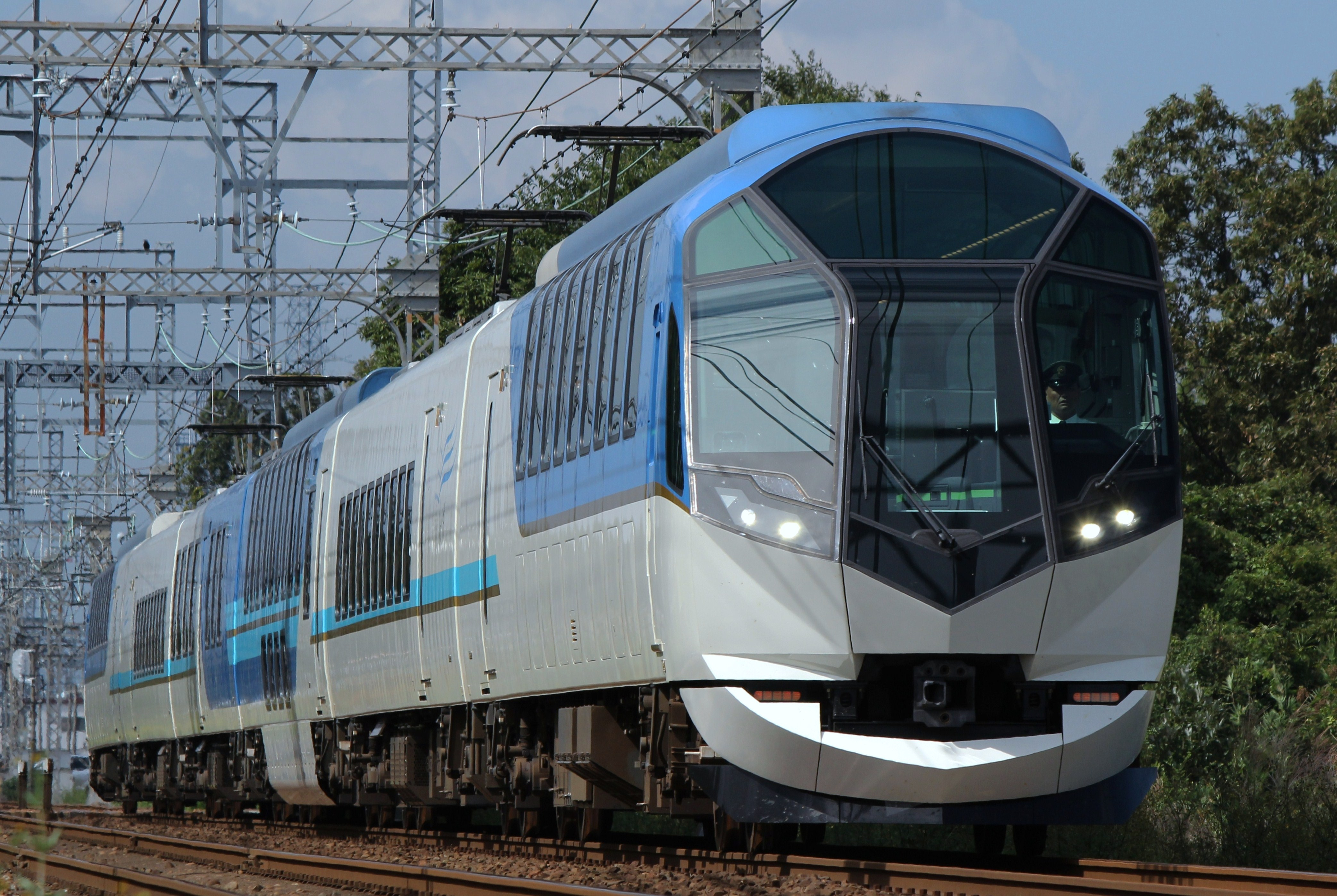
50000系「しまかぜ」
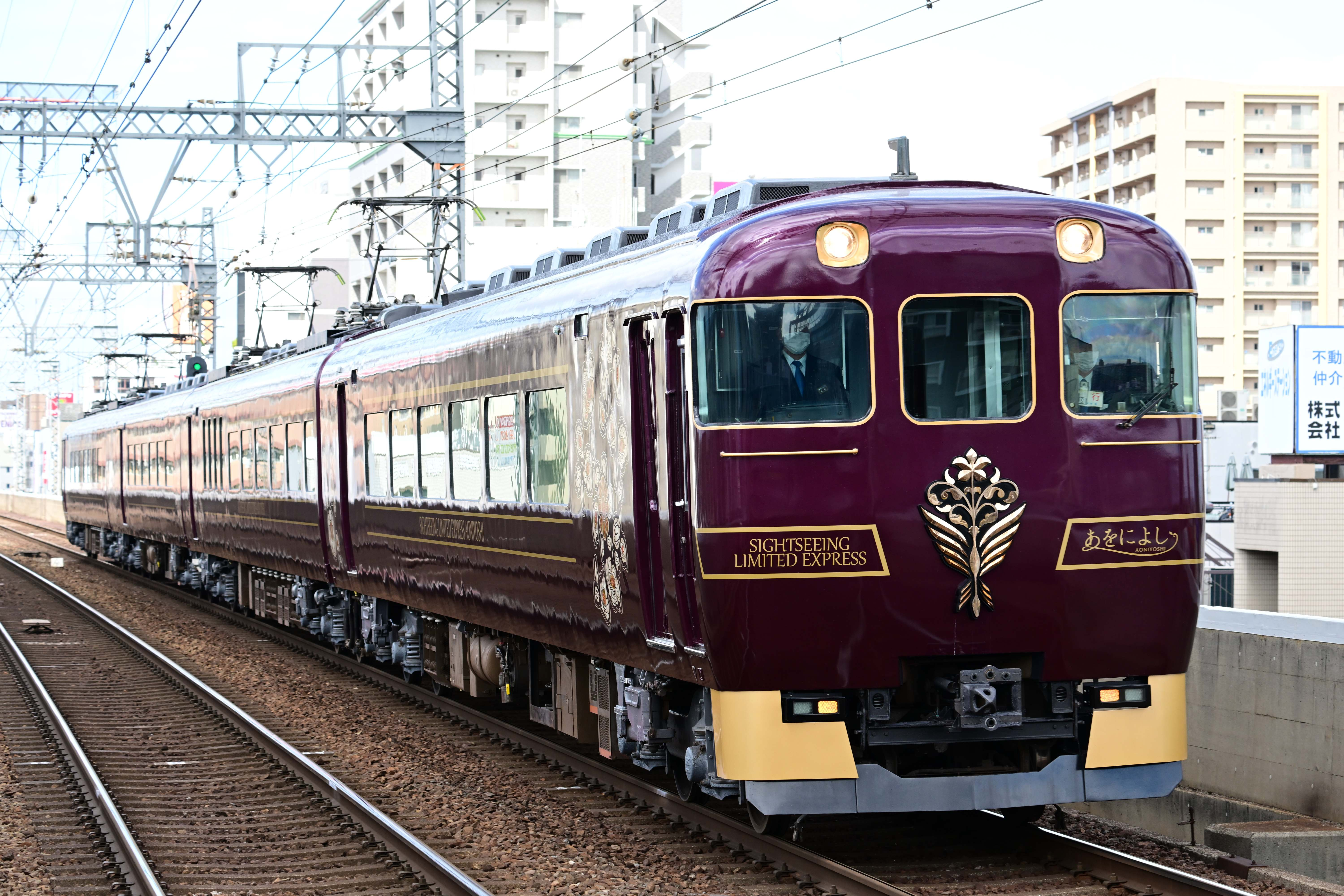
19200系「あをによし」
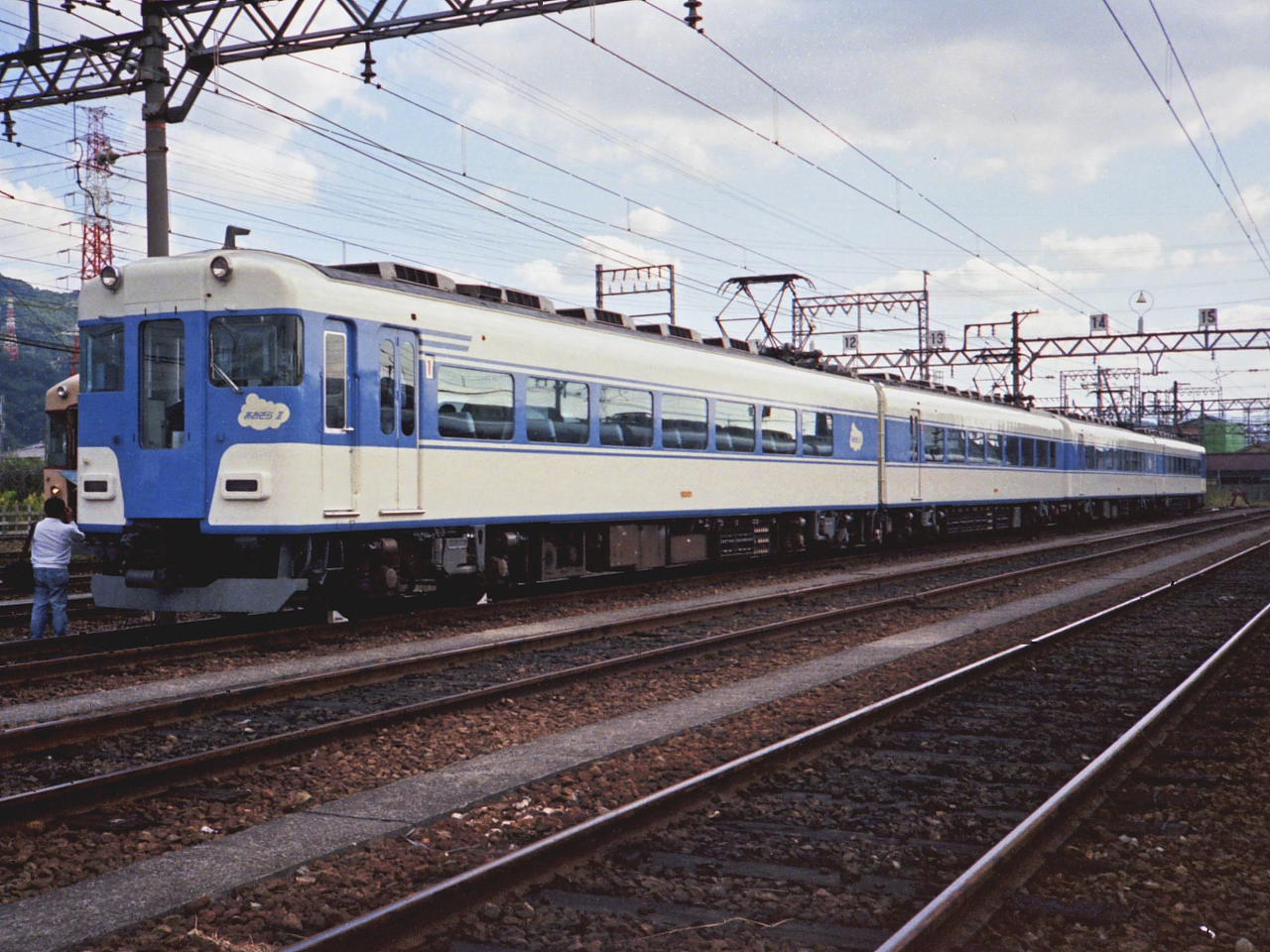
18200系「あおぞらII」
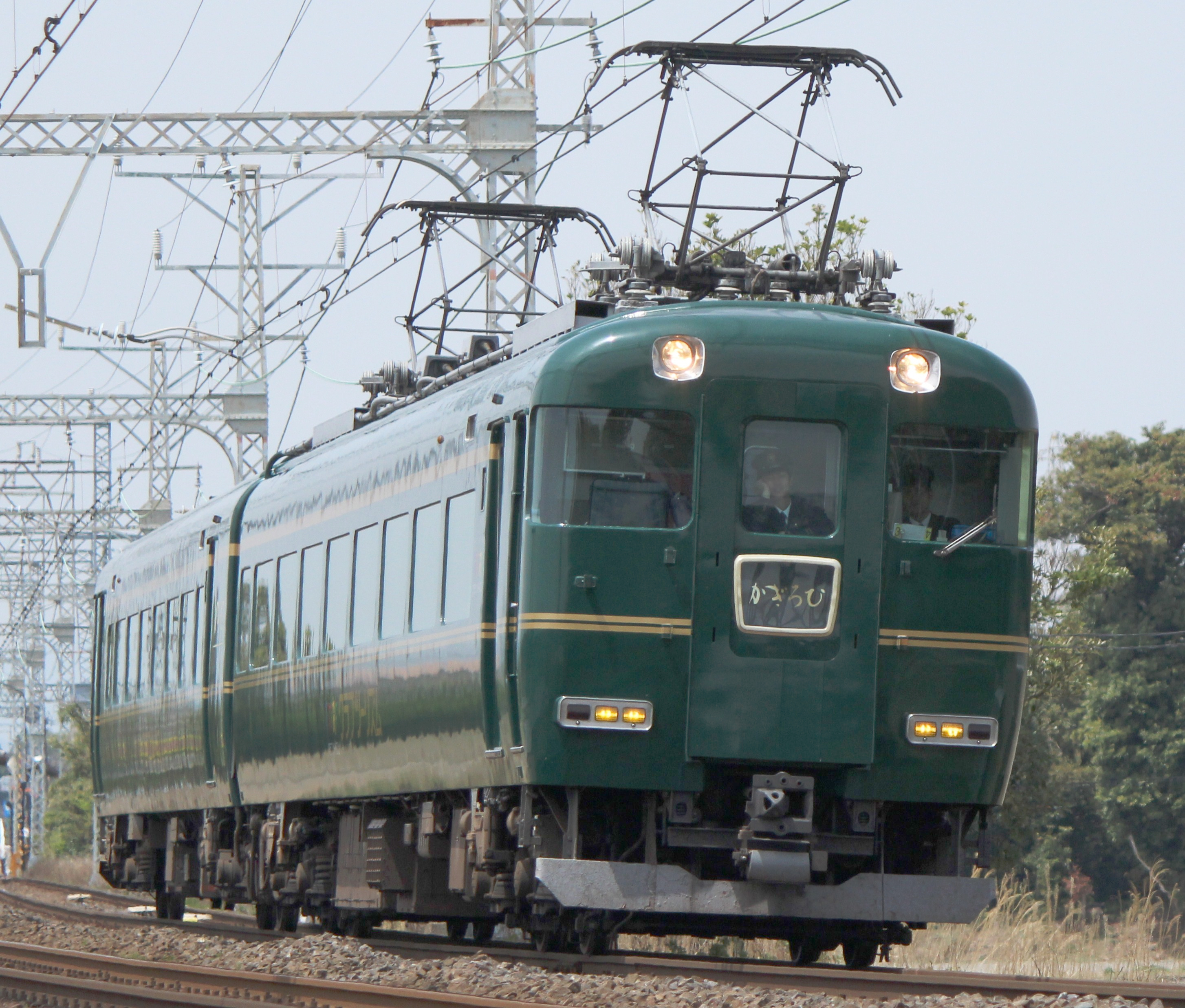
15400系「かぎろひ」
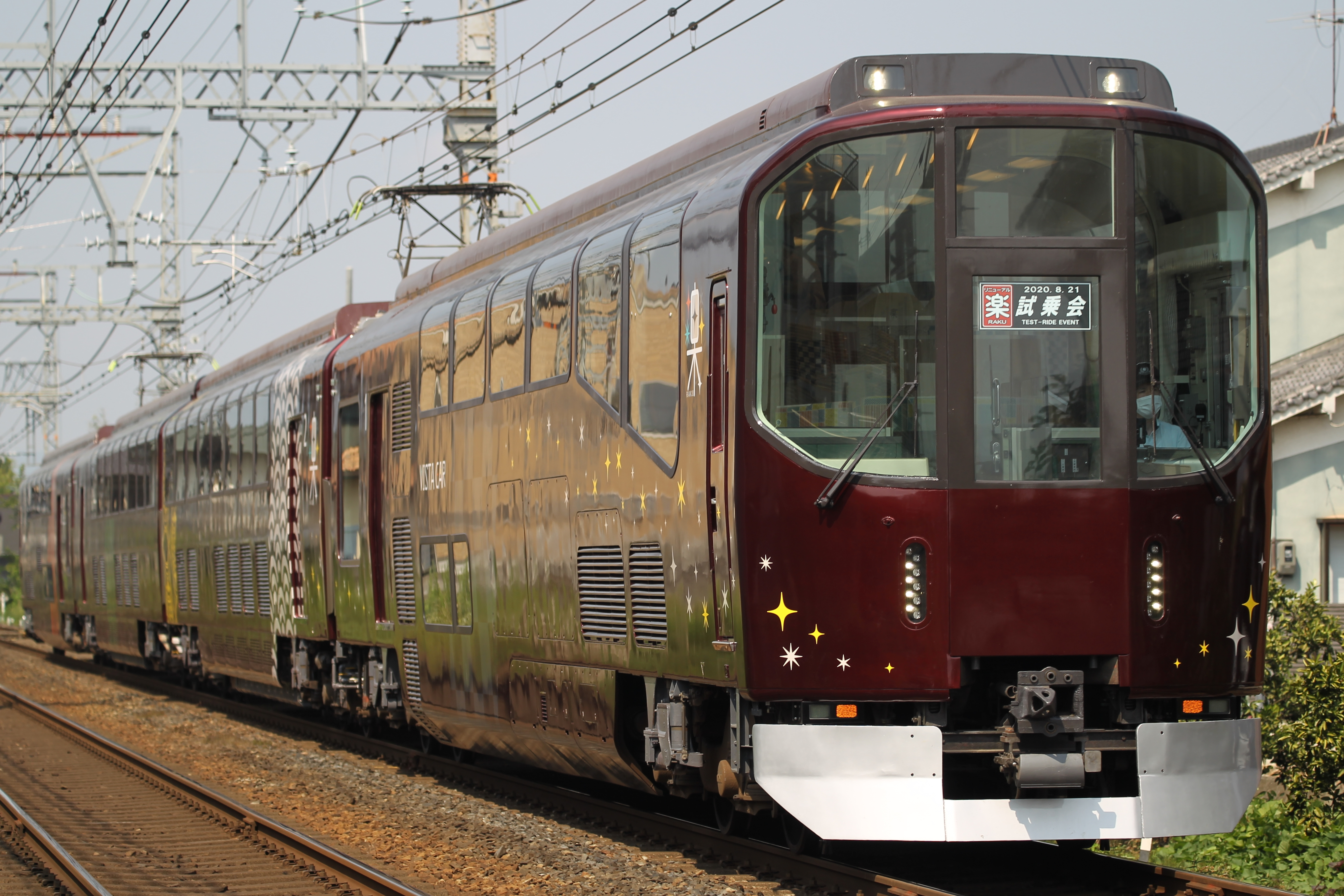
20000系「楽」

### 急行

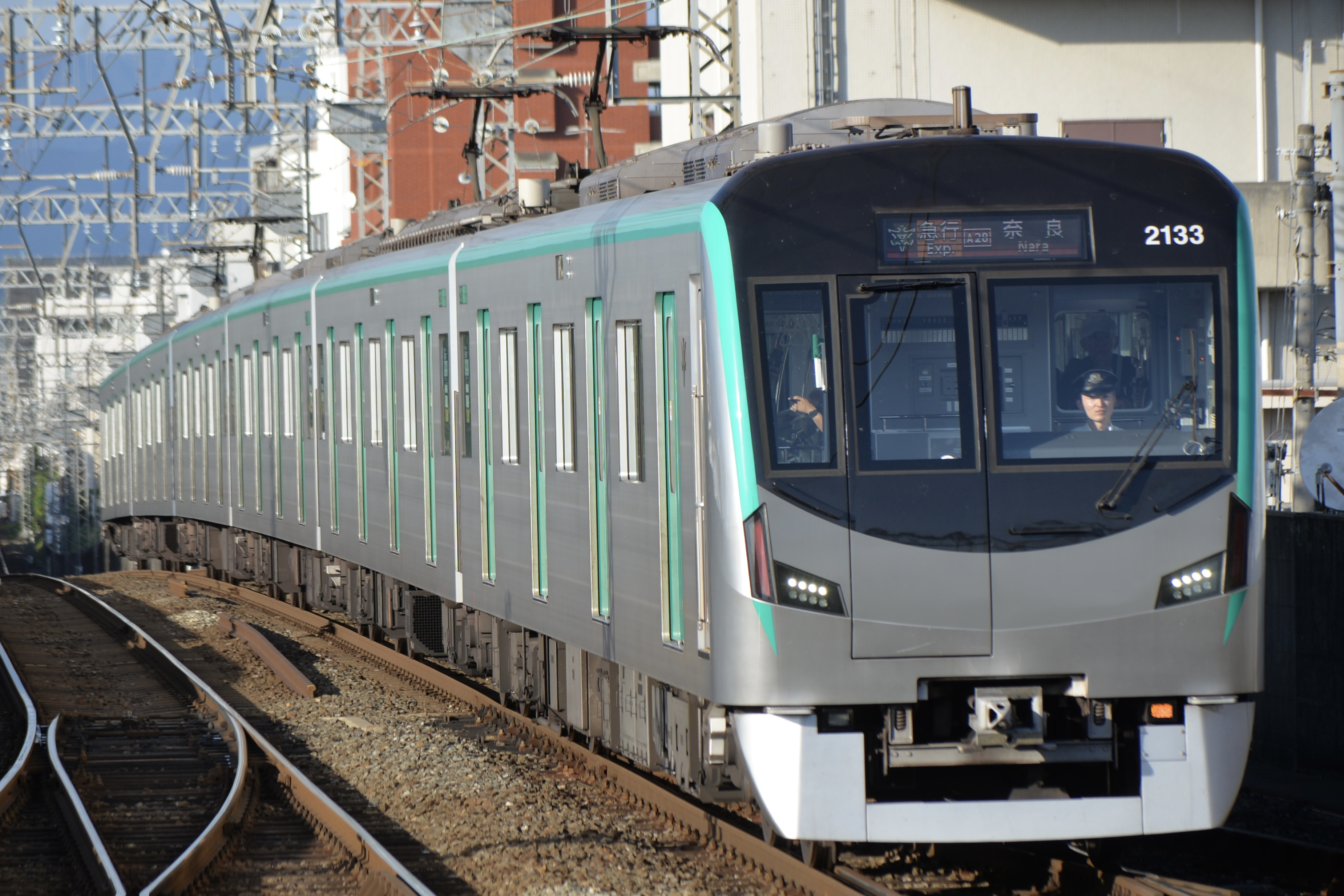
地下鉄烏丸線から乗り入れる奈良行き急行。

京都線の一般速達種別で、京都線内では特急停車駅に加えて東寺駅・竹田駅・桃山御陵前駅・大久保駅・新田辺駅・新祝園駅に停車する。ターミナル駅からの距離に関わらず主要駅にこまめに停車する点が、遠近分離型の停車パターンを採用する他の近鉄各線の急行と異なる点である。奈良線や橿原線への直通運転も行われている。京都駅 - 近鉄奈良駅・橿原神宮前駅間で終日運転されているほか、朝夕時間帯には京都駅 - 大和西大寺駅・天理駅間および新田辺発京都行き、京都発近鉄宮津行きの列車が設定されている。近鉄宮津行きの急行は他の定期急行の停車駅に加えて興戸駅・三山木駅にも停車し、同志社大学京田辺キャンパスへの通学客の利便性を確保している。朝夕時間帯には地下鉄烏丸線国際会館駅 - 近鉄奈良駅間直通の急行も運転されている。
2024年3月16日のダイヤ変更以降、平日昼間は京都駅 - 大和西大寺駅間で毎時4本運転されており、大半は奈良線または橿原線に直通し京都駅 - 近鉄奈良駅・橿原神宮前駅間で運転される。京都駅の発車時刻は毎時01分、20分、31分、40分と約10 - 20分に1本運転されている。土休日昼間は京都駅発着列車が毎時3本となる代わりに、毎時1本が国際会館駅 - 近鉄奈良駅で運転されていたが、2025年2月22日のダイヤ変更で土休日昼間も京都発着毎時4本運転となった。ただし後述の待避などの関係上、京都以外の各駅において間隔は不揃いであったが、2025年2月22日のダイヤ変更後は京都駅毎時11分、31分が橿原神宮前行き、26分、56分が奈良行き（一部大和西大寺行きや天理行き）になり京都線内での特急電車待避が下りはなくなったことで昼間は綺麗な15分のパターンダイヤとなった。
2022年12月まで昼間時間帯は1時間に京都駅 - 近鉄奈良駅間の系統と国際会館駅 - 近鉄奈良駅間の系統がそれぞれ1本、京都駅 - 橿原神宮前駅間の系統が2本の計4本運転されていた。近鉄京都駅の発車時刻は毎時12分、27分、42分で、42分発と12分発の間に竹田駅から地下鉄烏丸線直通列車が加わる。地下鉄烏丸線直通列車は竹田駅で京都駅発着の普通列車と接続しており、京都駅 - 大和西大寺駅間の有効本数は昼間は毎時4本を確保していた。
2022年12月17日のダイヤ変更によって、昼間は京都駅発着列車が約20分間隔となり、一部が大和西大寺発着に短縮された。また、地下鉄烏丸線直通列車は平日昼間の運転を取りやめ、平日朝夕時間帯の運転を開始した。その後、2024年3月16日のダイヤ変更で平日昼間に京都駅 - 近鉄奈良駅の運転が毎時1本追加され、大和西大寺発着の列車の一部が近鉄奈良駅に延長された。
すべて6両編成で運転されていたが、2021年7月3日のダイヤ変更で早朝、平日の日中、夜の一部の急行が4両編成で運転されるようになった。また、4両編成の一部の列車では、新田辺駅以北では急行、以南では普通として運転する列車や、大和西大寺駅で橿原線内を普通に種別変更して運転する列車もある。
2003年3月の快速急行の急行への統合以降は、特急と急行の運転間隔が異なるので、地下鉄直通をのぞき大久保駅・新田辺駅・新祝園駅・高の原駅のいずれかで特急待避を行うようになった。2012年3月20日のダイヤ変更で特急と（地下鉄直通を除いた）急行の運転間隔が同一に戻ってもこの運転方式が続いたが、2018年3月17日のダイヤ変更で特急が1本増発され地下鉄直通系統も含めた急行と特急の本数が同一になったことで、地下鉄直通列車も前記4駅のいずれかで特急の待ち合わせを行うようになった。また、地下鉄烏丸線からの直通列車に関しては竹田駅で近鉄京都駅発着の各駅停車（または準急）と接続している。
急行の京都駅 - 大和西大寺駅間の標準所要時間は40分前後である。早朝・深夜の特急待避が無い列車は37 - 38分で走破する。また、昼間の新田辺駅以南では普通より急行の本数が多くなっている。

### 準急

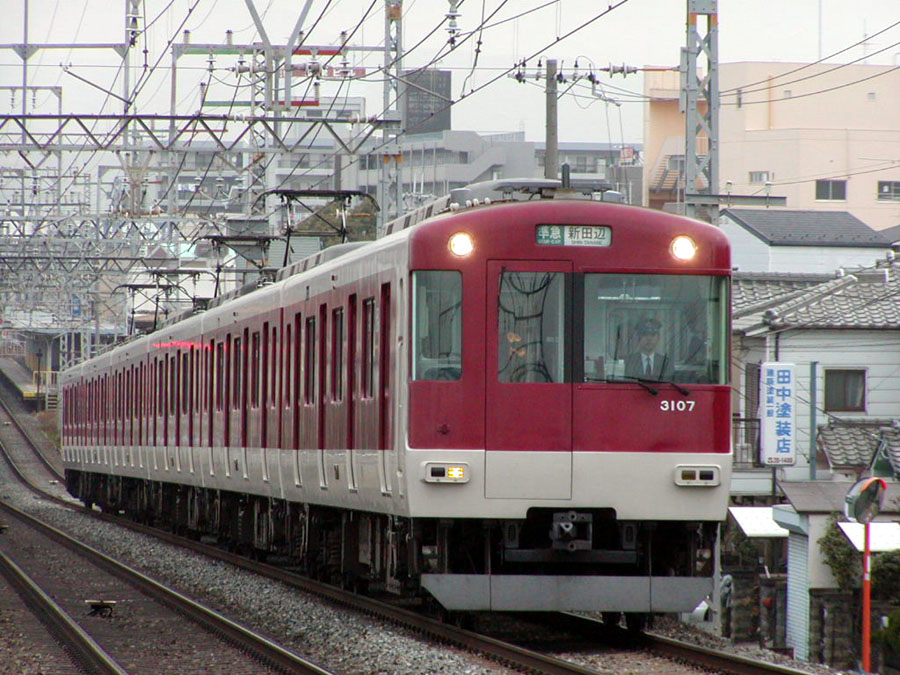
3200系車両で運転される新田辺行き準急。

新田辺駅 - 京都駅間で運転され、新田辺駅 - 近鉄丹波橋駅間は各駅に停車し、近鉄丹波橋駅 - 京都駅間は急行と同一の停車駅で運転される。上りは平日は午前時間帯に6本、夕時間帯に2本、土休日は午前時間帯に3本、夕時間帯に2本が運行されている。下りは平日に2本、土休日に1本が運行されている。
3駅しか通過せず、普通も追い抜かない（ただし一時期は夕方の京都駅発の準急が上鳥羽口駅で普通を追い抜いていたことがあったが、現在は準急と普通の京都駅での発車順序を入れ替えたため追い抜きは廃止された）、京都線の輸送力の補完の意味合いが強く、丹波橋駅で接続する京阪本線から京都駅への速達アクセスとしても機能している。ただしおよそ半数の列車は終点京都駅まで急行に抜かれないため、急行の混雑緩和に役立っている。編成両数は6両または4両である。
また、夕方ラッシュ時運行の6両編成の列車は、京都駅での折り返し場面で急行と準急の運用を入れかえる新田辺車庫の出庫列車の役割も兼ねていた（入庫は2021年ダイヤ改正で6両編成は終了）。すなわち、京都行き急行から折り返し新田辺行き準急、京都行き準急から折り返し近鉄奈良・天理・橿原神宮前行き急行となる運用パターンになっていた。
なお、1994年までは京都駅 - 大和西大寺駅・近鉄奈良駅間に運転されており、当時は向島駅を通過し小倉駅 - 近鉄奈良駅間は各駅に停車していた（1988年の地下鉄開業までは、竹田駅も通過していた）。1960年代までは京都駅 - 新田辺駅間は急行と同一、新田辺駅以南は各駅停車であった時代もあり、丹波橋駅以南各駅停車（向島駅は当時未開業）と新田辺駅以南各駅停車の設定が変動していた時期もあった。
2000年代後半以降はダイヤ変更のたびに本数が減少する傾向にあり、2010年3月のダイヤ変更では本数が大幅に削減された。特に夕方ラッシュ時には従来30分間隔で運転されていたものが60分間隔とされ、運転本数が半減している。2021年7月のダイヤ変更では平日の朝上りが廃止された一方で、土休日下りの朝に設定された。この準急は竹田駅で京都市営地下鉄烏丸線からの急行に接続した。その後2022年12月17日のダイヤ変更で下り準急は平日・土休日ともに廃止されたが、2024年3月16日のダイヤ変更で土休日のみ1本が復活し、2025年2月22日のダイヤ変更で平日も2本が設定された。

### 普通

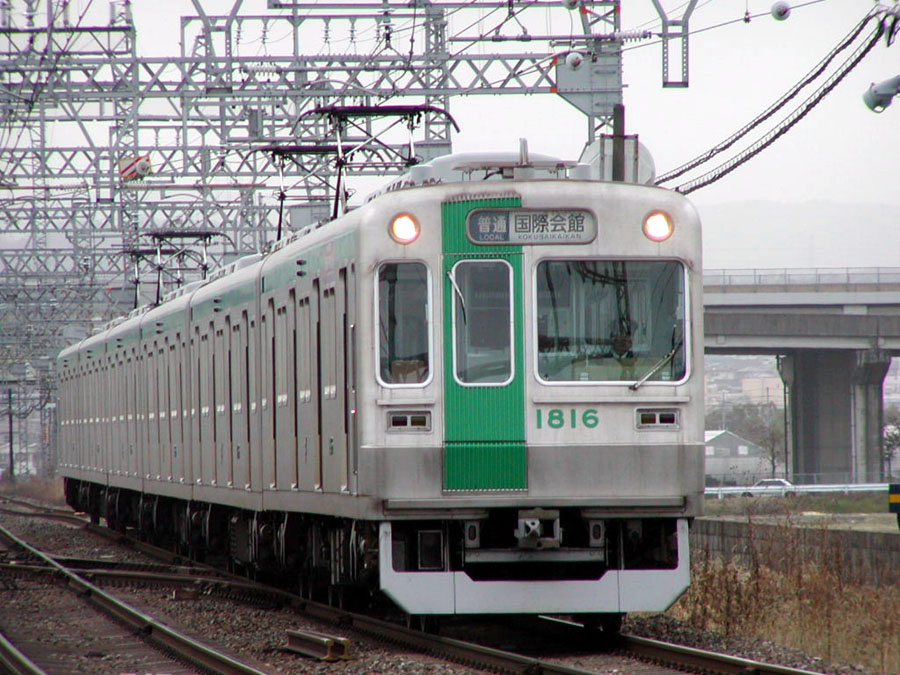
国際会館行きの列車も設定されている。

各駅に停車する。終日、京都駅 - 新田辺駅・大和西大寺駅・橿原神宮前駅、地下鉄烏丸線国際会館駅 - 新田辺駅、新田辺駅 - 大和西大寺駅・橿原神宮前駅間で運転されている。一部時間帯では、京都駅 - 近鉄奈良駅・天理駅、新田辺駅 - 近鉄宮津駅・天理駅間でも運転されている。
新田辺駅以北では、昼間時間帯は1時間に京都駅発着が4本、地下鉄線直通が2本の計6本が設定されている。京都駅 - 竹田駅間は1時間4本であるが、京都市営地下鉄とのダイヤ調整のため15分間隔ではない。新田辺駅以南では、昼間時間帯はおおむね15 - 25分間隔で1時間3本となる。
2022年12月17日のダイヤ変更では大半の列車が新田辺駅で系統分離されたが、新田辺駅南側の踏切の遮断時間を減少させるため、2024年3月16日のダイヤ変更で再び一部の系統が統合された。
編成両数は地下鉄直通の全列車と、ラッシュ時などの京都駅 - 新田辺駅間・新田辺駅 - 近鉄宮津駅間の一部の区間運転列車が6両編成で、その他は4両編成である。狛田駅と山田川駅および直通する橿原線内の普通のみの停車駅のホーム有効長が4両分までのため、大和西大寺駅発着および橿原線・天理線直通の列車は4両編成で運転している。一部、京都駅 - 新田辺駅間を6両編成で運転し、新田辺駅で連結・切り離し作業あるいは車両の取り替えを行い新田辺駅以南を4両編成で運転する列車もある。新田辺駅 - 近鉄宮津駅間の臨時普通は6両編成、朝ラッシュ時にごくわずかに設定されている定期の普通は2021年7月3日のダイヤ変更前は4両編成で運転されていたが、ダイヤ変更後は6両編成で運転され、新田辺駅で京都行きになる。
なお、1997年の地球温暖化防止京都会議中には烏丸線直通の普通列車が高の原駅まで乗り入れていた。ただし当時、6両編成が停車できなかった興戸駅と4両対応の狛田駅・山田川駅は通過していた。また、2012年3月20日のダイヤ変更前は大和西大寺行きは時間帯によっては大和西大寺駅から天理行きまたは橿原神宮前行きに変更していた。一旦、大和西大寺行きとして運転していた理由としてダイヤが乱れた時に運休あるいは別編成を大和西大寺駅 - 橿原神宮前駅・天理駅間に充当できるようにするためであるほか、大和西大寺駅から先を急行として種別変更もされる列車があるためでもある。したがって、実際には大和西大寺駅で折り返さずに京都駅 - 橿原神宮前駅・天理駅間を直通で運転していた。

### 快速急行（廃止）
1998年から京都駅 - 近鉄奈良駅間で日中に1時間あたり2本設定された。竹田駅・近鉄丹波橋駅・大和西大寺駅・新大宮駅（2000年から）に停車し、竹田駅で国際会館駅発着の急行と接続して速達性の向上を図った（当時の日中は1時間あたり京都発着の快速急行と急行が2本ずつ、国際会館発着の急行が2本）が、利用は芳しくなく誤乗も多かったため、2003年春のダイヤ変更で廃止され急行に格下げされた。以降、日中の竹田駅 - 大和西大寺駅間の急行が1時間あたり6本となり、2012年3月19日まで続いた。定期列車が設定される前にも1988年のなら・シルクロード博覧会などの際にも臨時に運転されていたことがある（日中1時間に1本の運転。停車駅は近鉄丹波橋駅・大和西大寺駅で、2002年以降の特急と同じであった）。

### 回送列車
新田辺・宮津・西大寺の各車庫へ出入庫するための回送列車が運行されている。一部は京都市営地下鉄車両の回送列車もある。特に、近鉄奈良・大和西大寺方面の回送列車の一部は、近鉄宮津駅 - 大和西大寺駅間のみであるが、奈良線快速急行の折り返しで8・10両編成で運転されている。

### 臨時運転
同志社の京田辺キャンパス、同志社女子大学京田辺キャンパス開校日には、朝方の京都発（9:31発）新田辺行き急行1本が近鉄宮津行きに延長され、新田辺駅から各駅に停まる（ただし天理教月次祭等開催時は天理行き急行となり興戸・三山木・近鉄宮津の3駅を通過する）。夕方は近鉄宮津発新田辺行き各駅停車が5本運転される（15:18、16:24、16:39、16:53、18:24発）。その一部は新田辺から定期運転の京都行き準急や国際会館行き各駅停車へ変更され運転される。
奈良マラソン開催日に大阪難波駅から高の原行き急行が運行されることがある。

### 臨時停車
イベント関係
- 奈良競輪等開催時に最寄り駅である平城駅に一部の急行が臨時停車することがある。
- 洛南高校体育祭が同校の向島グラウンドで開催される場合、最寄り駅となる向島駅に一部の急行が臨時停車することがある。
- 文化パルク城陽でのイベント開催時に最寄り駅となる寺田駅に一部の急行が臨時停車することがある。

### 大晦日終夜運転
大晦日から元旦にかけての終夜運転は、京都から伊勢方面・橿原神宮前・近鉄奈良への特急を各系統合わせて30 - 60分間隔で運転しているほか、京都駅 - 新田辺駅・大和西大寺駅間に普通を15 - 30分間隔で運転する形態となっている。時刻については近鉄の公式ホームページでも紹介されている。なお、2020年度は終夜運転は実施されなかった。2021年度は橿原神宮前発京都行きと京都駅発宇治山田駅行きの特急が2往復のほか、京都駅 - 橿原神宮前駅間に普通が30 - 60分間隔で運転された。

## 車両
近鉄奈良線で使用される自社車両が京都線でも使用されるほか、京都市営地下鉄烏丸線10系、20系の乗り入れ運用もある（主に新田辺駅以北折り返しの普通で運用。昼間時は近鉄奈良駅直通急行運用もあり）。
近鉄京都発着の列車で、地下鉄線対応の3200系・3220系を含む6両単独編成は近鉄宮津駅以南発着の普通をのぞき、すべての種別にて運用されている（狛田駅・山田川駅および橿原線内の普通のみの停車駅のホーム有効長が4両分までしかないため）。
また、5800系や5820系といったL/Cカーは京都線・橿原線・天理線運用とそれに関連する運用の場合は座席は常時ロングシートの状態で運転される。なお、2009年3月20日からは阪神電気鉄道との直通運転の開始に伴い、同社乗り入れ対応車両を捻出する必要が出て来たため、地下鉄線対応車と8600系8619編成を除く6両固定編成については同日以降定期運用が消滅している。
2012年までは3000系も京都線系統を中心に使用されており、これ以外にも奈良・京都・橿原線系統以外の一般車両が運用された珍しい例として、地下鉄直通運転開始前の一時期、名古屋線から転属したモ1650形（抑速ブレーキ非装備、2700mm幅車体）が8000系・8400系の増結用に使用されたことがあった。
近鉄は、2022年4月15日に運賃改定の申請資料において、老朽化した車両約450両のうち新造から55年を超えた車両について、2024年度から順次必要分を新型車両に置き換える計画を発表し、8A系として2024年10月7日から運行を開始した。奈良線、京都線、橿原線、天理線で4両12編成（計48両）が導入される。8A系もロングシートとクロスシートを切り替えできるL/Cカーである。

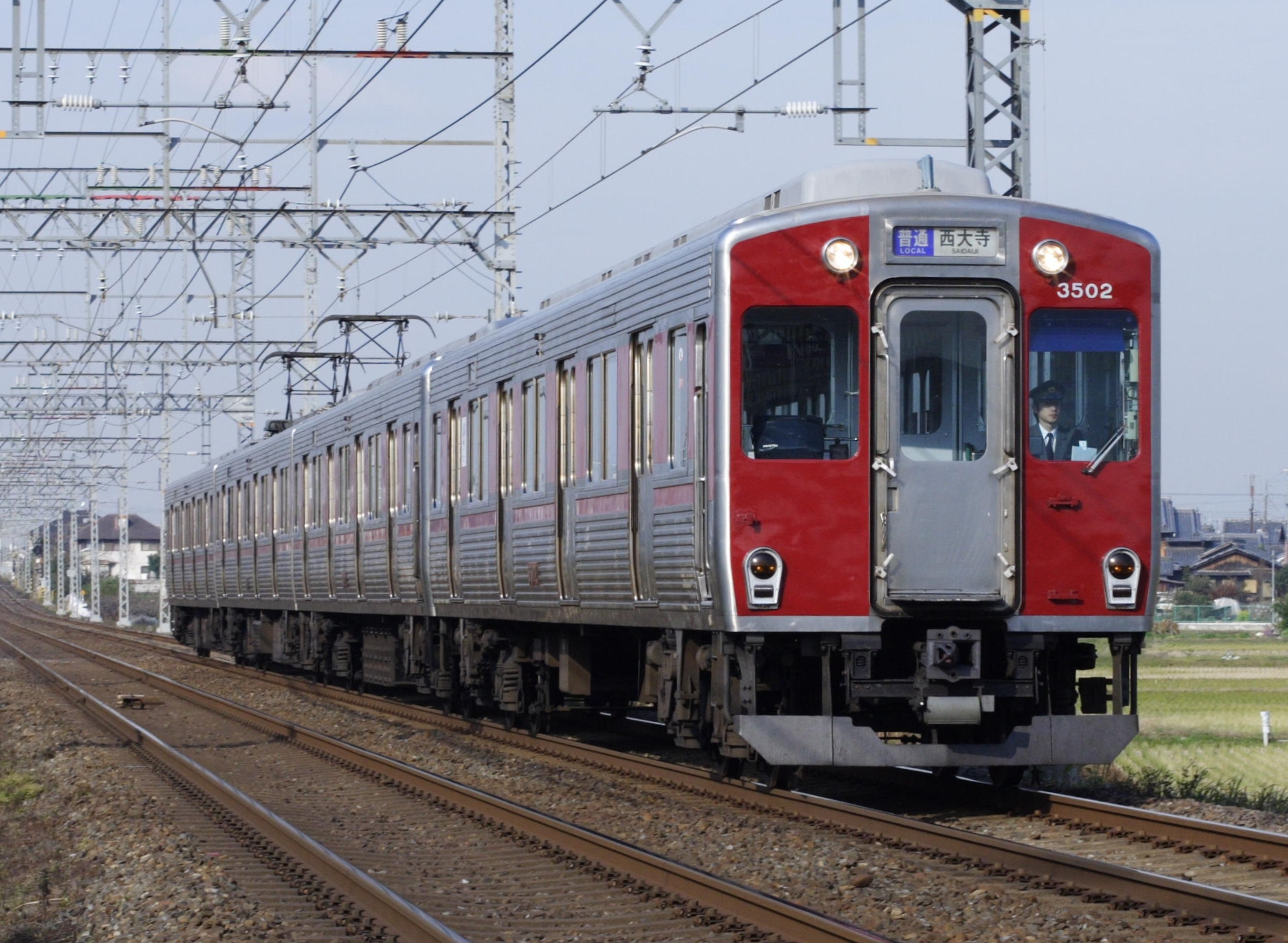
3000系
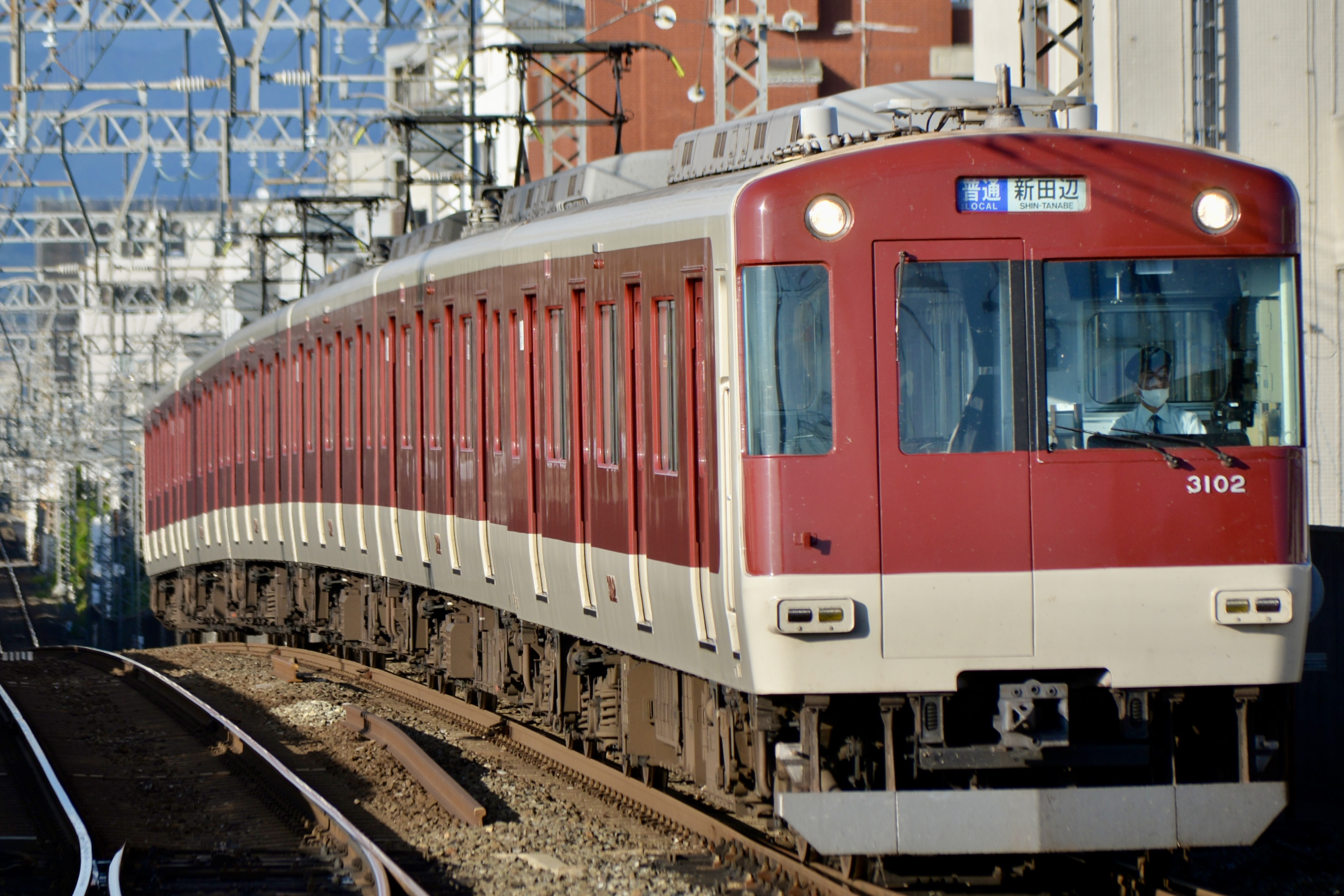
3200系
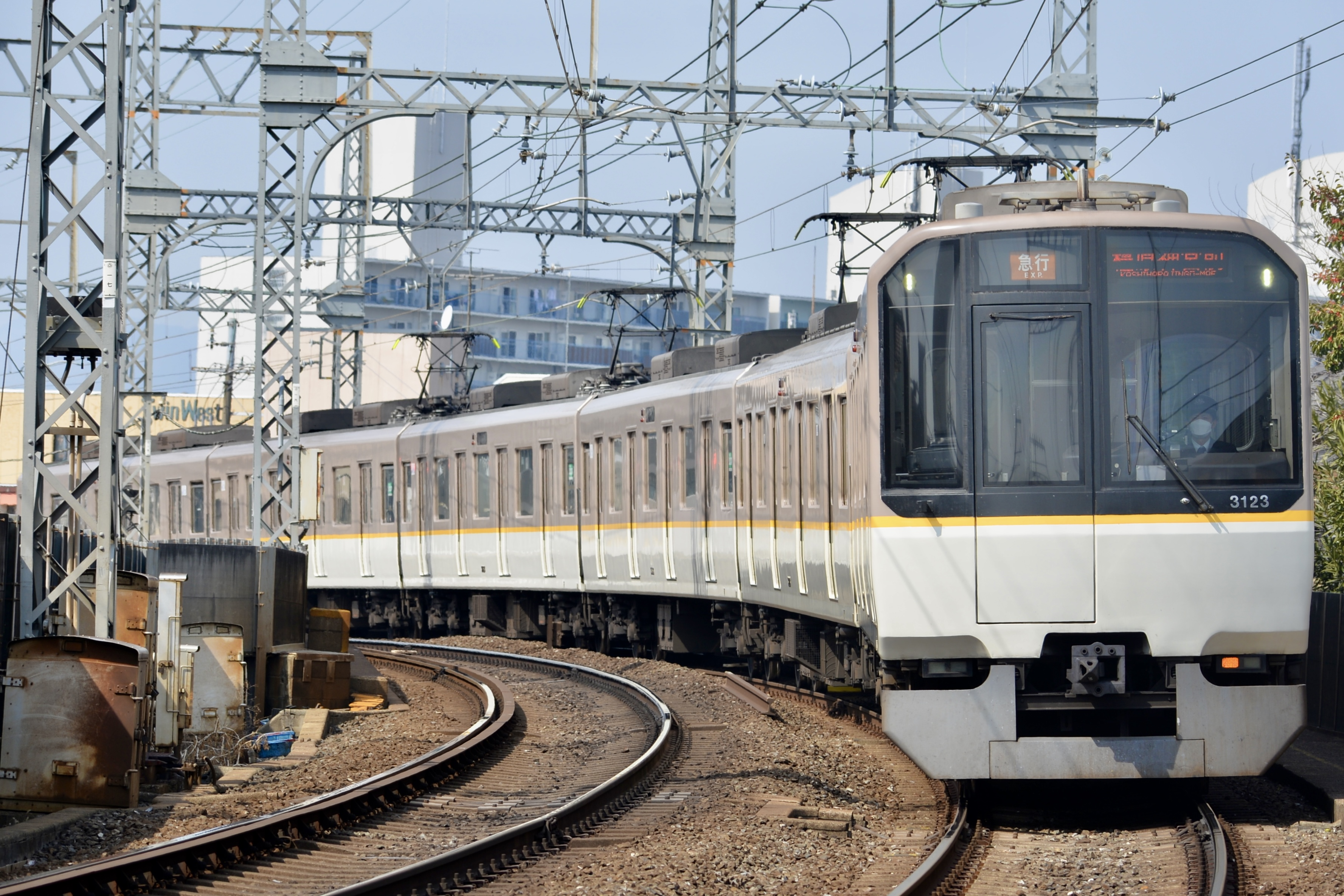
3220系
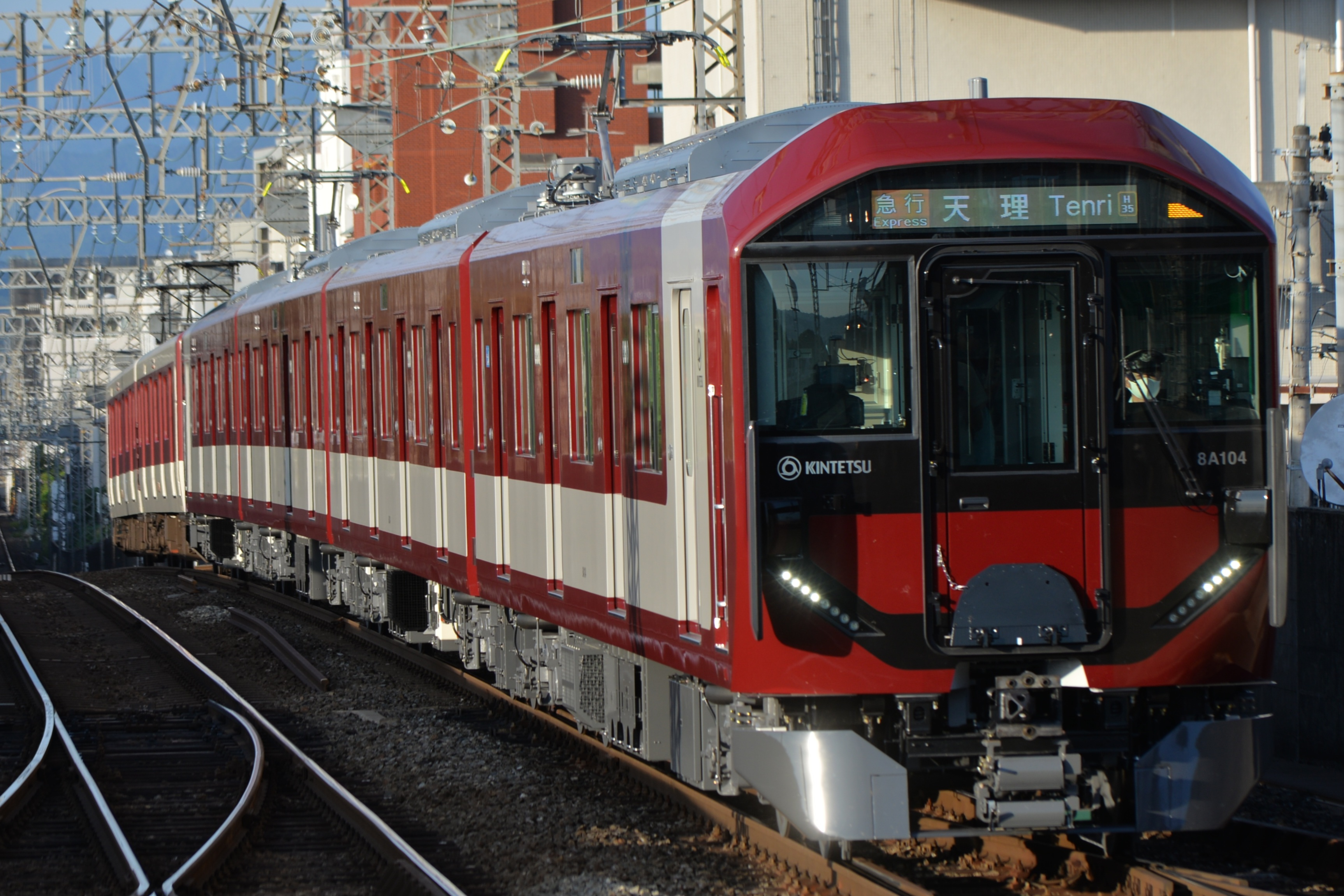
8A系
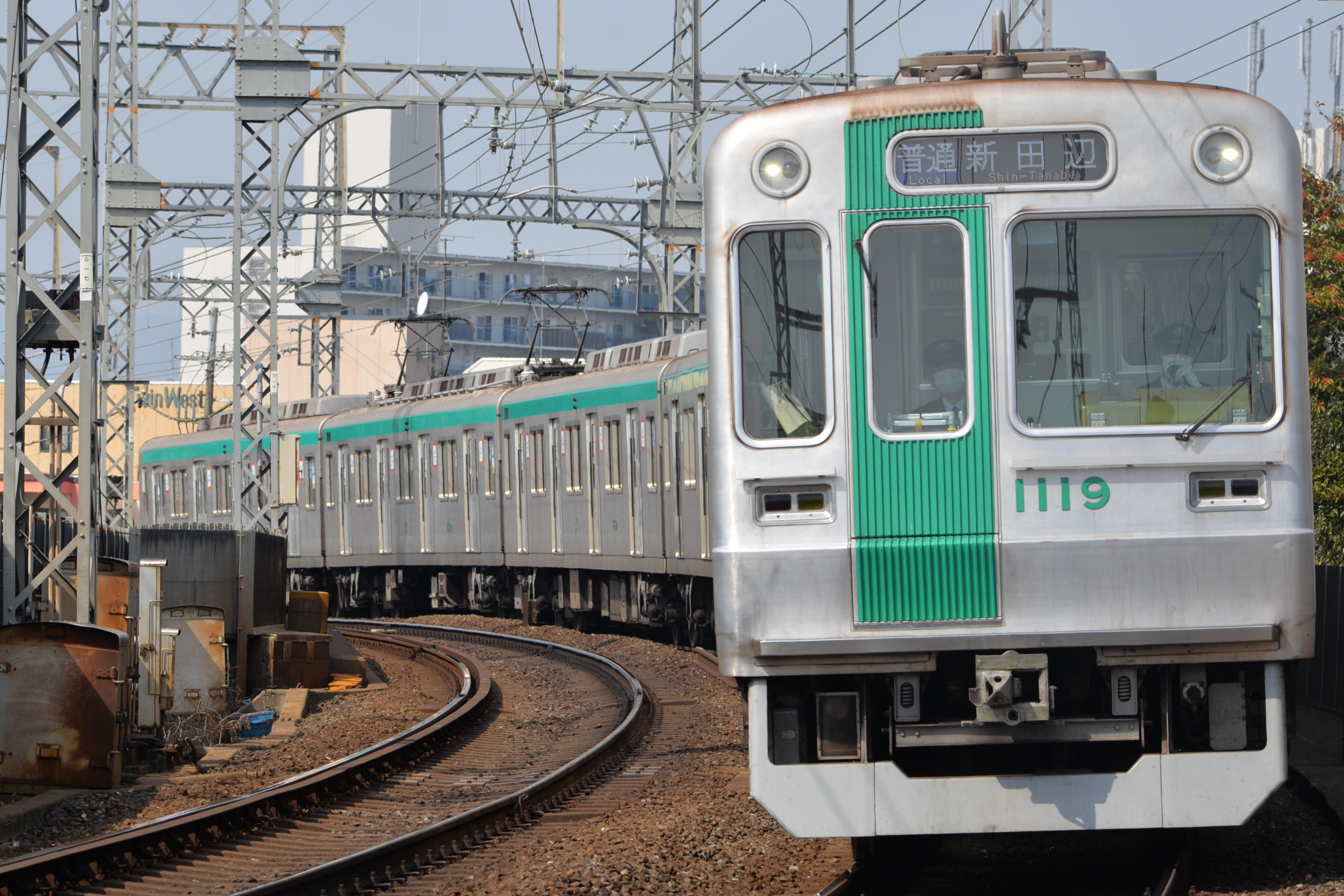
京都市営地下鉄10系
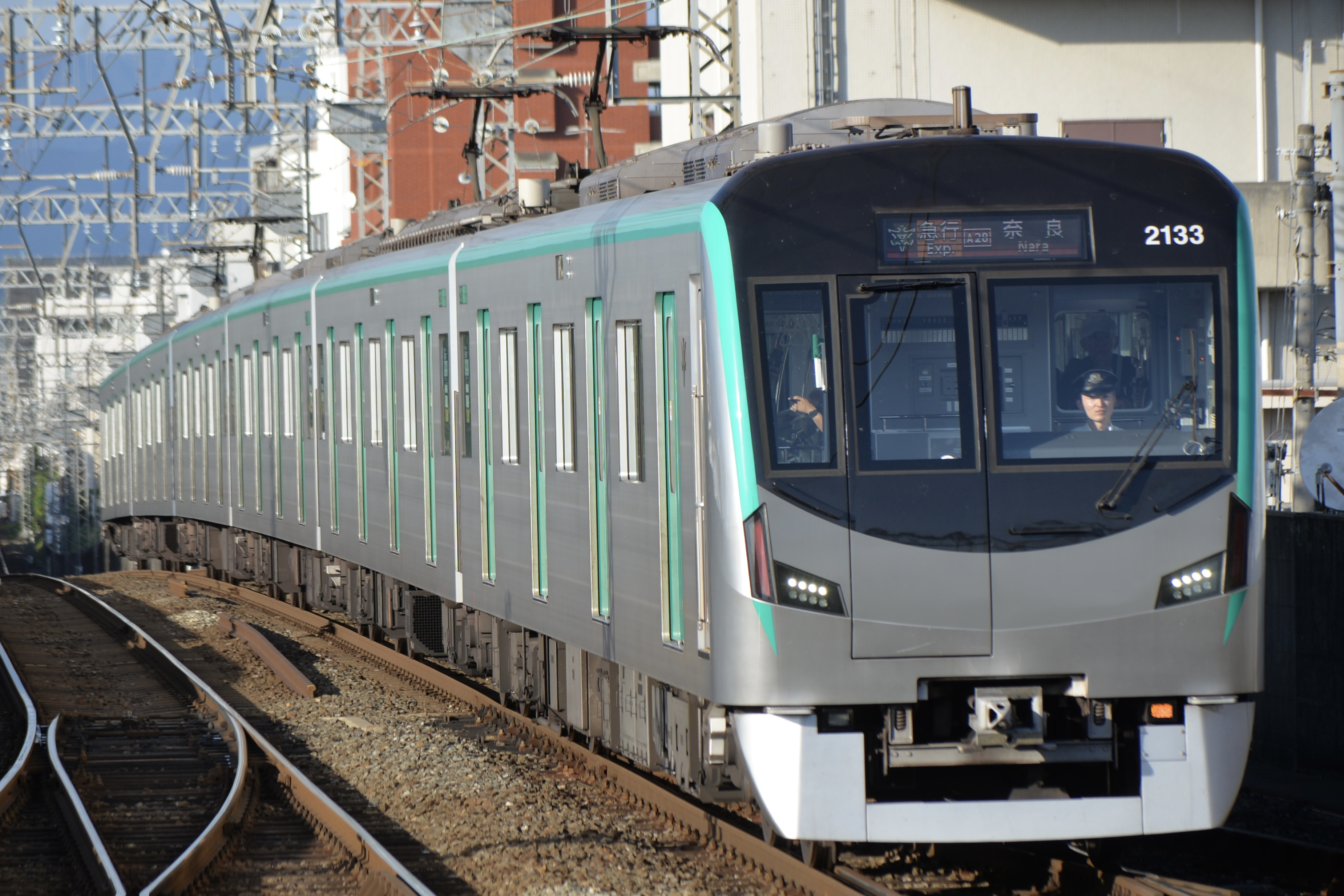
京都市営地下鉄20系

## 旅客案内

### 車内自動放送
2016年3月27日から車掌のタブレット端末（パナソニック製TOUGHPAD FZ-B2）の操作による車内自動放送が開始された。

### 駅の案内設備
各駅の記事も参照。

#### 発車標
反転フラップ式案内表示機（パタパタ）
使用駅：東寺駅、竹田駅、大久保駅、新祝園駅、高の原駅
ディスプレイ式案内が普及する以前、近鉄で最も主流だった形式。
大まかな形式はどの駅も同じだが、細部で仕様が異なる。
ディスプレイ式（フルカラーLCD）
使用駅：京都駅、近鉄丹波橋駅、桃山御陵前駅、新田辺駅、大和西大寺駅
主要駅で設置されている。
LED電光掲示板（24ドット）
使用駅：向島駅、三山木駅
LED電光掲示板を用いたもので、基本的にjiskan24フォントが使用されている。
向島駅は行き先と停車駅案内のある2段式。三山木駅は行き先だけが表示される1段式のものを使用。
過去には以下の方式が用いられたが、2022年時点でいずれも使用駅はない。
ブラウン管式
ブラウン管テレビを用いた発車案内。
液晶式
液晶式で、種別部分はフルカラーでの表示が可能。
幕式
方向幕のように上下方向に巻き取られて表示が変わる。

## 歴史

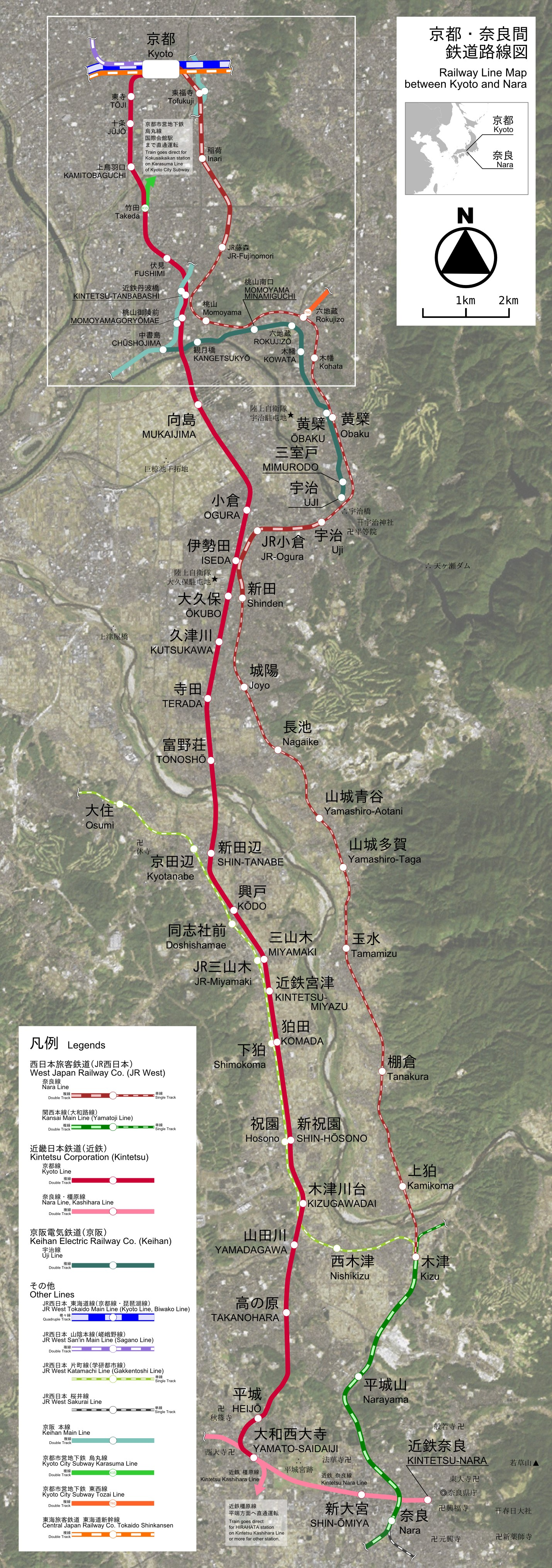
京都・奈良間鉄道路線図
（→SVG版）

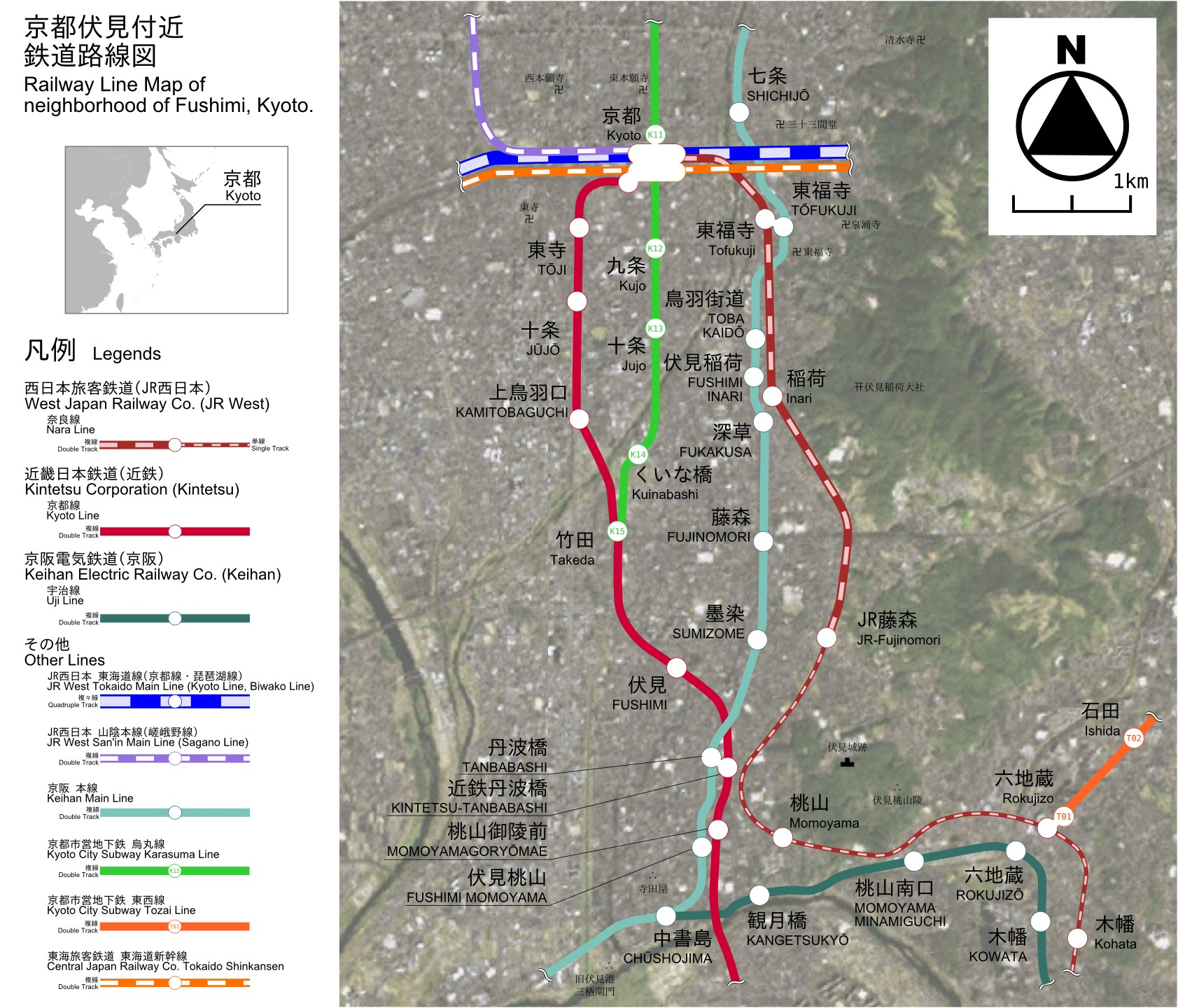
京都伏見付近拡大図
（→SVG版）

京阪電気鉄道と大阪電気軌道（通称「大軌」。近鉄の前身）の合弁会社である奈良電気鉄道（通称「奈良電」）により、私鉄路線がなかった2つの古都を結ぶ目的で開業した。京都駅 - 近鉄丹波橋駅間は国鉄奈良線の旧線跡を利用して建設され、全通時より大軌の奈良線・畝傍線（現在の橿原線）と相互直通運転をしていた。さらに戦後直後から1968年までは、京阪本線との直通運転も行った。
近鉄の路線となったのは、1963年10月1日のことである。なお、同線の建設や近鉄統合に関しては、「奈良電気鉄道」の項目も参照。

### 宇治川以北のルート選定
建設に当たり、宇治川以北のルート選定は難航した。
建設当時沿線は陸軍第16師団・工兵第16大隊の演習地となっており、用地買収の速成の観点から軍用地の土地交換を申し出た。陸軍省での検討が難航していると仄聞した会社側は、省からの回答を待たずに無橋脚へと踏切る形となった。また、桃山御陵前駅の前後は、京都府より桃山御陵への参拝道との平面交差に対し、安全上の問題から変更指示を受けたため、地下線での建設を計画した。それに対し、伏見の酒造組合が地下水の枯渇を理由に反対運動を行った。後に会社側でもボーリング調査等を行い、問題ないことを表明した。同時期に奈良線伏見貨物線の共用を願い出ていた最中に伏見町からの町域を全線高架化するようにとの建議がなされた。鉄道省側は当該線の高架費用負担を嫌い、会社側に高架化を条件に払下げるとしたため、残る高架方式での建設となった。桃山御陵前駅 - 向島駅間の宇治川に架かる澱川橋梁が日本最長164.6mの単純トラス橋構造となったのは、このような複雑な事情による。
現在でも陸上自衛隊の演習地が宇治川周辺に存在する。しかし、伏見区内の住宅開発が進んだ事もあって大久保駅前にある陸上自衛隊大久保駐屯地や京阪宇治線木幡駅の周辺に移転しており、現在では澱川橋梁の近辺で演習が行われることはない。

### 奈良電京都駅計画の変更
奈良電が開業するにあたっては、当時の東海道線を跨線し、国鉄京都駅の烏丸口側（北側の中央口）に奈良電の高架駅を設ける予定であったが、工事速成の観点から八条口（南口）側に仮設駅を設けるよう、大阪鉄道局長から通達があり、仮設駅として開業した。
この仮設であった駅は、昭和恐慌などの影響で計画自体が着手すらままならない状況のまま戦後を迎えた。東海道新幹線が建設される際にはその直上に新幹線の線路とプラットホームを設置し、奈良電の駅も高架3線化された。この際に仮設駅扱いであった現在の位置を本設駅として変更を行い、北側までの免許を取り消すことになった。

### 年表
- 1928年（昭和3年）
  - 11月3日：奈良電気鉄道が桃山御陵前駅 - 西大寺駅（現在の大和西大寺駅）間を開業。
  - 11月15日：京都駅 - 桃山御陵前駅間が開業し全通。
- 1929年（昭和4年）7月10日：木津川の河畔に木津川駅を設置。
- 1930年（昭和5年）4月1日以前：小倉駅を奈良電小倉駅に改称[10]。
- 1935年（昭和10年）6月29日：鴨川水害で十条駅 - 城南宮前駅間で路盤崩壊のため不通、同月30日運転再開。
- 1940年（昭和15年）4月5日：城南宮前駅を奈良電竹田駅に改称[11][注釈 6]。上鳥羽口駅開業[12]。
- 1945年（昭和20年）
  - 5月20日：八条駅・木津川駅休止。
  - 12月21日：奈良電気鉄道の電車が京阪神急行電鉄の丹波橋駅（現在は京阪電気鉄道の駅[注釈 7]）に乗り入れ、同駅から京阪神急行電鉄京阪線の三条駅まで直通運転開始。伏見駅 - 堀内駅 - 桃山御陵前駅間廃止。
- 1946年（昭和21年）10月1日：京都駅 - 東寺駅間の八条駅、富野荘駅 - 新田辺駅間の木津川駅廃止。
- 1947年（昭和22年）4月1日：京阪神急行電鉄（1949年から京阪電気鉄道[注釈 7]）の電車が丹波橋駅から奈良電に乗り入れ、京都駅まで直通運転開始。
- 1948年（昭和23年）7月1日：木津川駅再開業。
- 1954年（昭和29年）7月5日：興戸駅開業。
- 1963年（昭和38年）
  - 9月：京都駅高架化。
  - 10月1日：近畿日本鉄道が奈良電気鉄道を合併し、京都線となる。奈良電竹田駅を竹田駅に、奈良電小倉駅を小倉駅に改称[14]。
- 1965年（昭和40年）8月23日：木津川駅休止。
- 1967年（昭和42年）3月29日：旧堀内駅を復活し、現在位置の近鉄丹波橋駅設置。伏見駅 - 近鉄丹波橋駅 - 桃山御陵前駅間復活。ただし1年間は丹波橋駅・近鉄丹波橋駅の併用となる（近鉄の特急・急行・準急は近鉄丹波橋駅を、普通と京阪直通列車は丹波橋駅を使用、ただし当初の正式駅名は両駅とも丹波橋駅）。
- 1968年（昭和43年）
  - 10月10日：ATS使用開始。
  - 12月20日：伏見駅 - 丹波橋駅（京阪） - 桃山御陵前駅間廃止。また、丹波橋駅での京阪との相互直通運転と丹波橋駅・近鉄丹波橋駅の併用も廃止。近鉄使用の丹波橋駅を近畿日本丹波橋駅として分離。なお、この日より奈良線大型車両の京都線での運用を開始する。
- 1969年（昭和44年）
  - 9月13日：京都駅 - 東寺駅間高架化。
  - 9月21日：架線電圧を600Vから1500Vに昇圧。
- 1970年（昭和45年）3月1日：近畿日本丹波橋駅を近鉄丹波橋駅に改称。
- 1972年（昭和47年）11月22日：高の原駅開業。
- 1974年（昭和49年）7月20日：木津川駅廃止。
- 1979年（昭和54年）
  - 3月30日：向島駅開業[15]。
  - 7月：特急に限り6両編成運転開始。
- 1981年（昭和56年）3月18日：800系・820系運用終了。
- 1982年（昭和57年）3月18日：平日朝の急行を6両編成に増結。同年6月1日に急行の6両編成運転を一旦中止。
- 1987年（昭和62年）
  - 7月：竹田駅を移転。
  - 10月22日：大久保駅付近高架化完成、同駅に待避線が設けられる[16]。
  - 12月6日：急行の6両編成運転を再開。準急、普通の一部区間での6両運転も開始。
- 1988年（昭和63年）8月28日：京都市営地下鉄烏丸線との相互直通運転を開始（当時は北大路駅まで）。
- 1990年（平成2年）10月24日：京都市営地下鉄烏丸線の北大路駅 - 北山駅間延伸開業に伴い、直通運転区間も延長。
- 1993年（平成5年）
  - 3月18日：宮津車庫完成。
  - 7月：東寺駅 - 竹田駅間の連続立体交差化工事に着手[13](p437)。
  - 9月21日：近鉄宮津駅開業[17]。待避可能駅。この近鉄宮津駅開業および志摩線複線化工事の進捗・同年10月の伊勢神宮式年遷宮の輸送対応と合わせ、主要線区でダイヤ変更を実施[17]。
- 1994年（平成6年）9月21日：木津川台駅開業。
- 1995年（平成7年）3月16日：同志社大学京田辺キャンパスへの通学客に対応するため、平日朝方に京都発近鉄宮津ゆき急行を2本新設（1本は京都発新田辺ゆき急行の区間延長。従来の急行停車駅のほか三山木駅にも停車）。
- 1996年（平成8年）3月15日：23000系（伊勢志摩ライナー）を京都発着の特急にも運用開始。新祝園駅で待避線の使用開始。
- 1997年（平成9年）
  - 3月18日：同日のダイヤ変更で「土曜・休日ダイヤ」が導入されたのに伴い、土曜・休日朝方にも京都発近鉄宮津ゆき急行を1本設定。また、平日朝方に高の原始発の京都ゆき急行を1本新設。
  - 5月22日：京都市営地下鉄烏丸線の北山駅 - 国際会館駅間延伸開業に伴うダイヤ修正を実施（延伸区間は6月3日の正午に開業、それまではいわゆる「予行運転」の形で延伸区間は回送列車として運行）。
- 1998年（平成10年）
  - 3月17日：土曜・休日昼間、京都駅 - 近鉄奈良駅間に快速急行を新設。
  - 10月3日：東寺駅 - 竹田駅間の下り線高架化[18]。
- 1999年（平成11年）
  - 3月16日：同日より京都駅21:00発以降の下り特急7本が高の原駅にも停車。
  - 11月27日：東寺駅 - 竹田駅間、上下線とも高架化[19]。上鳥羽口駅は通過線が設けられて待避可能駅に。
- 2000年（平成12年）3月15日：国際会館駅 - 近鉄奈良駅間直通の急行を新設し京都市営地下鉄烏丸線との相互直通運転区間を近鉄奈良駅まで延長。快速急行が平日昼間にも設定され増発、停車駅に新大宮駅を追加。急行の停車駅に新祝園駅を、準急の停車駅に向島駅をそれぞれ追加、京都発近鉄宮津ゆき急行は興戸駅にも停車。
- 2001年（平成13年）
  - 2月1日：各駅でスルッとKANSAI対応カードの取り扱い開始。
  - 10月14日：各駅でJスルーカードの取り扱い開始。
- 2002年（平成14年）
  - 3月20日：同日より近鉄丹波橋駅にすべての特急が停車（これまでにも大晦日終夜運転に限って停車していた）。また、高の原駅停車の特急を京都駅19:00発以降の下り特急にも拡大（8本が新たに停車）。
  - 5月27・29日：天皇・皇后の奈良視察に伴うお召し列車を運転（27日：京都駅から近鉄奈良駅へ、29日：橿原神宮前駅から京都駅へ）。両行程共に21000系（アーバンライナー）の第11編成を4両に短縮の上で充当。
- 2003年（平成15年）3月6日：京都駅 - 近鉄奈良駅間の快速急行を急行に統合し廃止[5]。京伊特急の一部が大和八木 - 賢島間で阪伊乙特急と併結運転（併結運転列車の京伊特急側の号車番号は「A号車、B号車、…」とする）。
- 2005年（平成17年）8月6日：三山木駅付近高架化完成。
- 2007年（平成19年）4月1日：各駅でPiTaPa・ICOCAの取り扱い開始。
- 2008年（平成20年）
  - 6月14日：京都駅 - 竹田駅間で車上速度パターン照査式ATS (ATS-SP) 使用開始。
  - 10月30・31日：天皇・皇后の奈良視察に伴うお召し列車を京都駅 - 近鉄奈良駅間に運転（往路は30日、復路は31日）。往復共に21020系（アーバンライナーnext）21021F が充当される[20]。
- 2009年（平成21年）3月1日：Jスルーカードの自動改札機・のりこし精算機での取り扱いを終了[21]。
- 2010年（平成22年）10月7日：天皇・皇后の奈良視察に伴うお召し列車を、京都駅から近鉄奈良駅へ運転。21020系（アーバンライナーnext）21021F を充当。[22][23]
- 2014年（平成26年）
  - 10月10日：京伊特急でも50000系による観光特急「しまかぜ」を運転開始[24]。
  - 11月15・17日：天皇・皇后の奈良視察（全国豊かな海づくり大会臨席など）に伴うお召し列車を運転（15日：京都駅から橿原神宮前駅まで、17日：近鉄奈良駅から京都駅まで）[25]。
- 2016年（平成28年）4月2・4日：天皇・皇后の奈良視察（神武天皇式年祭参拝など）に伴うお召し列車を、京都駅 - 橿原神宮前駅間に運転（往路は2日、復路は4日）[26]。
- 2021年（令和3年）7月3日：新型コロナウィルス感染症流行の影響による旅客利用状況から、夜間中心に大幅な列車本数削減・運転区間短縮・終電繰上げを伴うダイヤ変更を実施[27]。
- 2022年（令和4年）
  - 4月12日：京都市営地下鉄20系が近鉄京都線直通運転開始[28]。
  - 4月29日：19200系による観光特急「あをによし」が運転開始[29]。
  - 12月17日：ダイヤ変更で、平日の京都市営地下鉄烏丸線国際会館駅 - 近鉄奈良駅間直通の急行が朝夕の運転となる[3]。
- 2023年（令和5年）5月16日・18日：上皇夫妻私的旅行に伴うお召列車を運転（16日：京都駅から奈良駅まで、18日奈良駅から京都駅まで）。50000系SV01編成「しまかぜ」を充当。
- 2025年（令和7年）2月22日：ダイヤ変更で、土休日も京都市営地下鉄烏丸線国際会館駅 - 近鉄奈良駅間直通の急行が朝夕の運転となる[30]。

## 今後の予定

### 奈良線移設・大和西大寺駅高架工事
平城宮跡付近の迂回を目的とする連続立体交差事業に伴い、大和西大寺駅の高架化および移設が計画されており、大和西大寺駅付近の開かずの踏切が除却される予定である。
平城駅 - 大和西大寺駅間は現在の線路から最大で100mほど離れて西へ膨らむように南下して新しい大和西大寺駅に進入する。

## 駅一覧
凡例
●：停車、｜：通過、▼：京都発近鉄宮津行のみ停車、※：奈良競輪開催時臨時停車
普通列車は各駅に停車（表中省略）。
特急列車については特急列車記事を参照のこと
#印の駅は列車待避可能駅
↷印の駅は折り返し運転可能駅
*印の駅は車両基地所在駅
| 駅番号 | 駅名                                  | 駅間 キロ | 営業 キロ | 準急 | 急行 | 接続路線 | 所在地        | 所在地        | 所在地        |
| ------ | ------------------------------------- | --------- | --------- | ---- | ---- | --- | ------------- | ------------- | ------------- |
| B01    | 京都駅↷                               | -         | 0.0       | ●    | ●    | 東海旅客鉄道： 東海道新幹線 西日本旅客鉄道： 東海道本線（JR京都線・琵琶湖線、JR-A31）・ 湖西線 (JR-B31)・ 奈良線 (JR-D01)・ 山陰本線（嵯峨野線、JR-E01） 京都市営地下鉄： 烏丸線 (K11)   | 京都府        | 京都市        | 下京区        |
| B02    | 東寺駅                                | 0.9       | 0.9       | ●    | ●    | | 京都府        | 京都市        | 南区          |
| B03    | 十条駅                                | 0.6       | 1.5       | ｜   | ｜   | | 京都府        | 京都市        | 南区          |
| B04    | 上鳥羽口駅#                           | 1.0       | 2.5       | ｜   | ｜   | | 京都府        | 京都市        | 伏見区        |
| B05    | 竹田駅                                | 1.1       | 3.6       | ●    | ●    | 京都市営地下鉄： 烏丸線 (K15)（大和西大寺方面〈急行が近鉄奈良駅、普通が新田辺駅〉から国際会館駅まで直通運転）                                                                            | 京都府        | 京都市        | 伏見区        |
| B06    | 伏見駅                                | 1.3       | 4.9       | ｜   | ｜   | | 京都府        | 京都市        | 伏見区        |
| B07    | 近鉄丹波橋駅                          | 1.1       | 6.0       | ●    | ●    | 京阪電気鉄道： 京阪本線…丹波橋駅 (KH30) | 京都府        | 京都市        | 伏見区        |
| B08    | 桃山御陵前駅                          | 0.5       | 6.5       | ●    | ●    | | 京都府        | 京都市        | 伏見区        |
| B09    | 向島駅#↷                              | 2.1       | 8.6       | ●    | ｜   | | 京都府        | 京都市        | 伏見区        |
| B10    | 小倉駅 （ニンテンドーミュージアム前） | 2.8       | 11.4      | ●    | ｜   | | 京都府        | 宇治市        | 宇治市        |
| B11    | 伊勢田駅                              | 1.3       | 12.7      | ●    | ｜   | | 京都府        | 宇治市        | 宇治市        |
| B12    | 大久保駅#                             | 0.9       | 13.6      | ●    | ●    | | 京都府        | 宇治市        | 宇治市        |
| B13    | 久津川駅                              | 1.0       | 14.6      | ●    | ｜   | | 京都府        | 城陽市        | 城陽市        |
| B14    | 寺田駅                                | 1.3       | 15.9      | ●    | ｜   | | 京都府        | 城陽市        | 城陽市        |
| B15    | 富野荘駅                              | 1.5       | 17.4      | ●    | ｜   | | 京都府        | 城陽市        | 城陽市        |
| B16    | 新田辺駅#↷*                           | 2.2       | 19.6      | ●    | ●    | | 京都府        | 京田辺市      | 京田辺市      |
| B17    | 興戸駅（同志社前）                    | 1.5       | 21.1      |      | ▼    | | 京都府        | 京田辺市      | 京田辺市      |
| B18    | 三山木駅                              | 1.3       | 22.4      |      | ▼    | | 京都府        | 京田辺市      | 京田辺市      |
| B19    | 近鉄宮津駅#*                          | 0.7       | 23.1      |      | ▼    | | 京都府        | 京田辺市      | 京田辺市      |
| B20    | 狛田駅                                | 1.3       | 24.4      |      | ｜   | | 京都府        | 相楽郡 精華町 | 相楽郡 精華町 |
| B21    | 新祝園駅#                             | 2.3       | 26.7      |      | ●    | 西日本旅客鉄道： 片町線（学研都市線）…祝園駅 (JR-H20) | 京都府        | 相楽郡 精華町 | 相楽郡 精華町 |
| B22    | 木津川台駅                            | 1.5       | 28.2      |      | ｜   | | 京都府        | 木津川市      | 木津川市      |
| B23    | 山田川駅                              | 1.0       | 29.2      |      | ｜   | | 京都府        | 相楽郡 精華町 | 相楽郡 精華町 |
| B24    | 高の原駅#                             | 1.6       | 30.8      |      | ●    | | 奈良県 奈良市 | 奈良県 奈良市 | 奈良県 奈良市 |
| B25    | 平城駅                                | 2.7       | 33.5      |      | ※    | | 奈良県 奈良市 | 奈良県 奈良市 | 奈良県 奈良市 |
| B26    | 大和西大寺駅#↷*                       | 1.1       | 34.6      |      | ●    | 近畿日本鉄道：B 橿原線（普通・急行・特急が橿原神宮前駅、普通・急行がH 天理線天理駅、特急がD 大阪線経由でM 志摩線賢島駅まで直通運転）A 奈良線 (A26)（急行・特急が近鉄奈良駅まで直通運転） | 奈良県 奈良市 | 奈良県 奈良市 | 奈良県 奈良市 |

- 東寺駅、伏見駅、伊勢田駅、久津川駅、富野荘駅、三山木駅、狛田駅、木津川台駅、山田川駅は、無人駅。

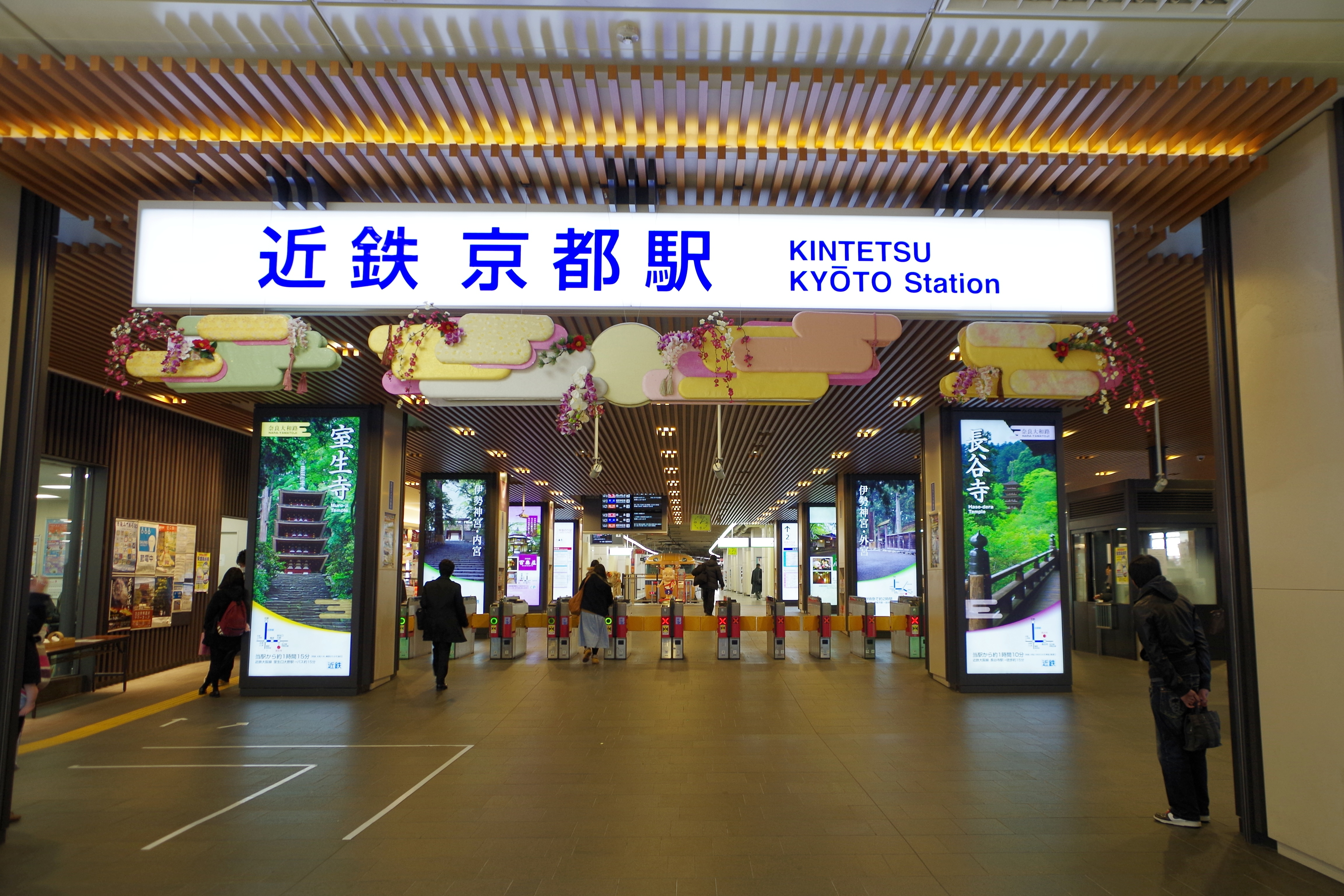
京都駅
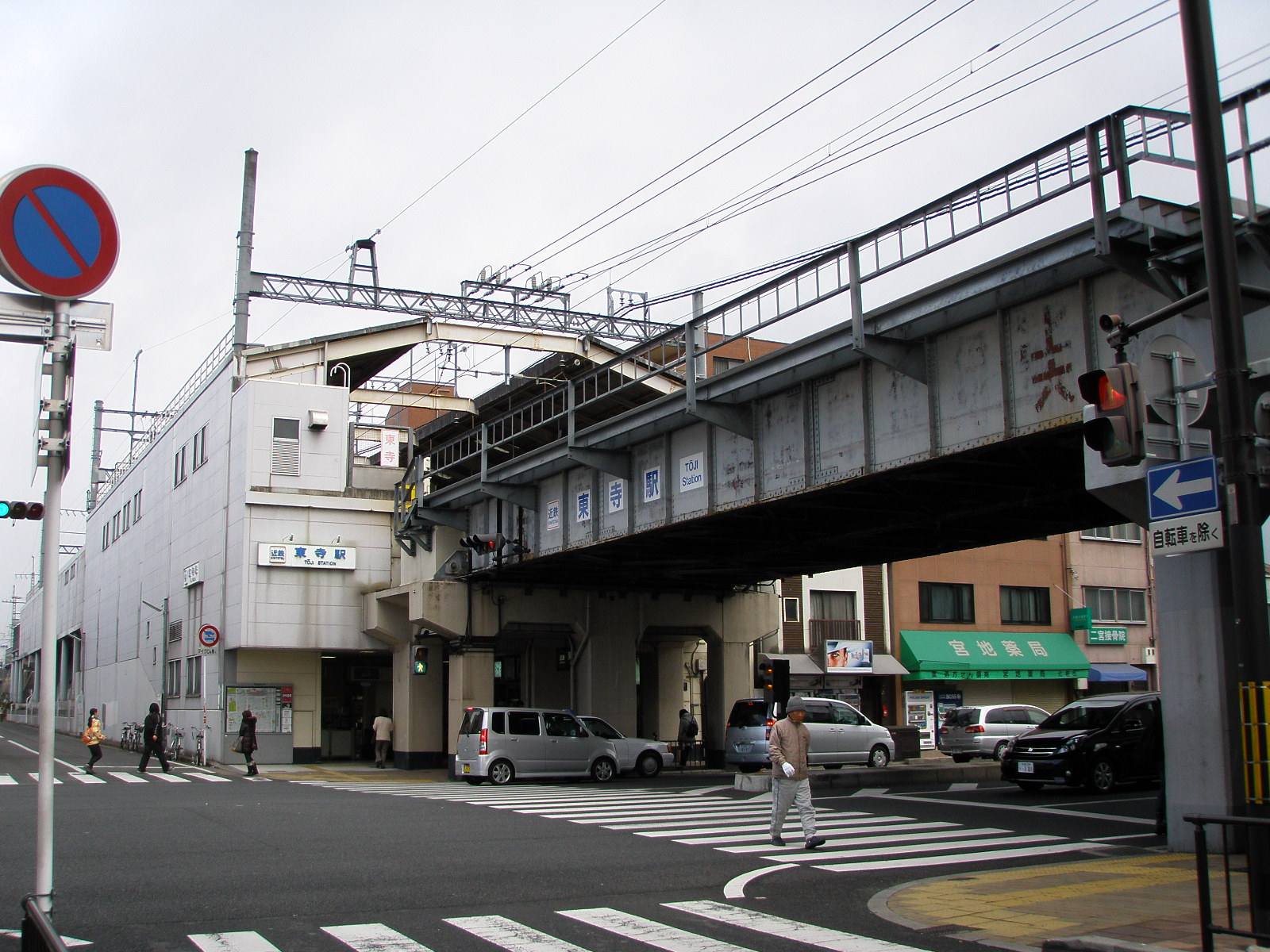
東寺駅
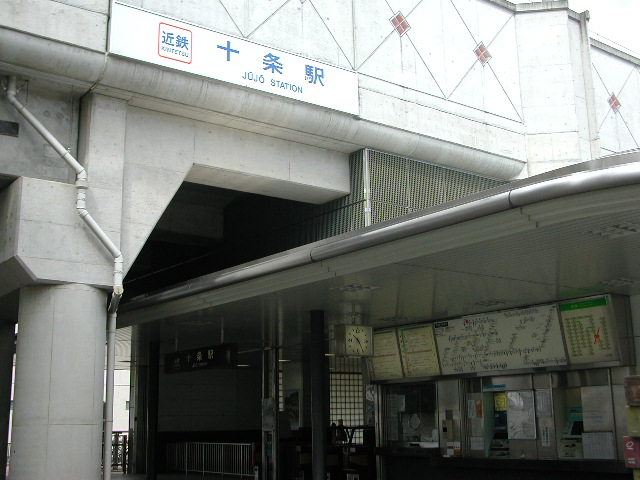
十条駅
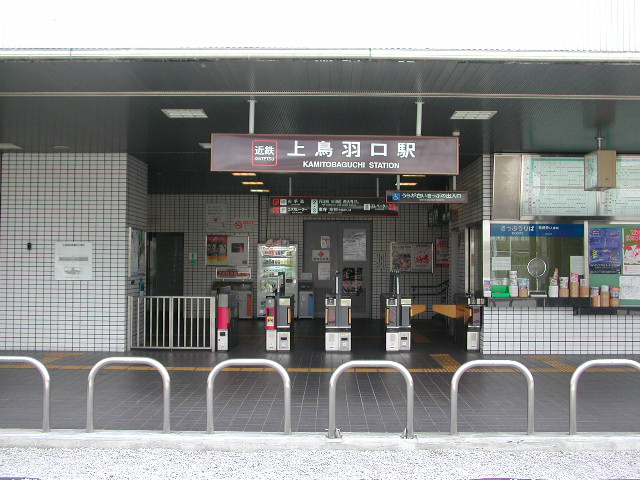
上鳥羽口駅
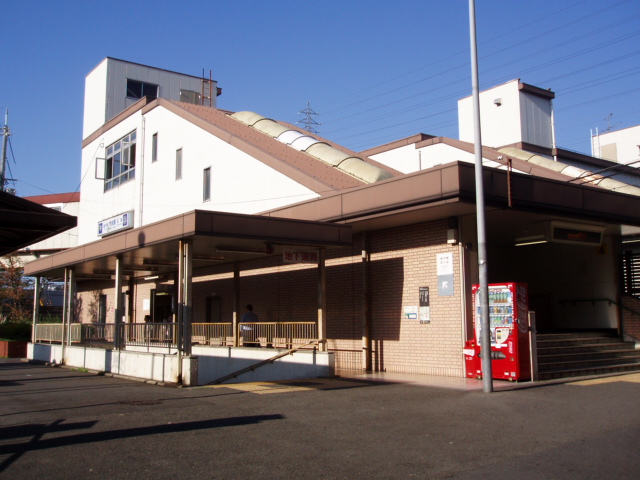
竹田駅
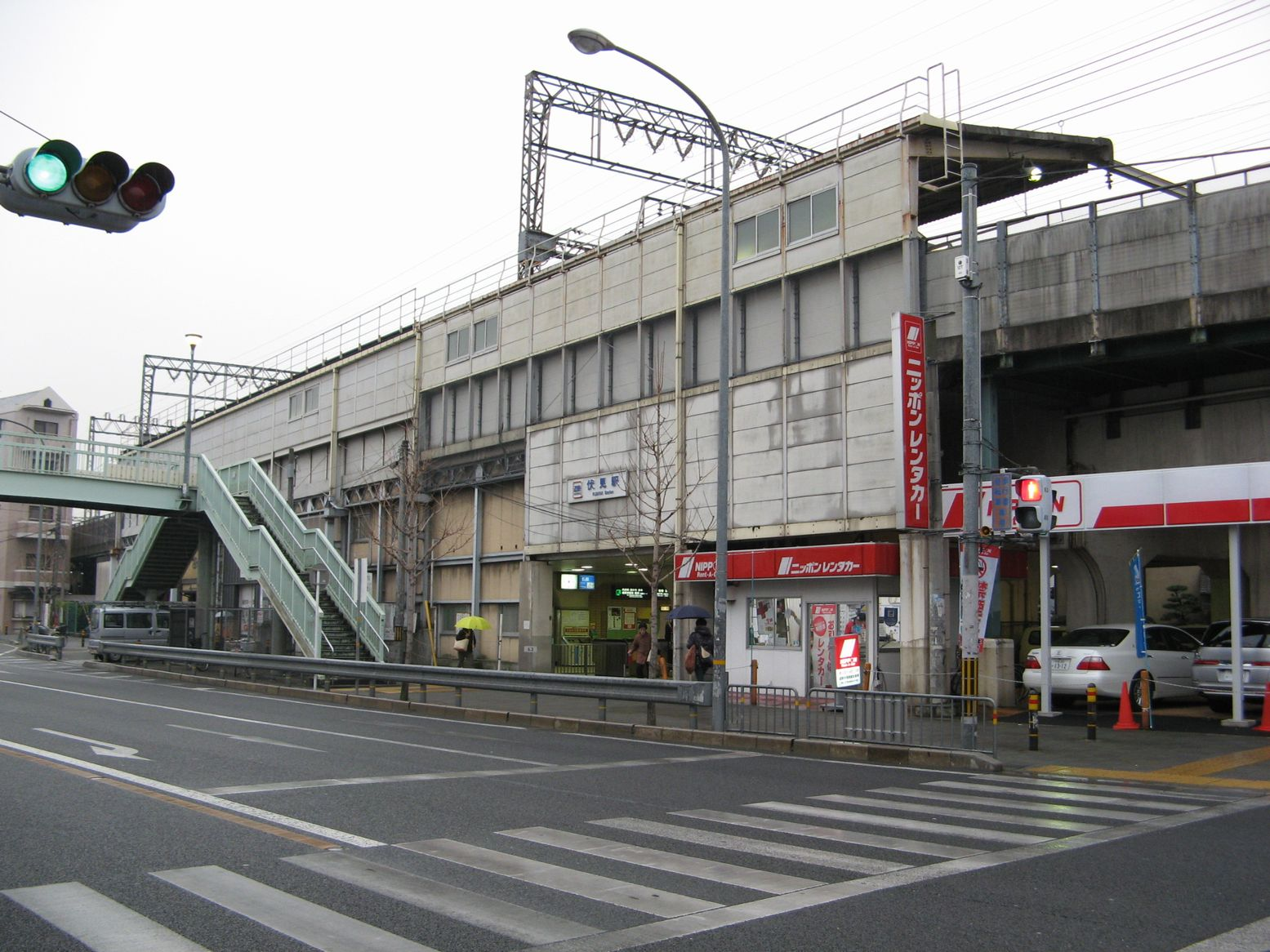
伏見駅
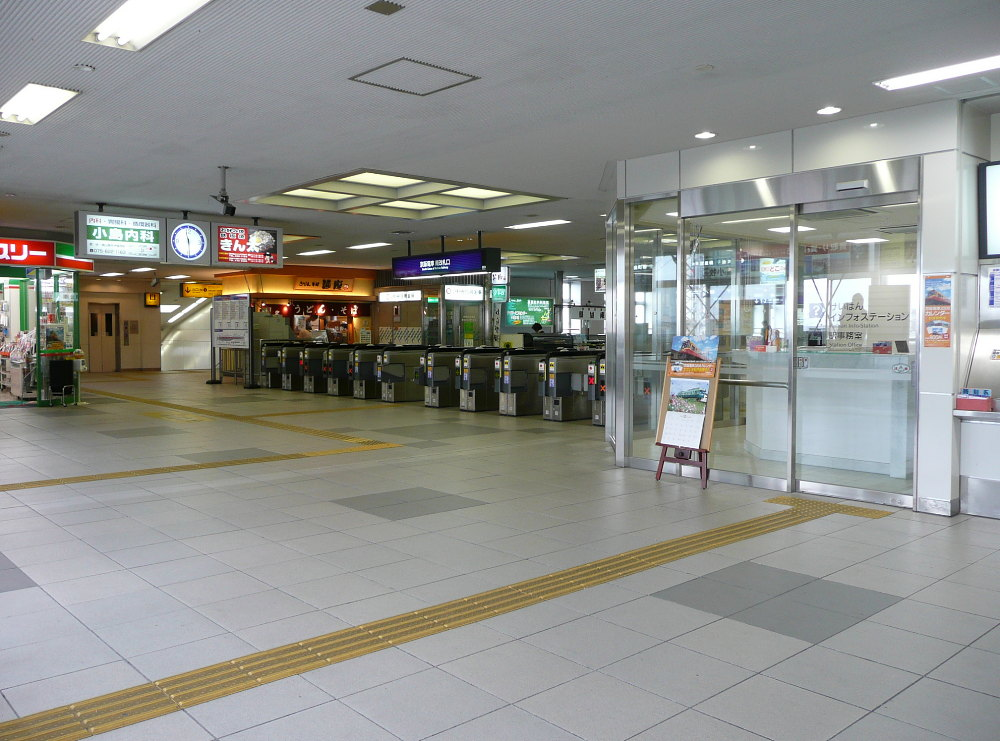
近鉄丹波橋駅
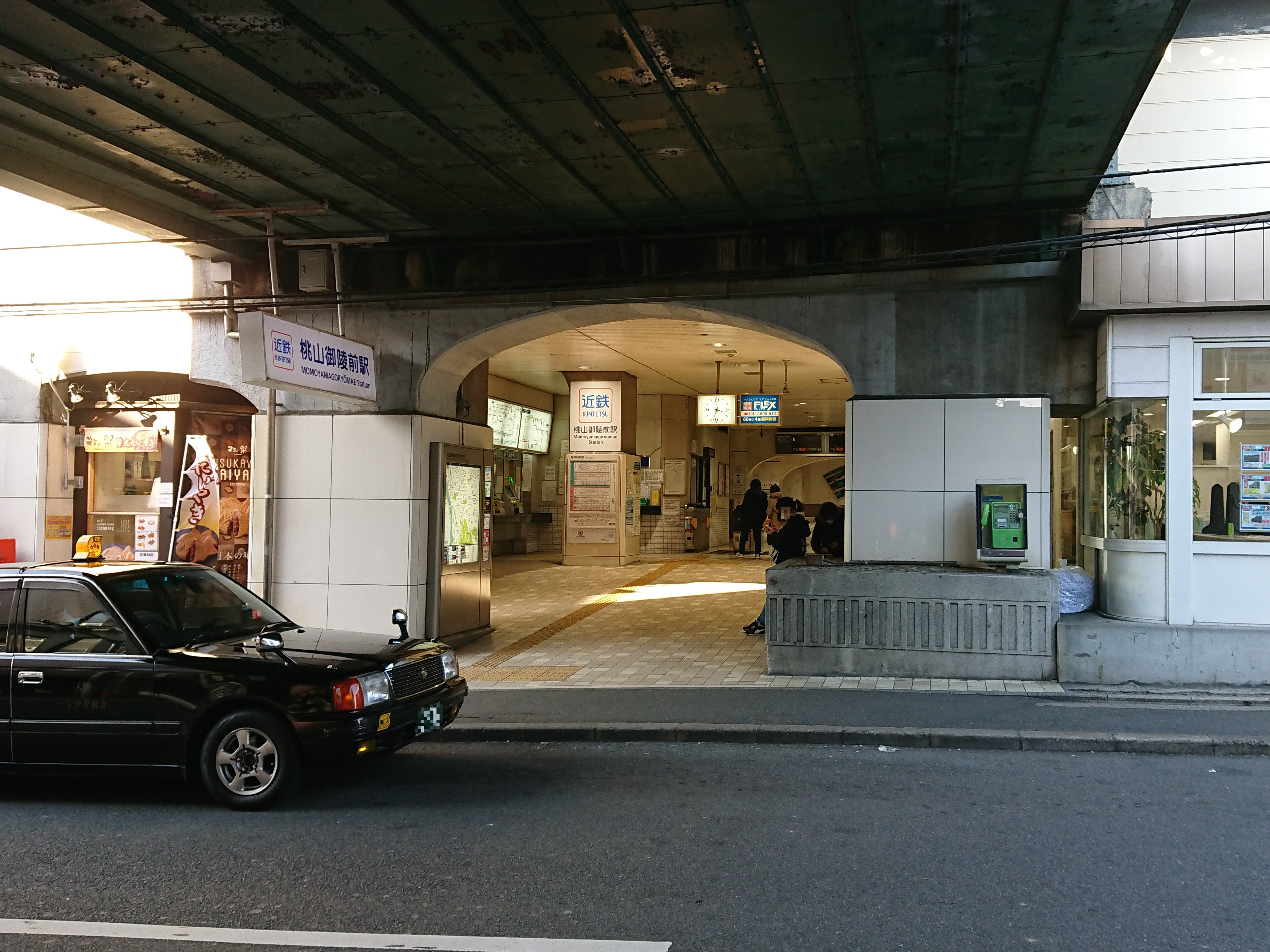
桃山御陵前駅
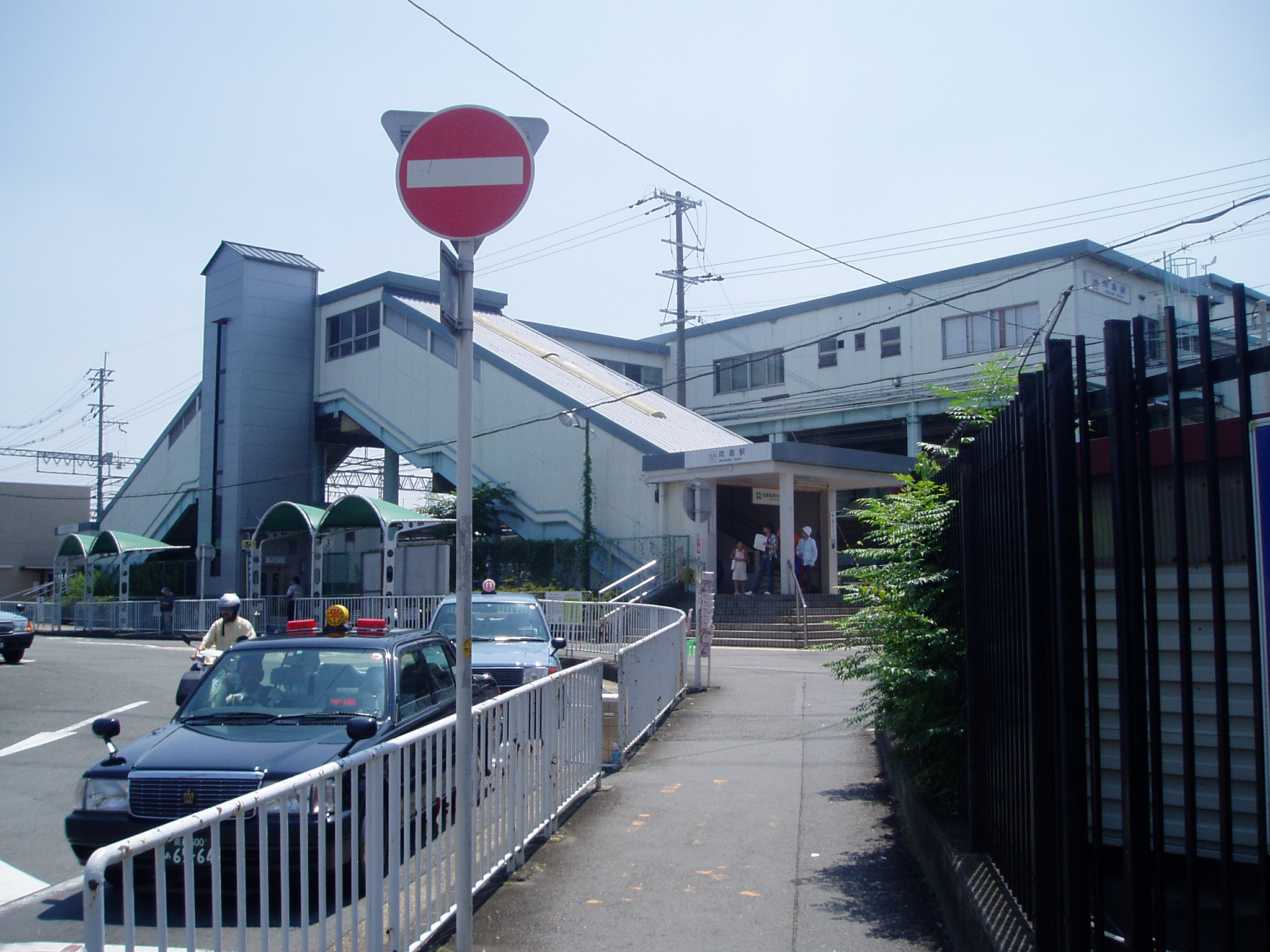
向島駅
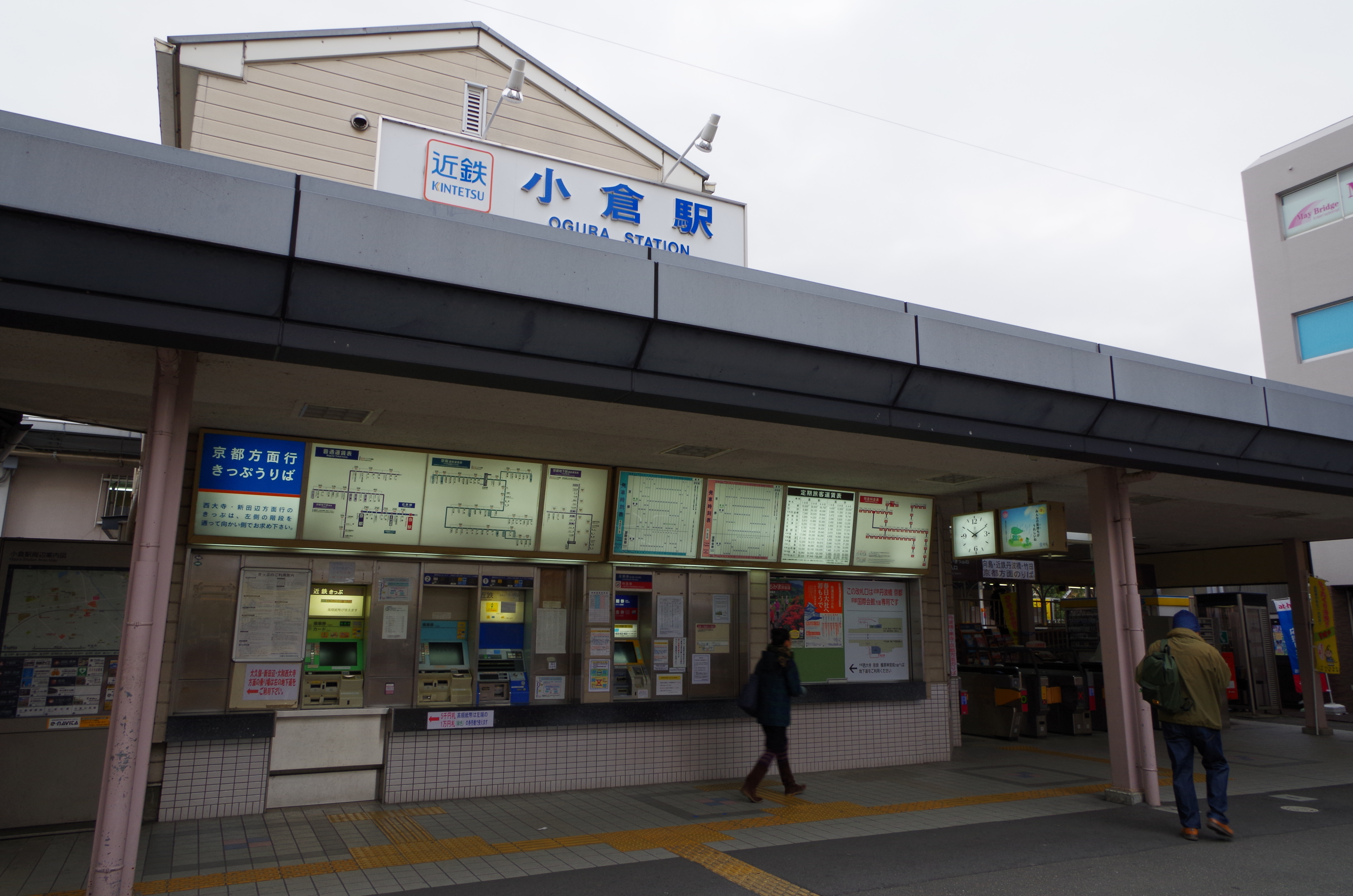
小倉駅
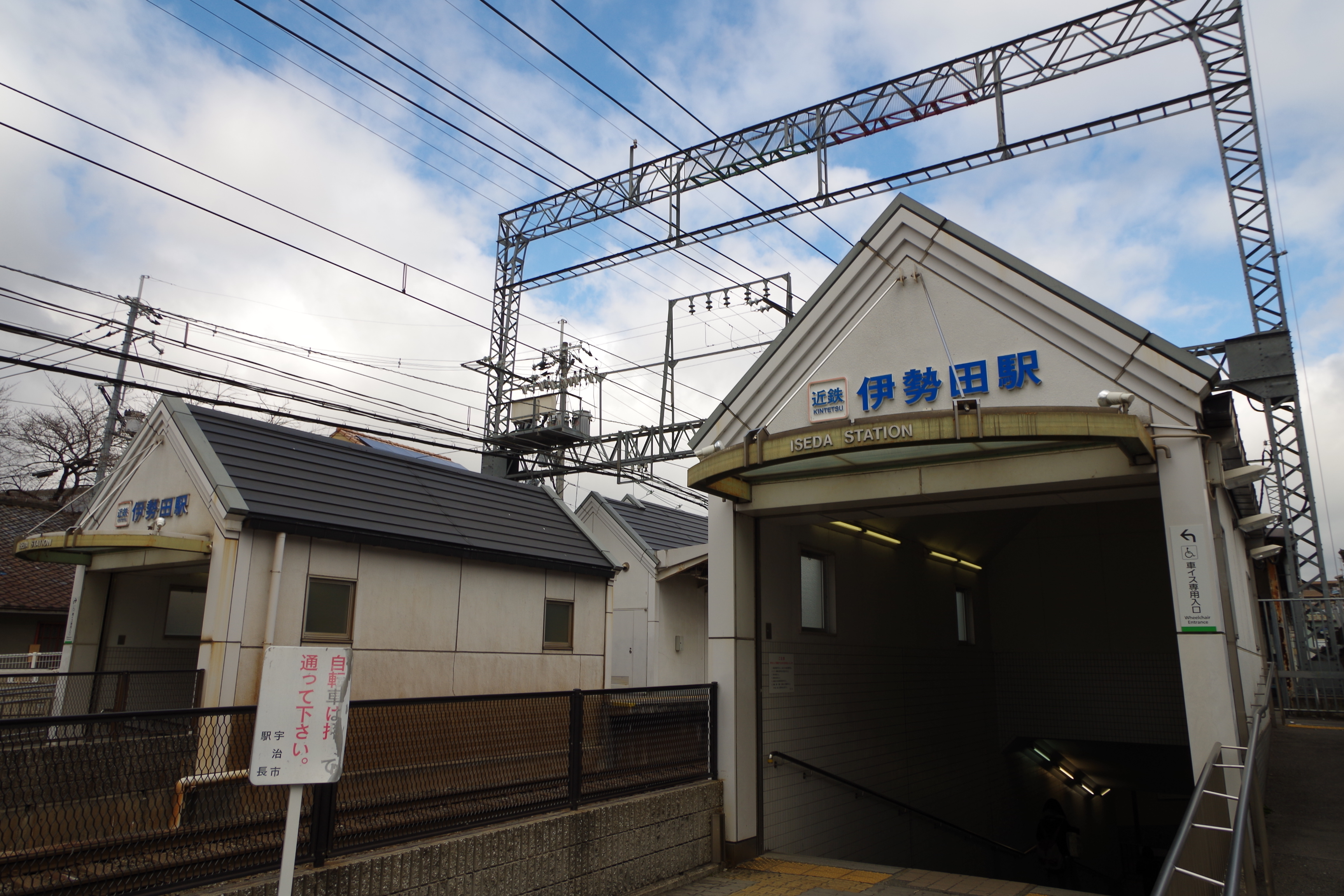
伊勢田駅
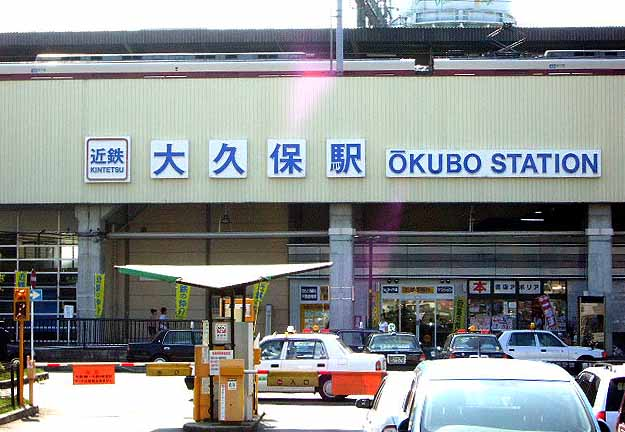
大久保駅
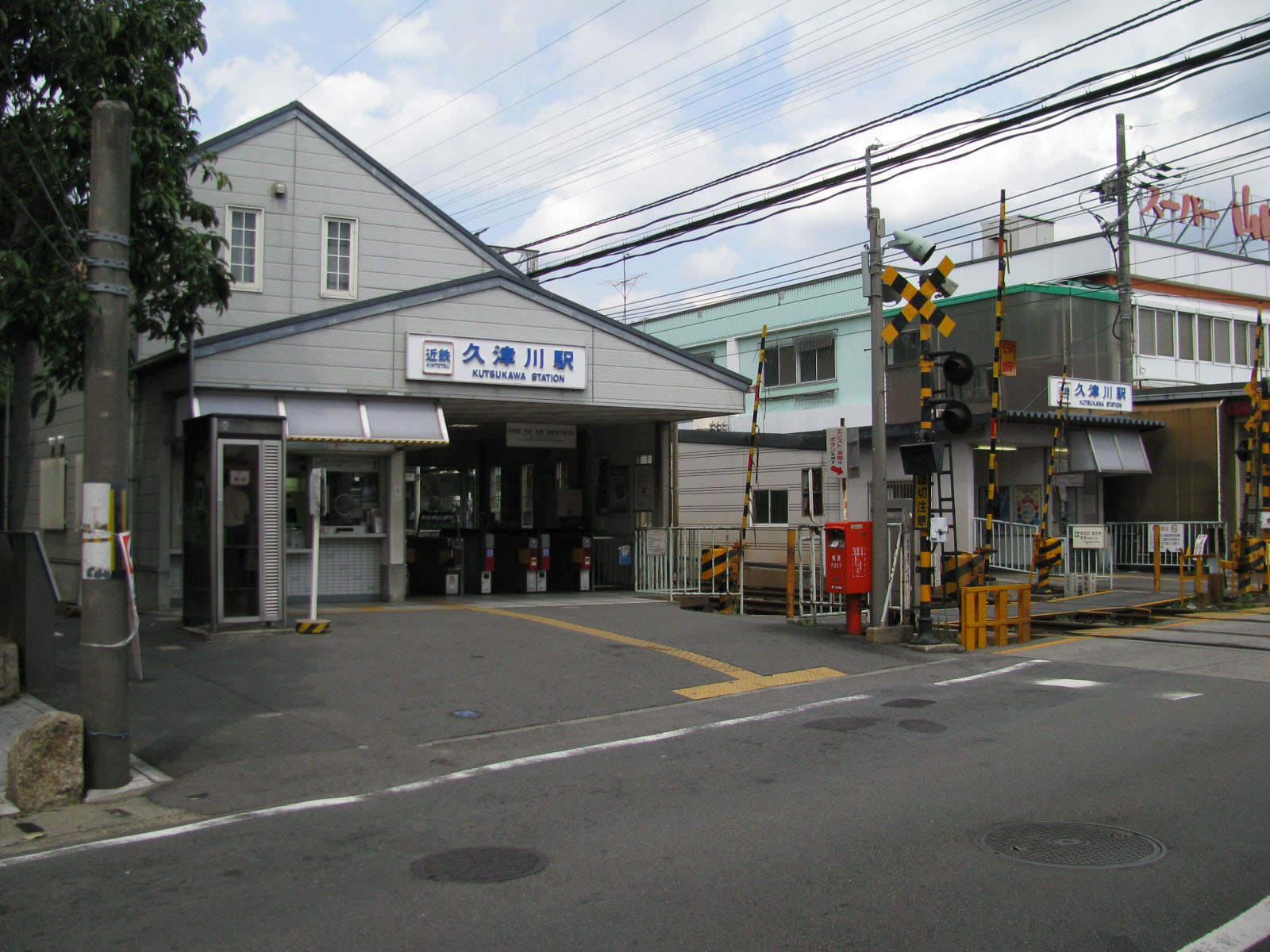
久津川駅
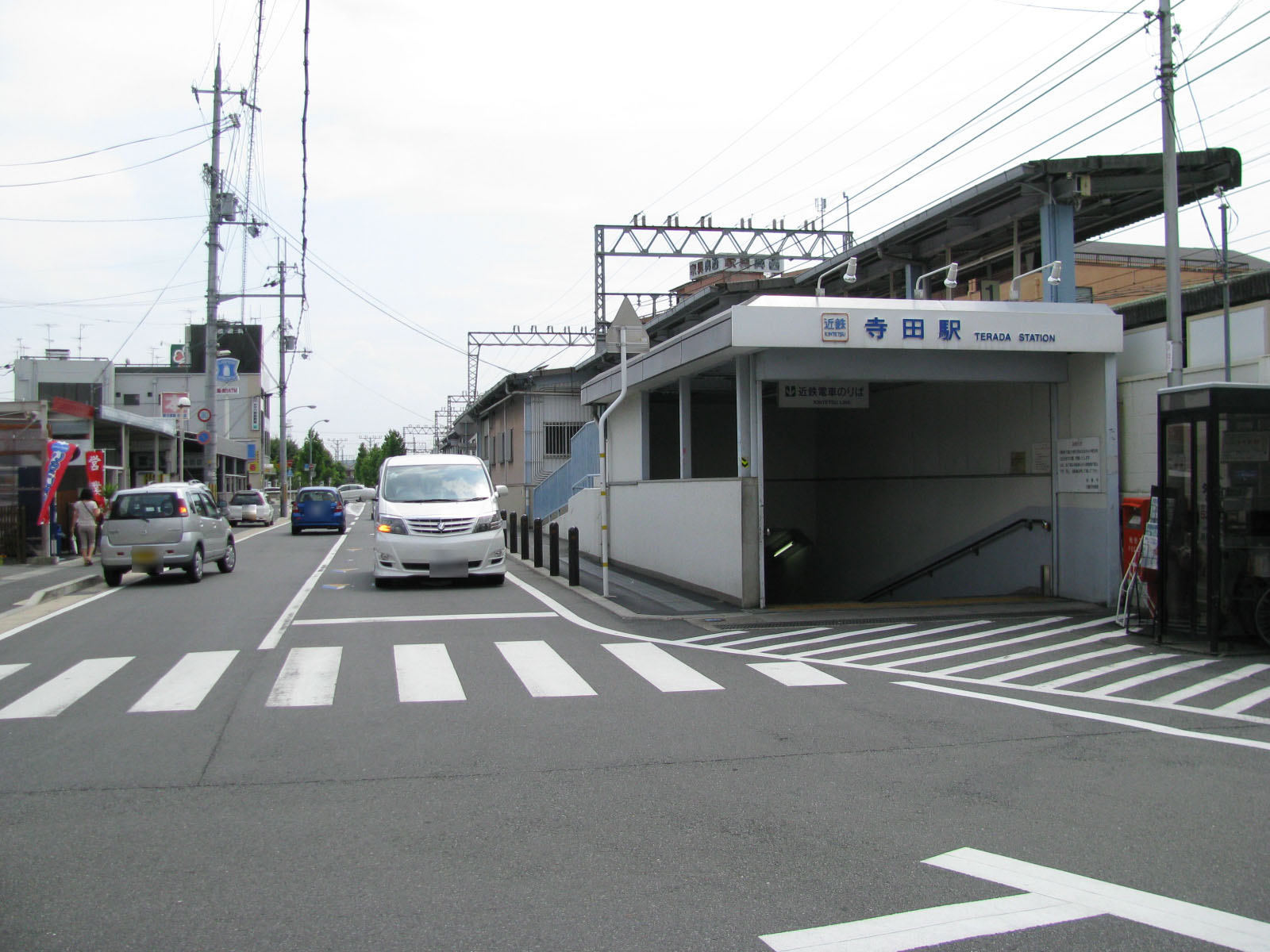
寺田駅
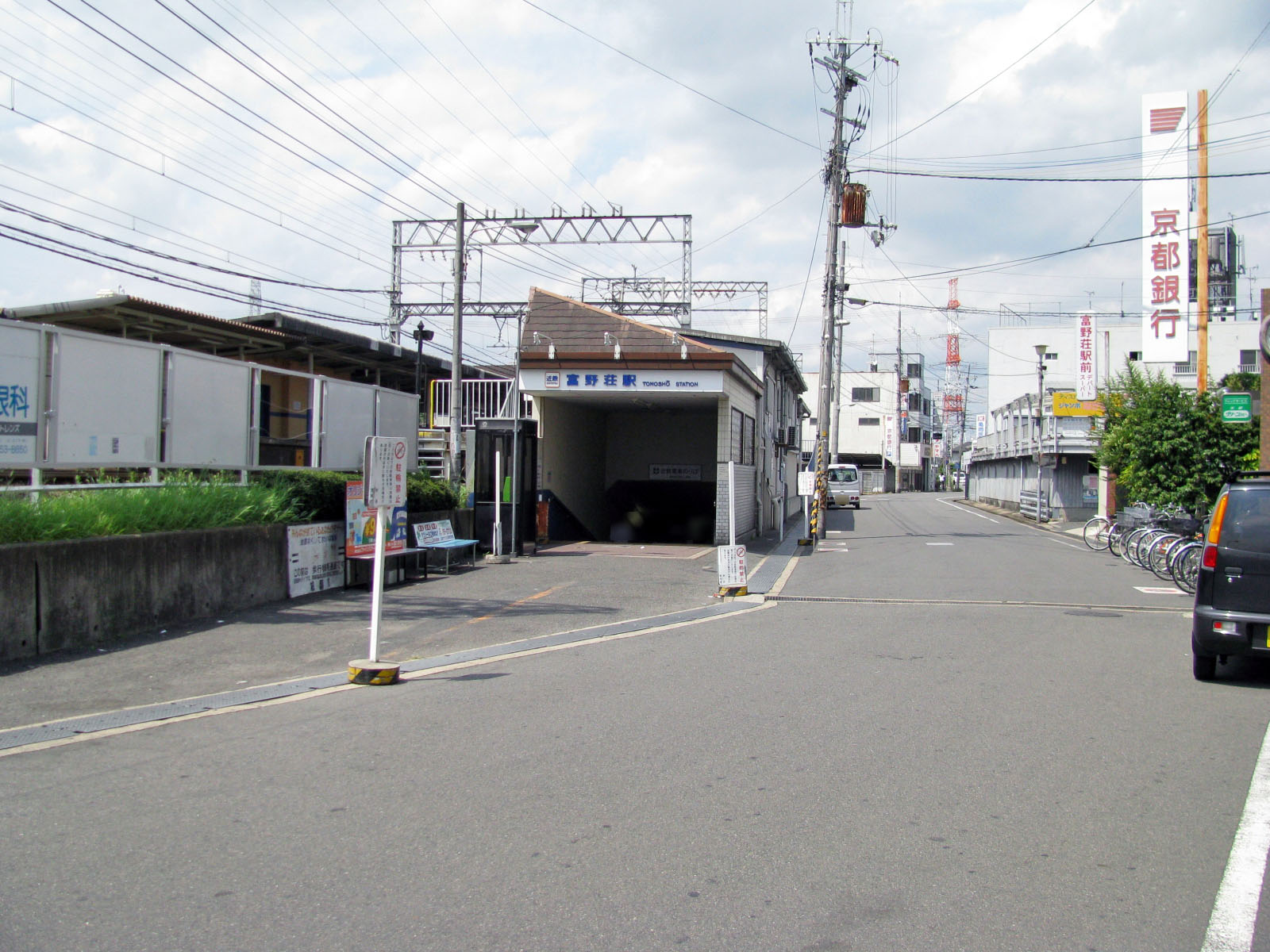
富野荘駅
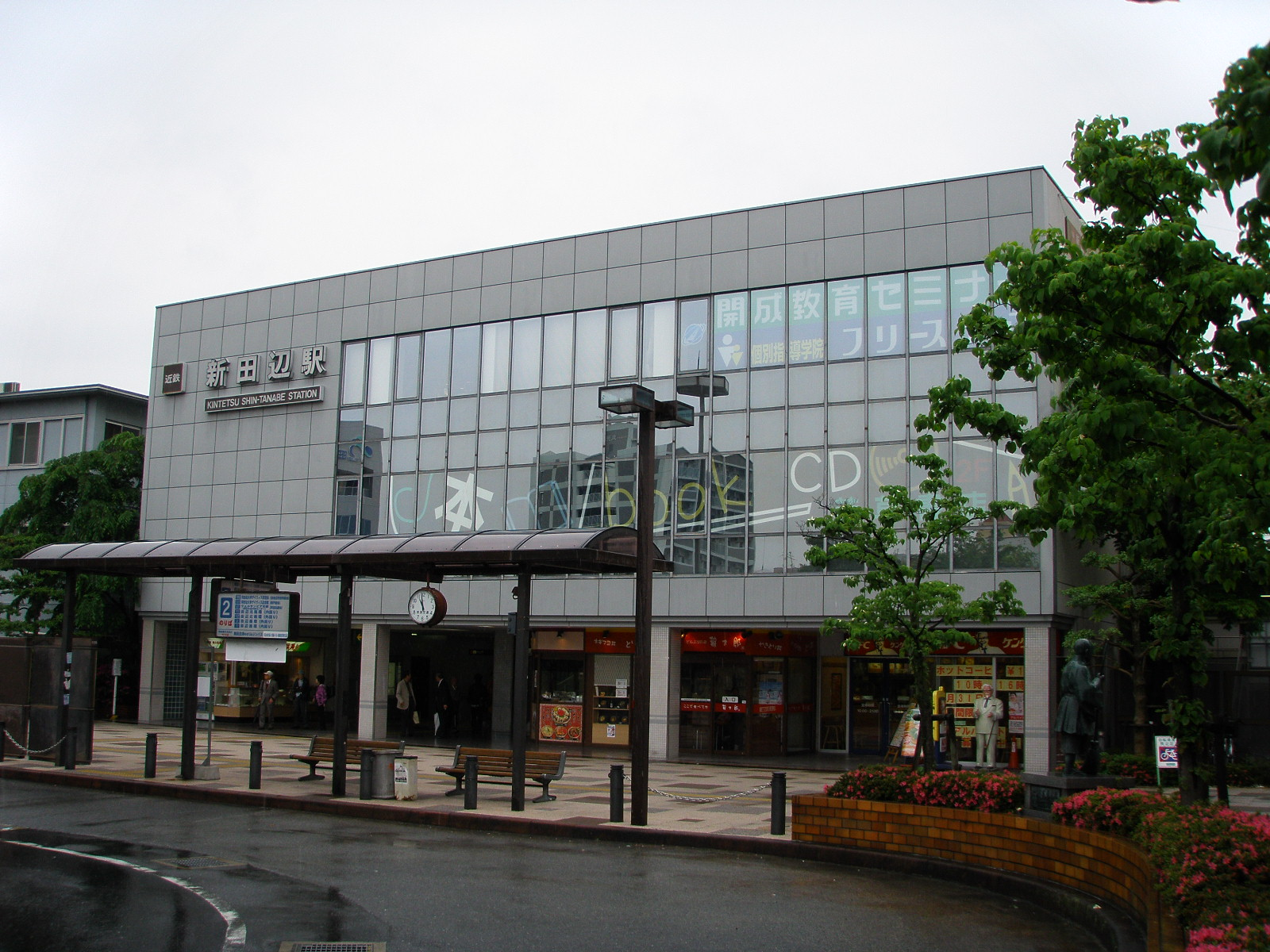
新田辺駅
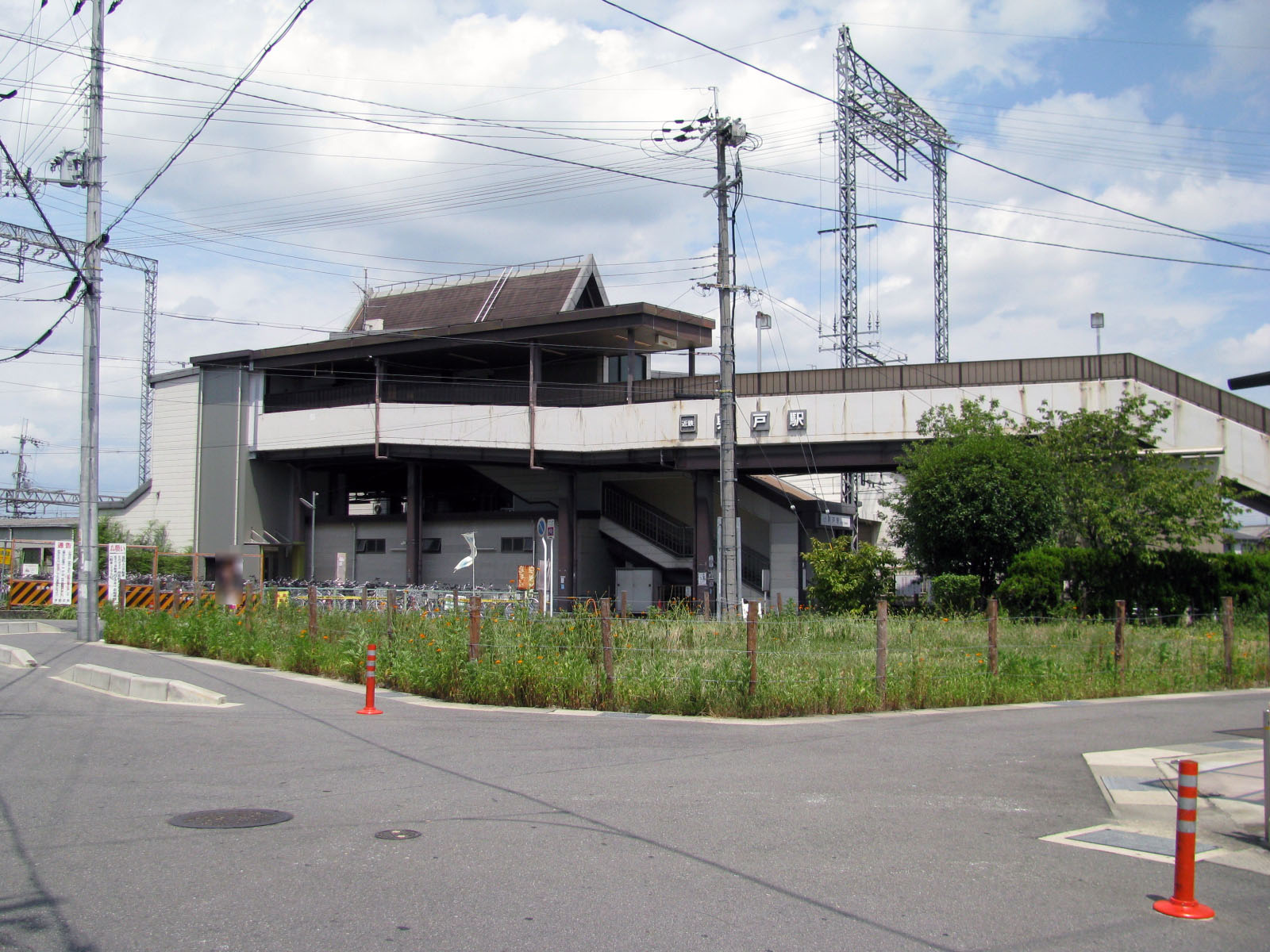
興戸駅
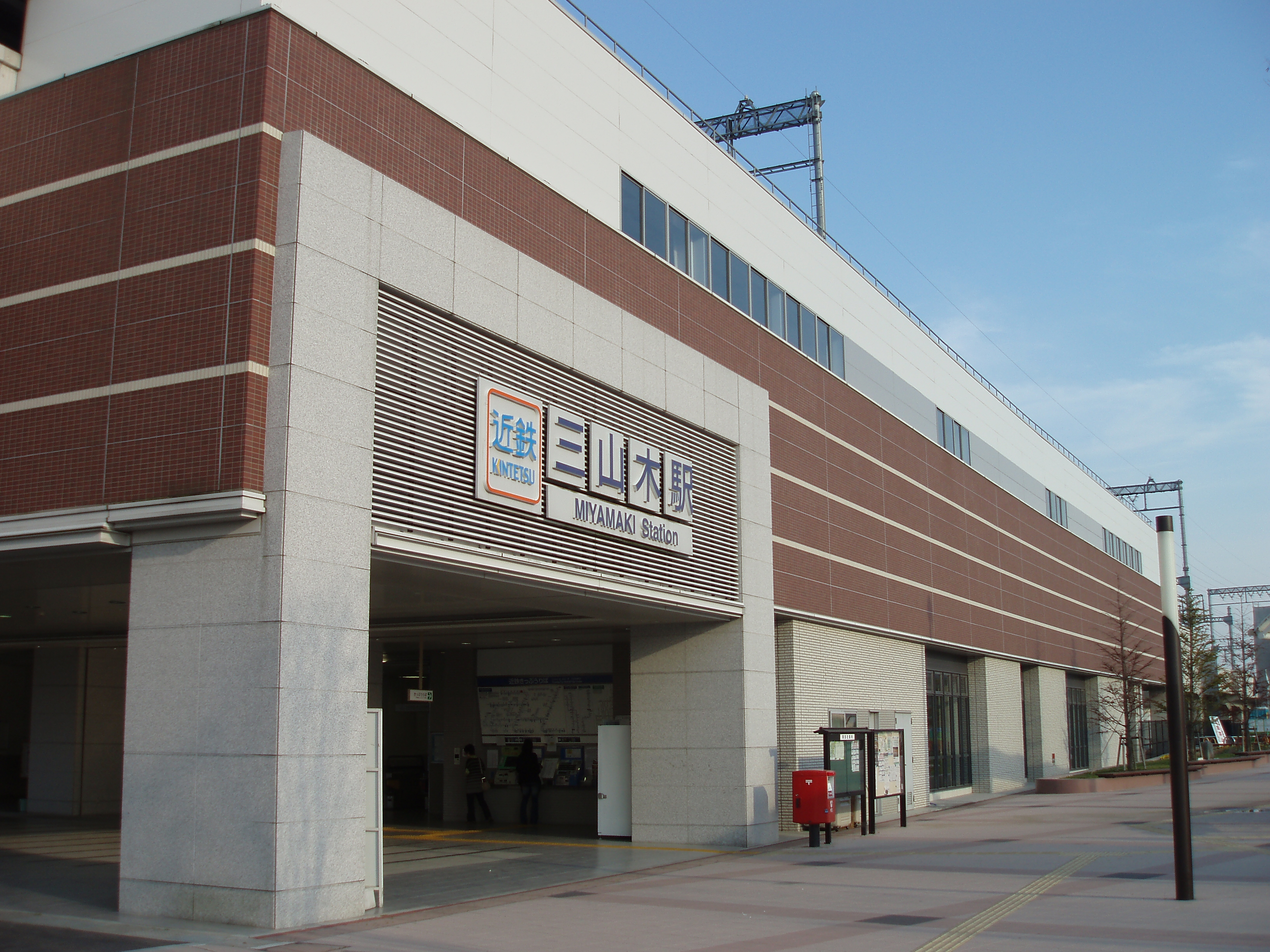
三山木駅
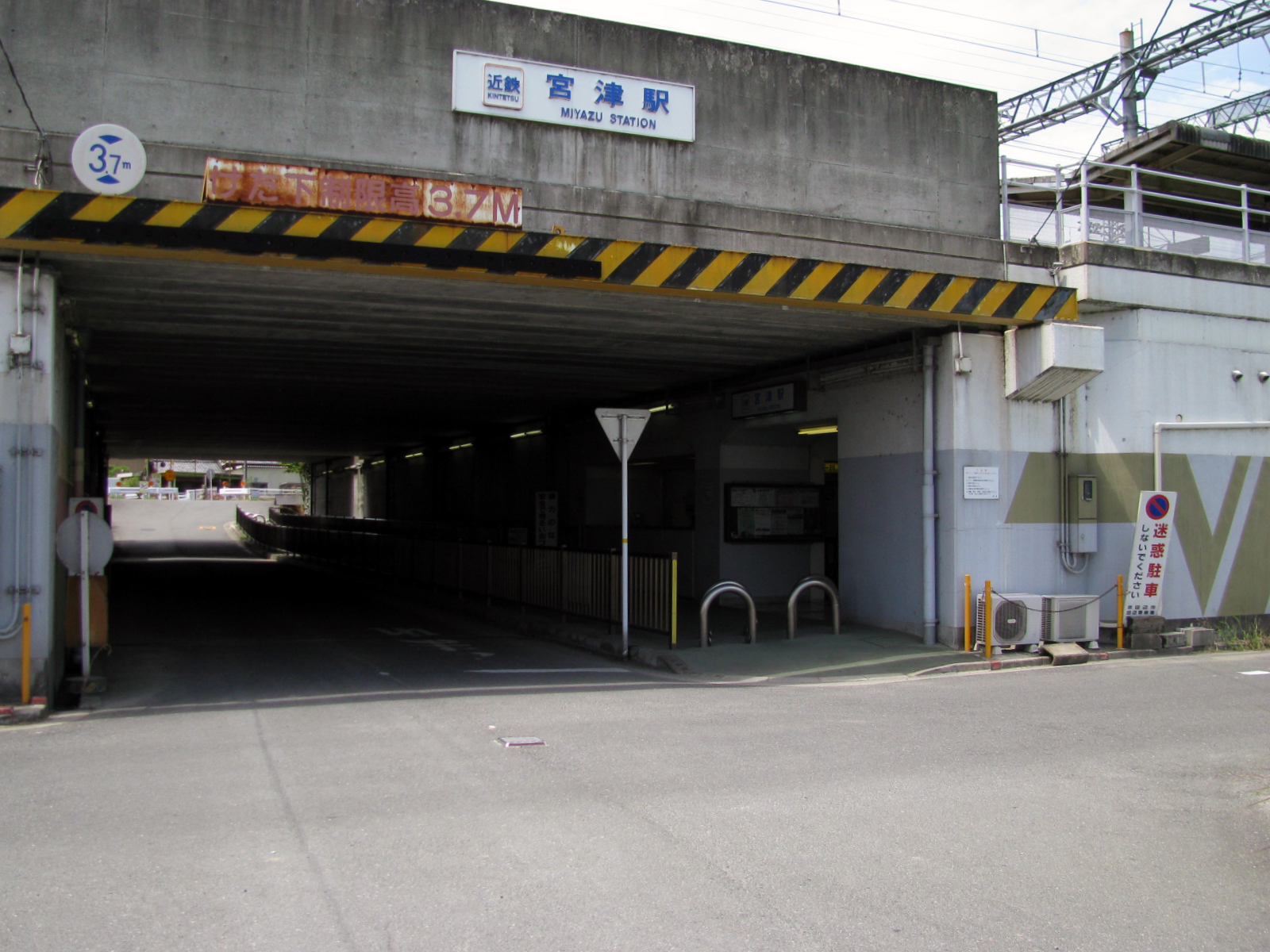
近鉄宮津駅
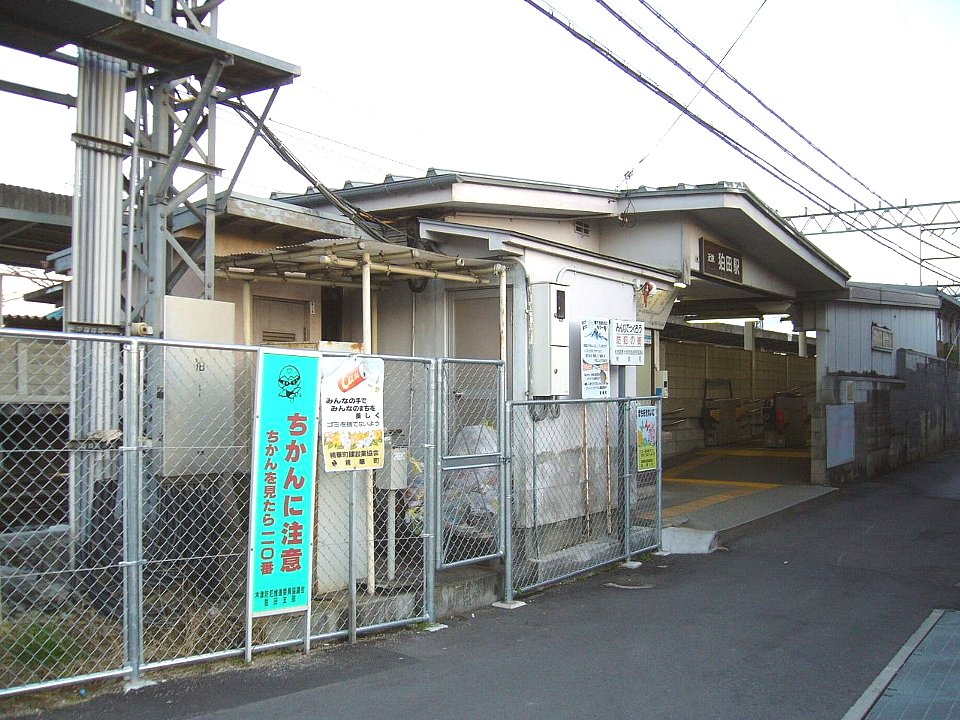
狛田駅
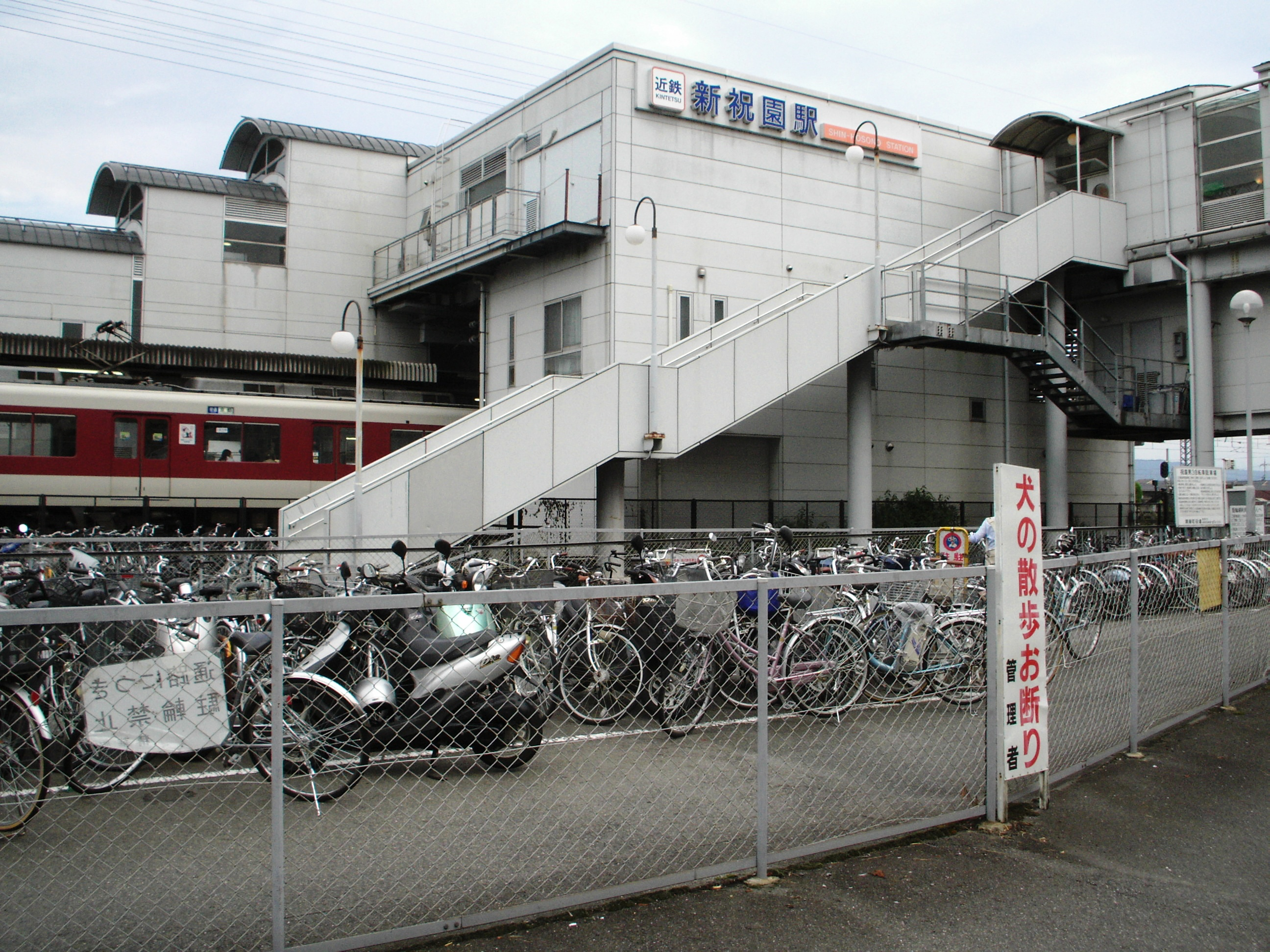
新祝園駅
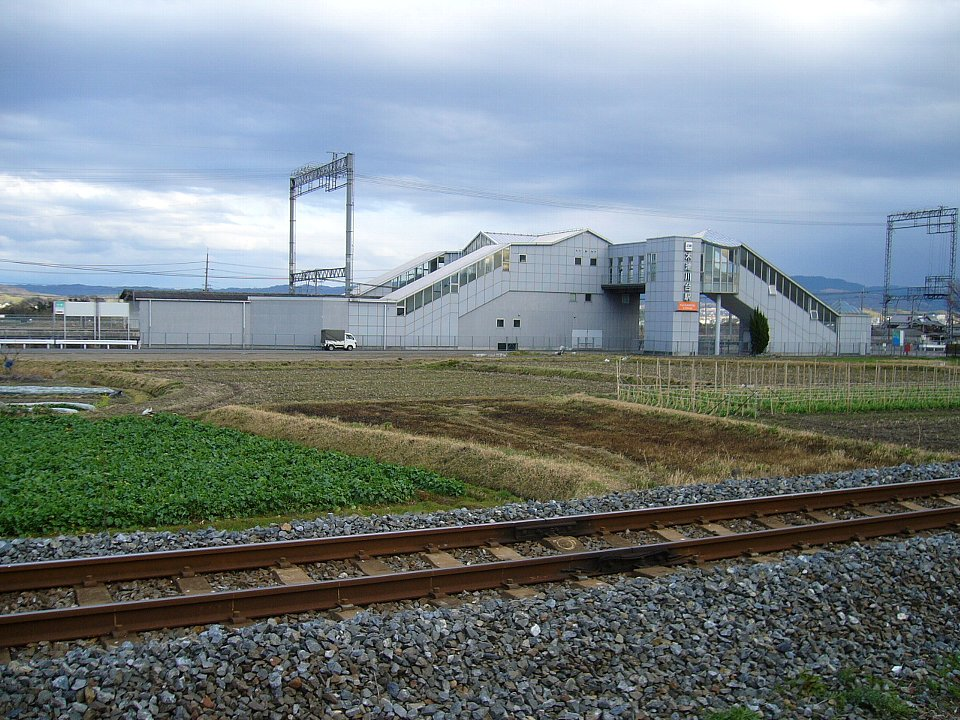
木津川台駅
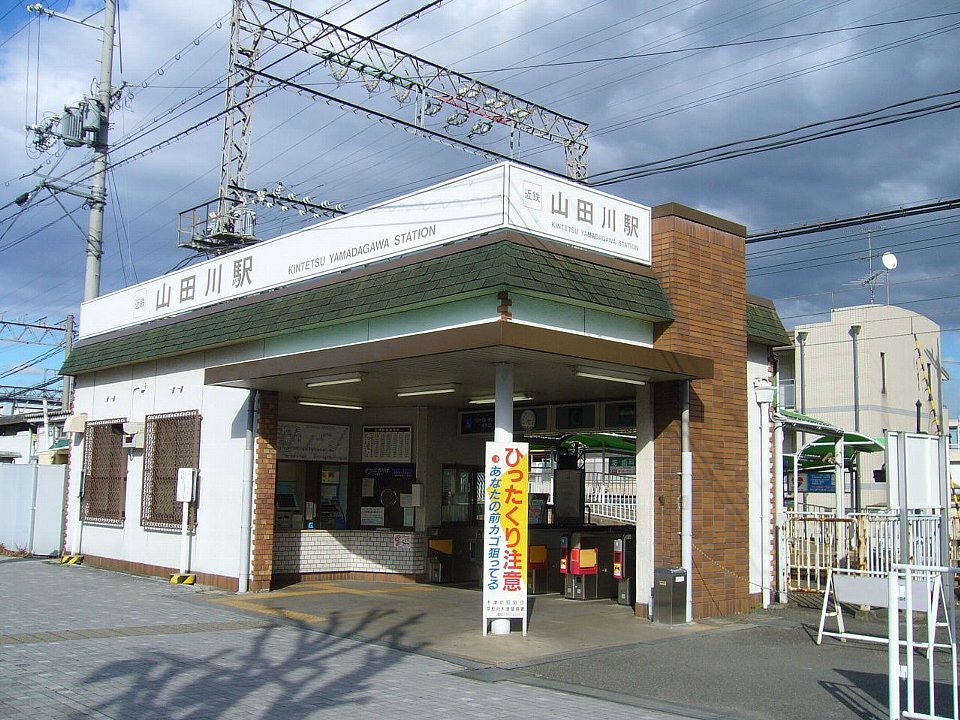
山田川駅
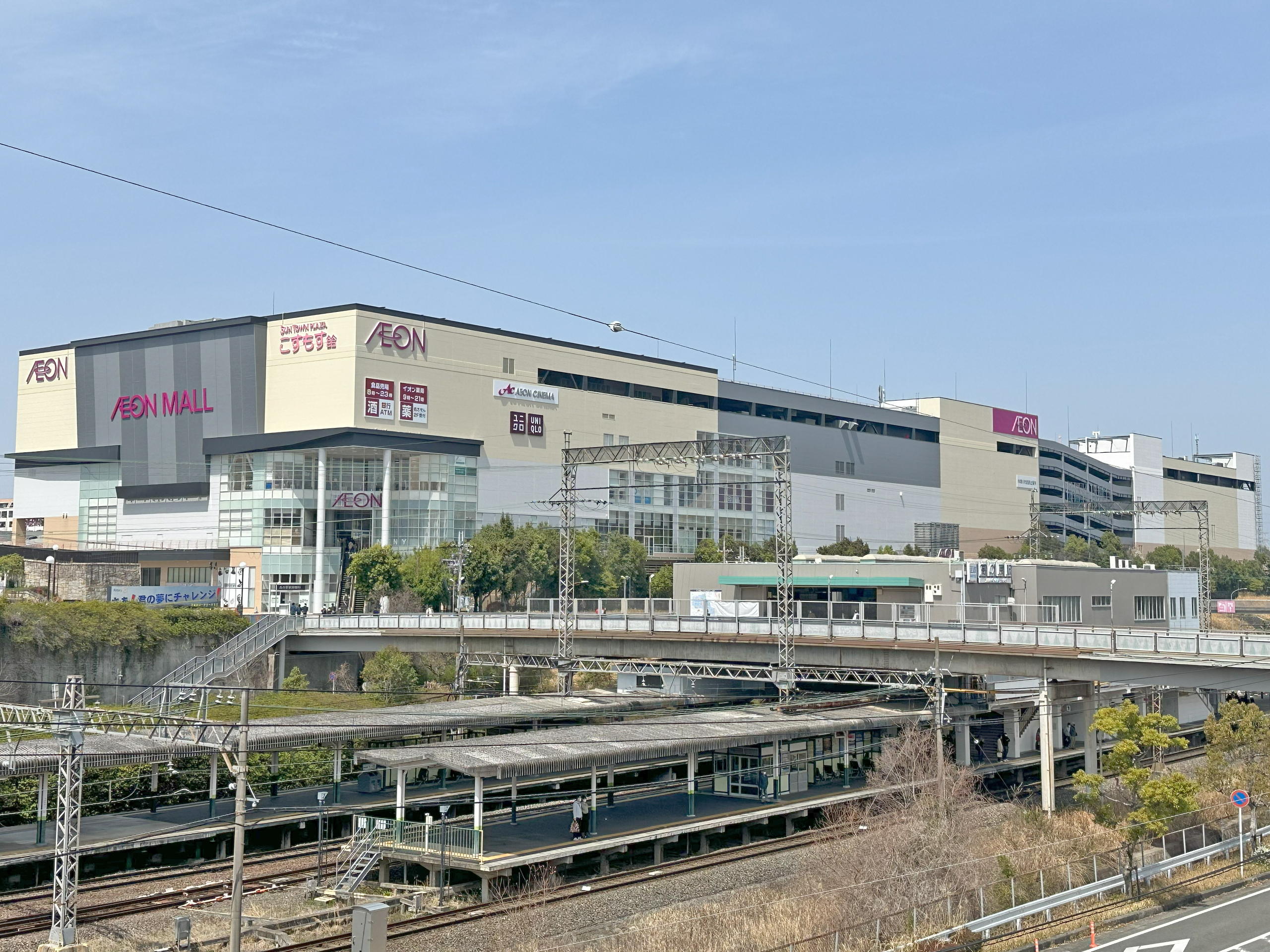
高の原駅
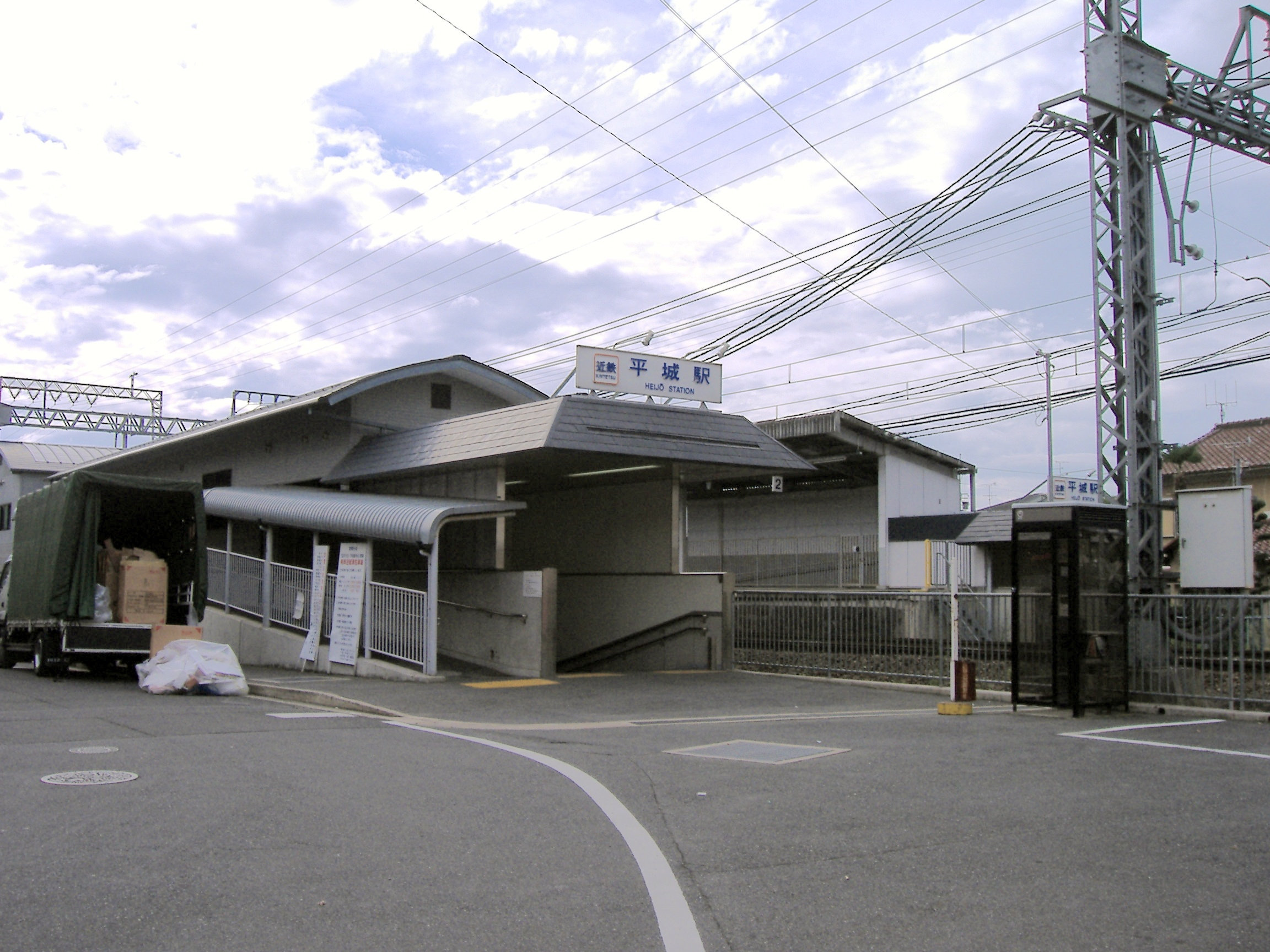
平城駅
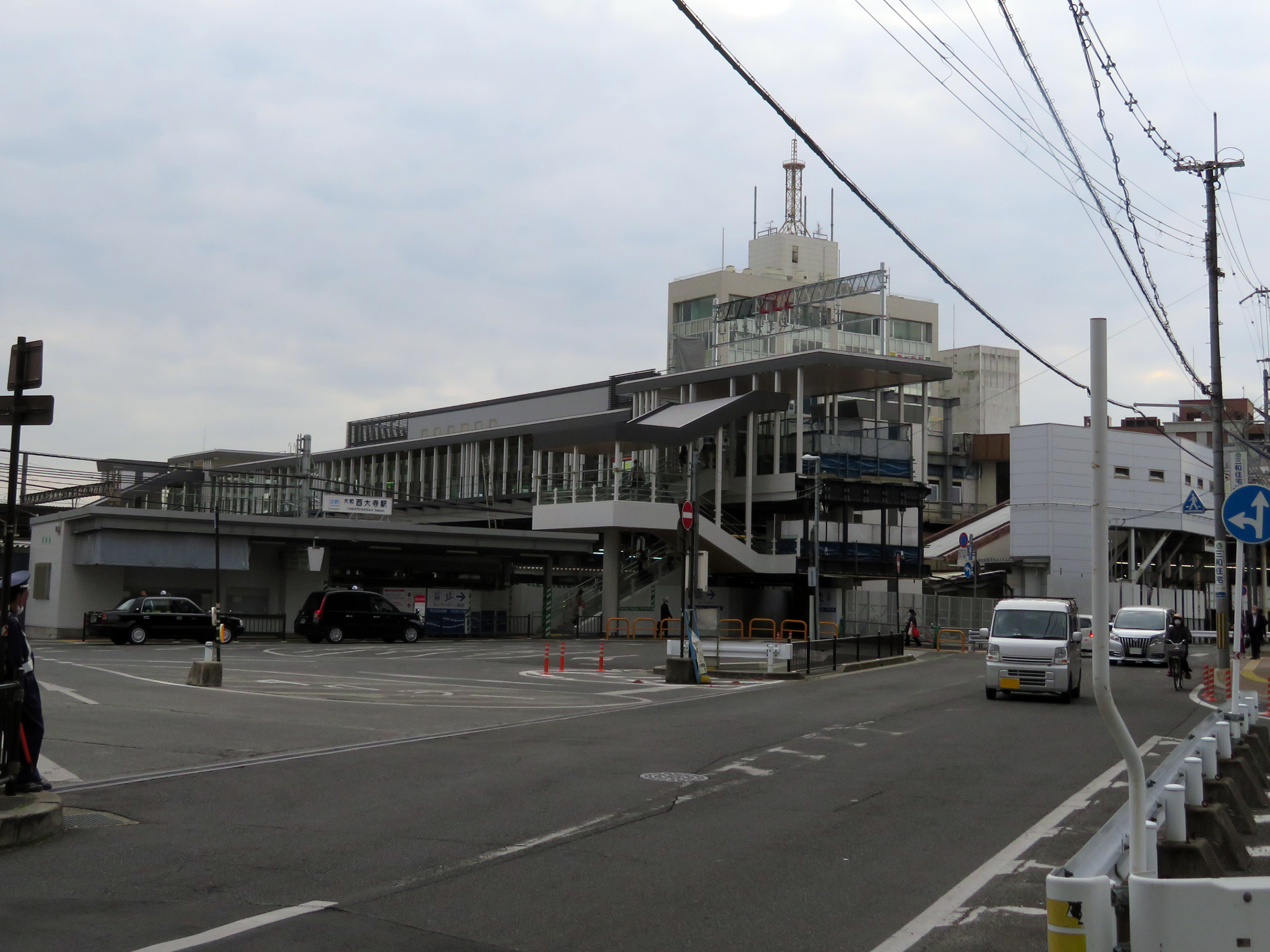
大和西大寺駅

### かつて存在した駅
- 八条駅（京都駅 - 東寺駅間、1928年11月15日開業、1945年5月20日休止、1946年10月1日廃止） - 東海道本線と並行向きに京都駅を出た列車が、南へ進行方向を変えるあたり、つまり京都駅と東寺駅とのほぼ中間に位置する八条通りの東寺寄りに設けられていた駅。京都駅および東寺駅の駅間距離は極めて短く（八条駅が廃止されて以降もまだ短い部類に入る）、しかもいずれの駅へも徒歩圏内にあり、その関係で不要不急とみなされ廃止された。
- 丹波橋駅（伏見駅 - 桃山御陵前駅間、1945年開業、1968年12月19日廃止） - 京阪電気鉄道への乗り入れを目的に近隣の堀内駅を一旦廃止した上で開設。近畿日本丹波橋駅（現在の近鉄丹波橋駅）が丹波橋駅5・6番線として暫定開業した1967年より後も継続使用していたが、乗り入れ廃止により近畿日本丹波橋駅に一本化して同駅を正式に開業した際に廃止。
- 木津川駅（富野荘駅 - 新田辺駅間、1929年7月10日開業、1945年5月20日休止、1946年10月1日廃止、1948年7月1日再開、1965年8月23日休止、1974年7月20日廃止） - 水泳客用に夏季のみ設けられた臨時駅。

## 車両基地
- 西大寺検車区新田辺車庫（京都府京田辺市、新田辺駅北方、収容能力 56両）
- 西大寺検車区宮津車庫（京都府京田辺市、近鉄宮津駅隣接、収容能力 74両）
- 西大寺検車区西大寺車庫（奈良県奈良市、大和西大寺駅南東方、収容能力 277両）

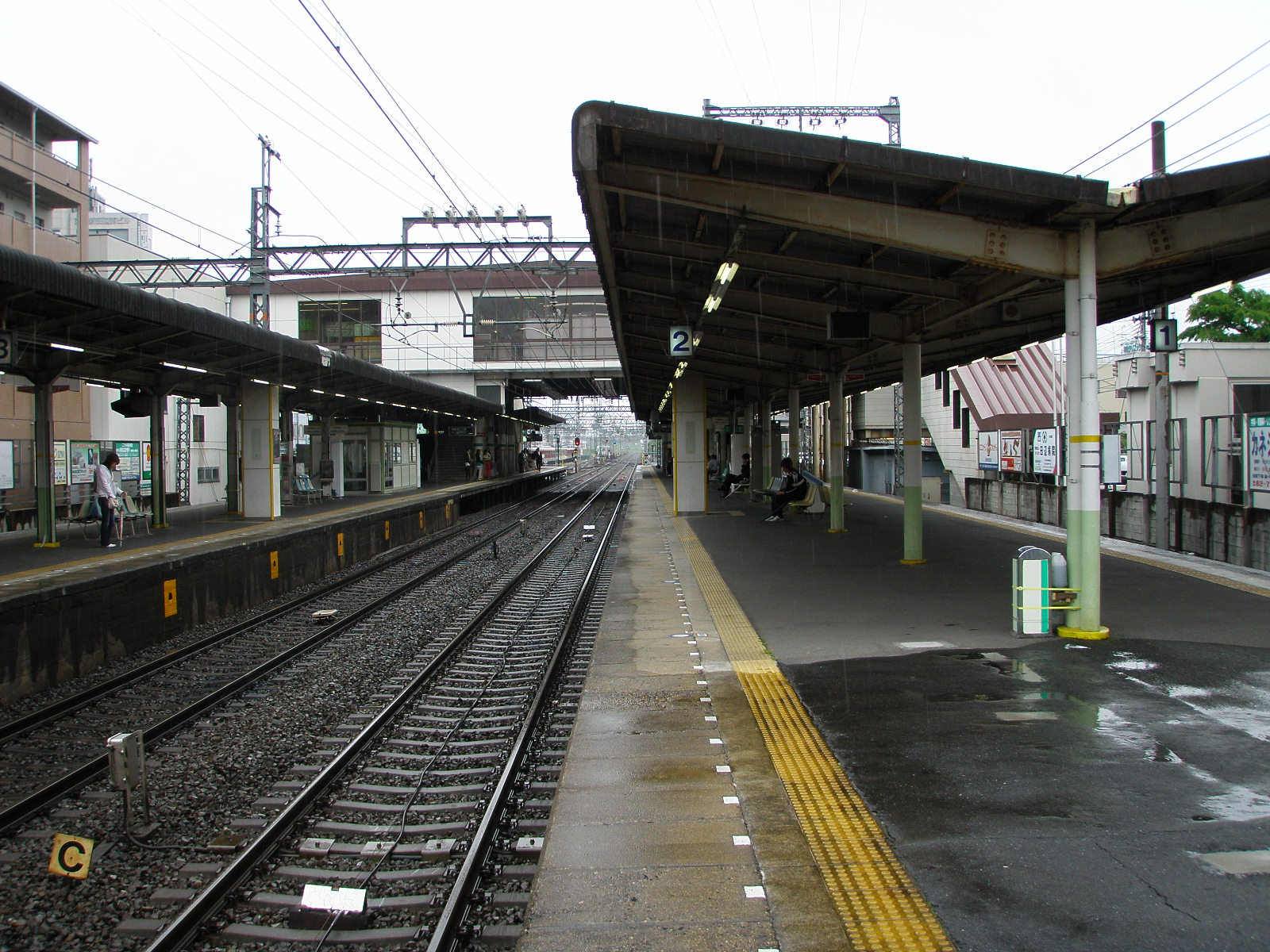
西大寺検車区新田辺車庫（写真駅左奥）
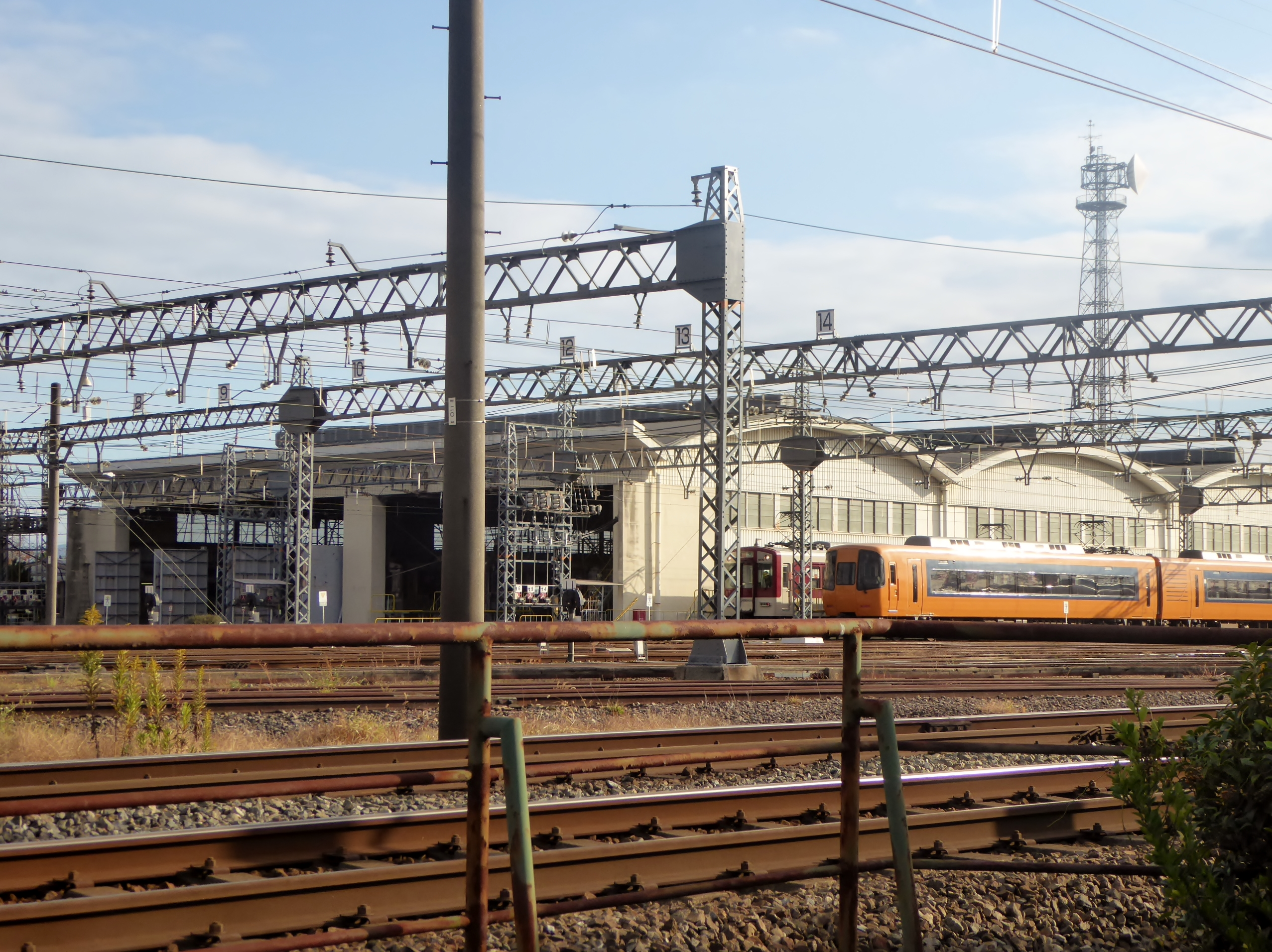
西大寺検車区西大寺車庫

## 橋梁
- 澱川橋梁（桃山御陵前駅 - 向島駅間。1927年10月 - 1928年6月建設）
- 木津川橋梁（富野荘駅 - 新田辺駅間。1927年10月 - 1928年6月建設）

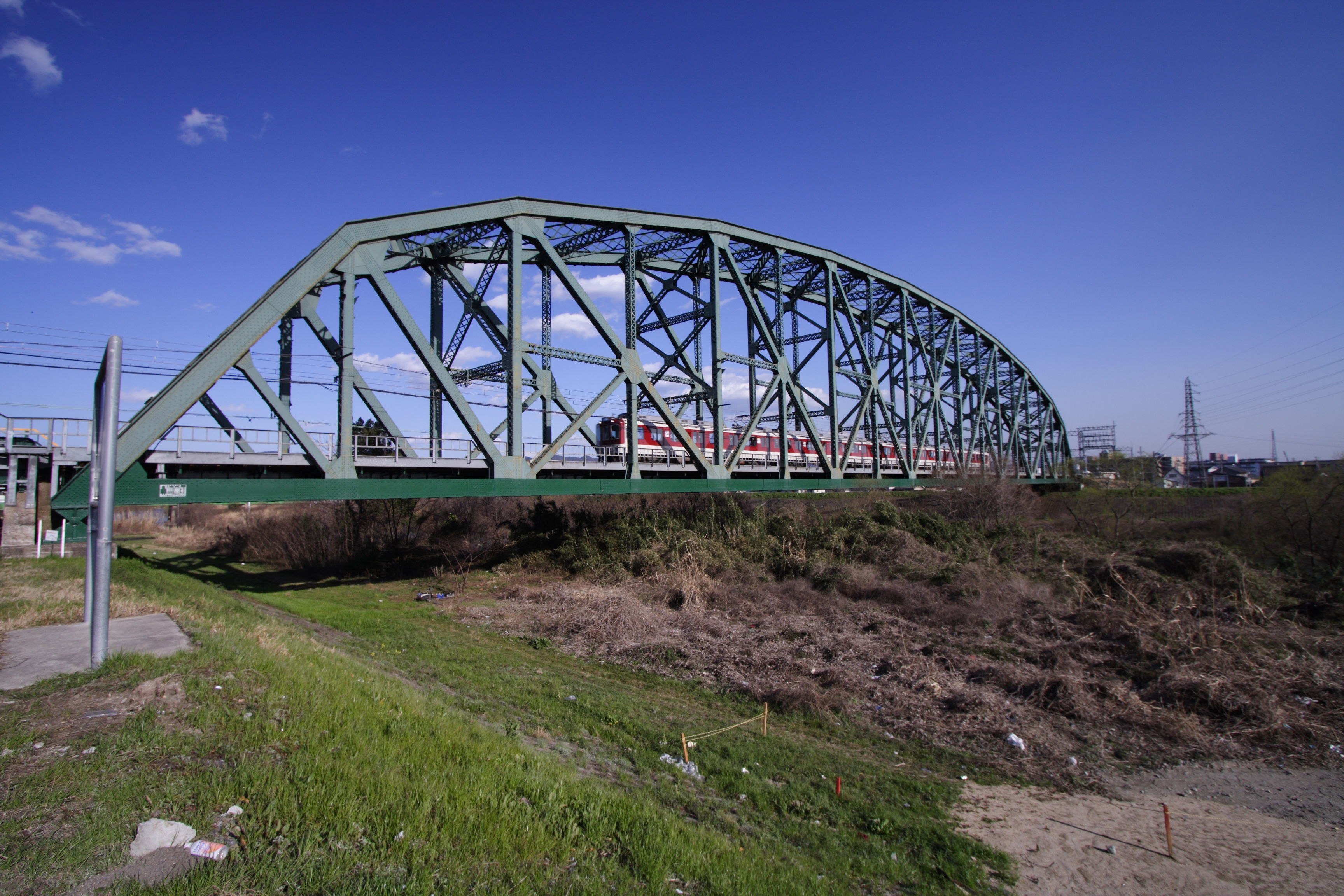
澱川橋梁（向島駅 -　桃山御陵前駅間の宇治川に架かる日本最長164.6mの単純トラス橋。登録有形文化財）
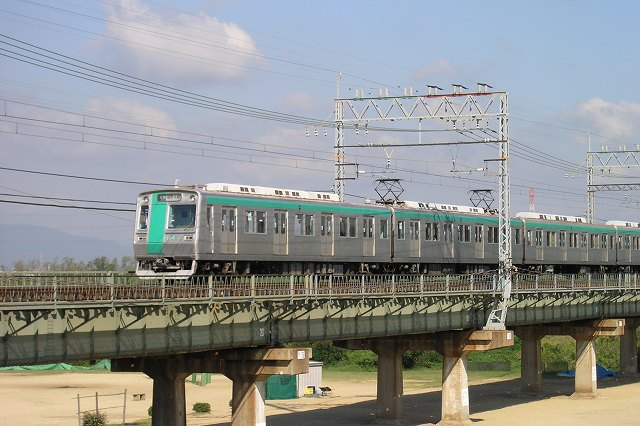
木津川橋梁（新田辺 - 富野荘駅間の木津川に架かる493.17mの橋）

## 駅内店舗
駅ナカ・駅チカにある店舗
- 都シティ 近鉄京都駅（旧名称：ホテル近鉄京都駅）
- Time’s Place
  - 京都駅（Kyoto）
  - 西大寺駅（Saidaiji）
- 近鉄名店街 みやこみち
  - 京都駅
- ファミリーマート（近鉄リテーリング）
  - 京都駅（近鉄京都駅店、近鉄京都駅3番ホーム前店）
  - 近鉄丹波橋駅（近鉄丹波橋駅1番ホーム店）
  - 向島駅（近鉄向島駅改札内橋上店）
  - 大久保駅（近鉄大久保駅店）
  - 新田辺駅（近鉄新田辺駅改札外橋上店）
  - 高の原駅（近鉄高の原駅改札内橋上店）
  - 大和西大寺駅（近鉄大和西大寺駅3番ホーム店、近鉄大和西大寺駅改札外橋上店、近鉄大和西大寺駅改札内橋上店）

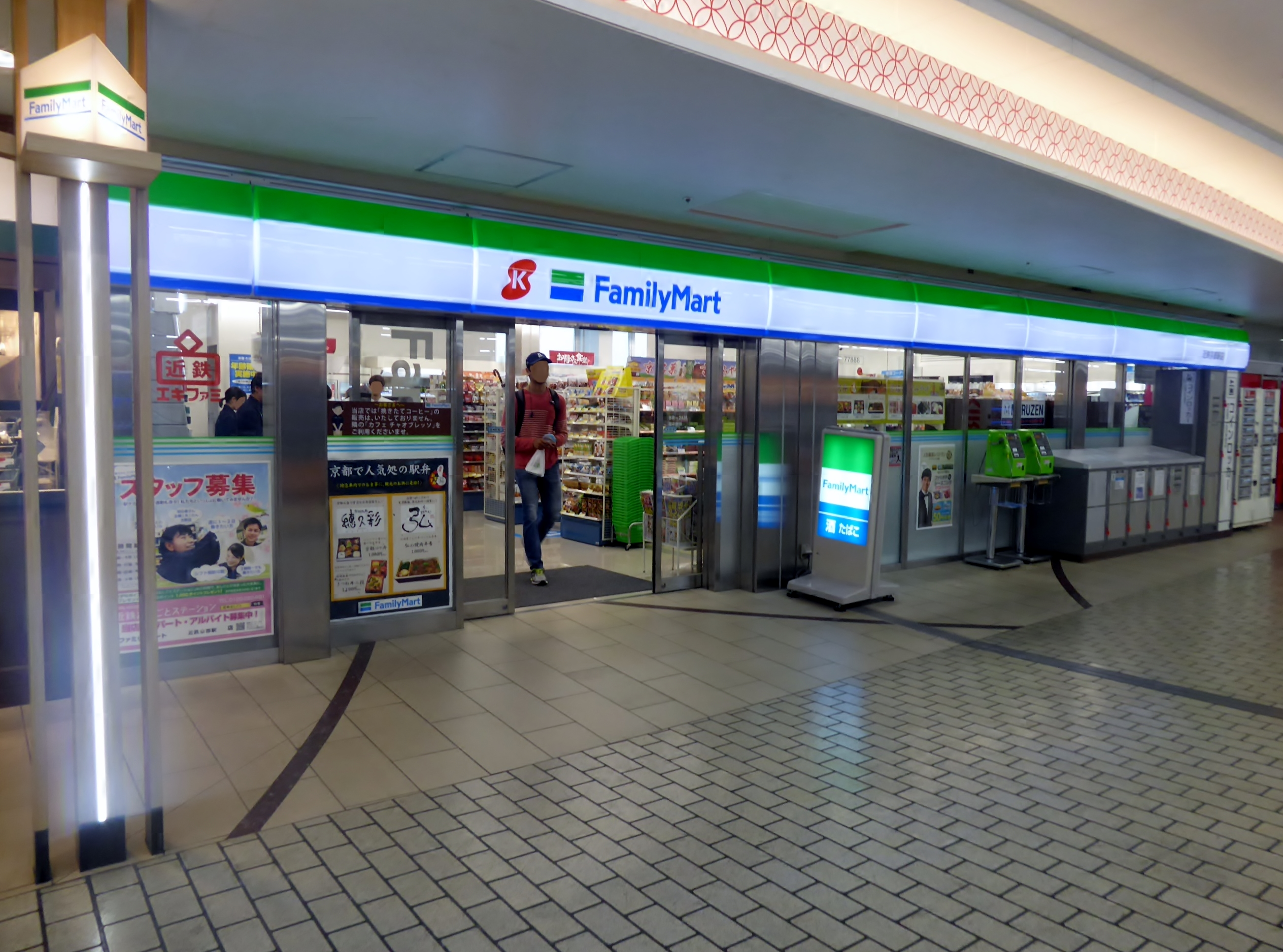
近鉄京都駅店
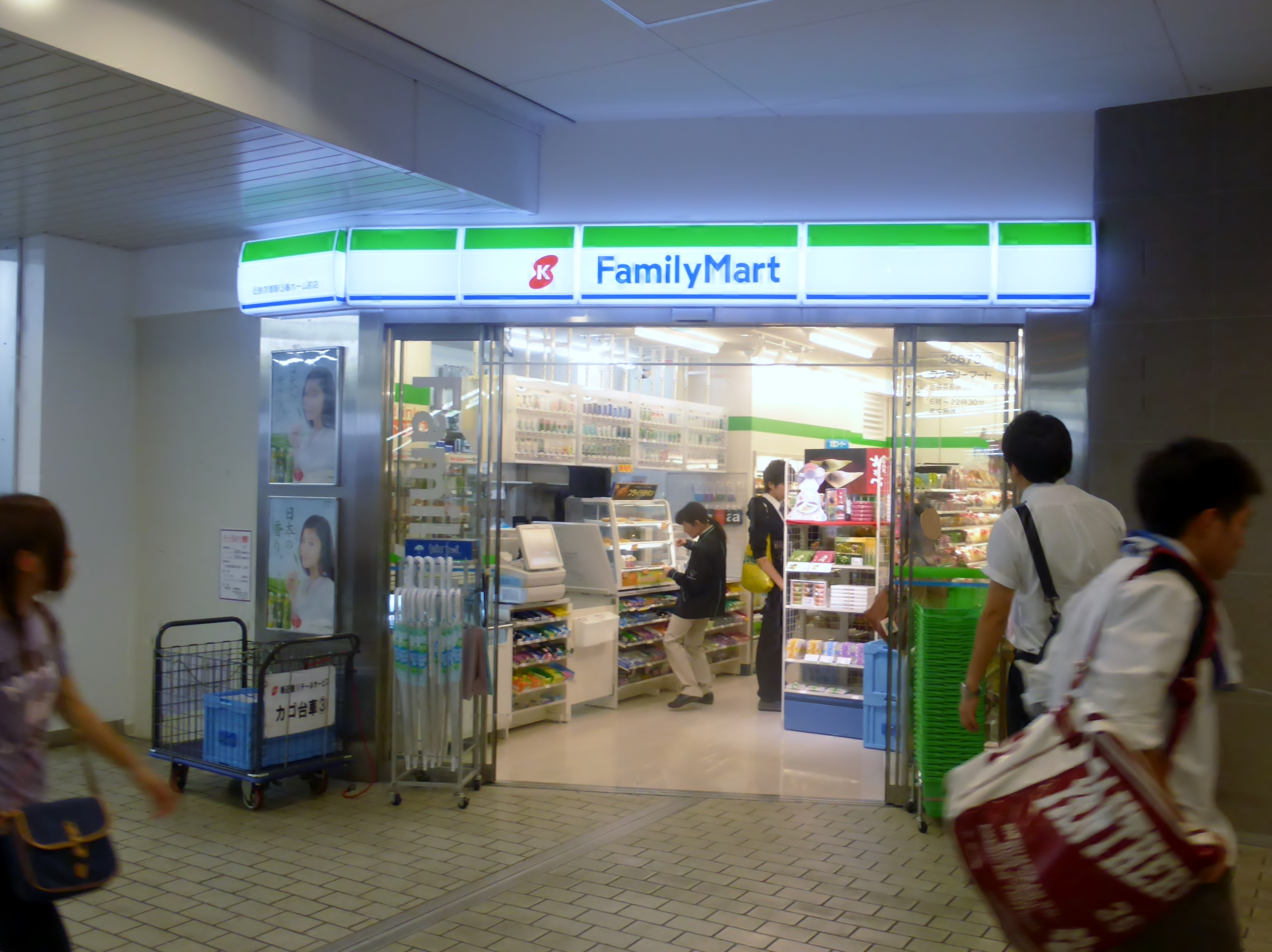
近鉄京都駅3番ホーム前店
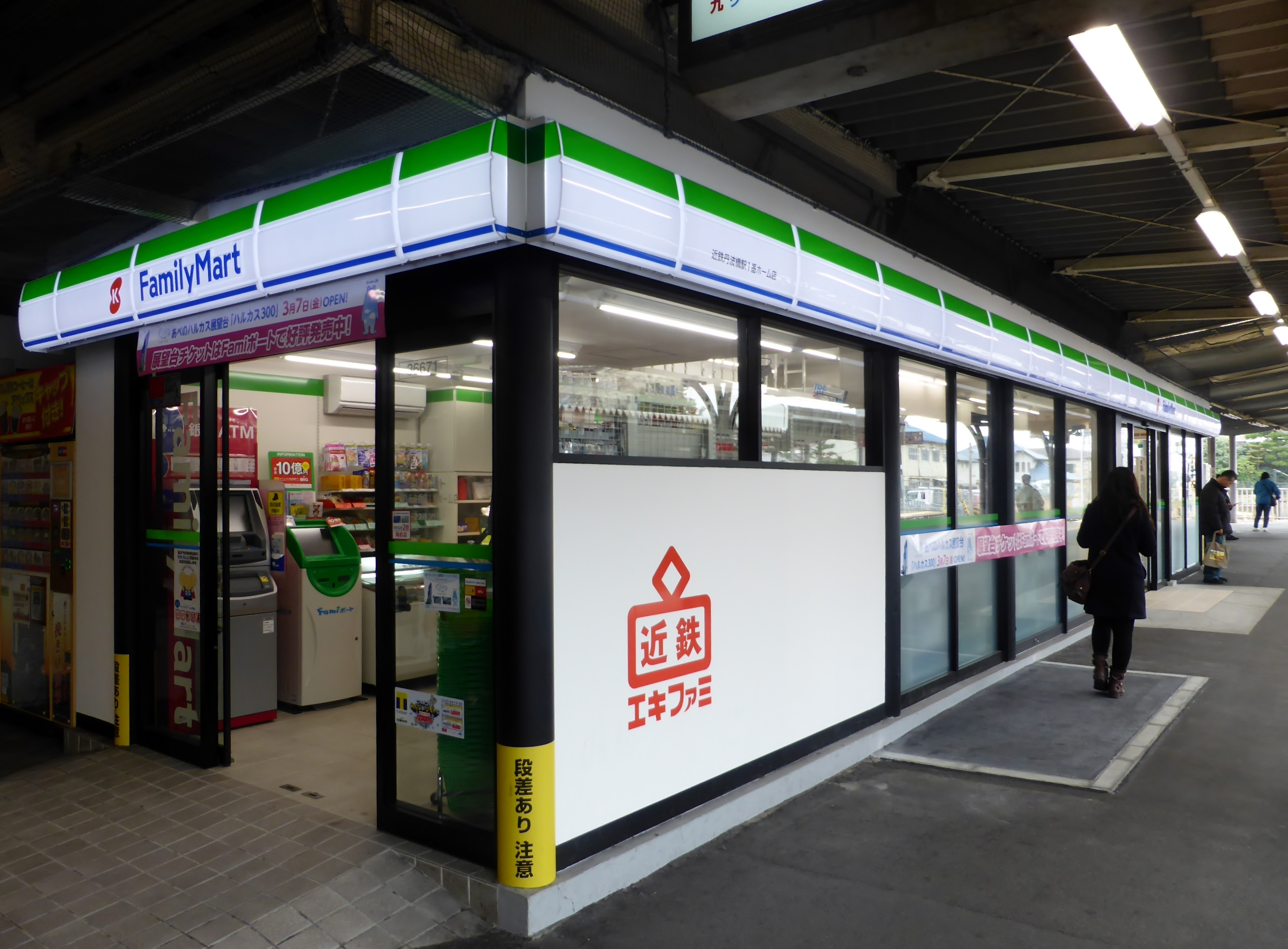
近鉄丹波橋駅1番ホーム店
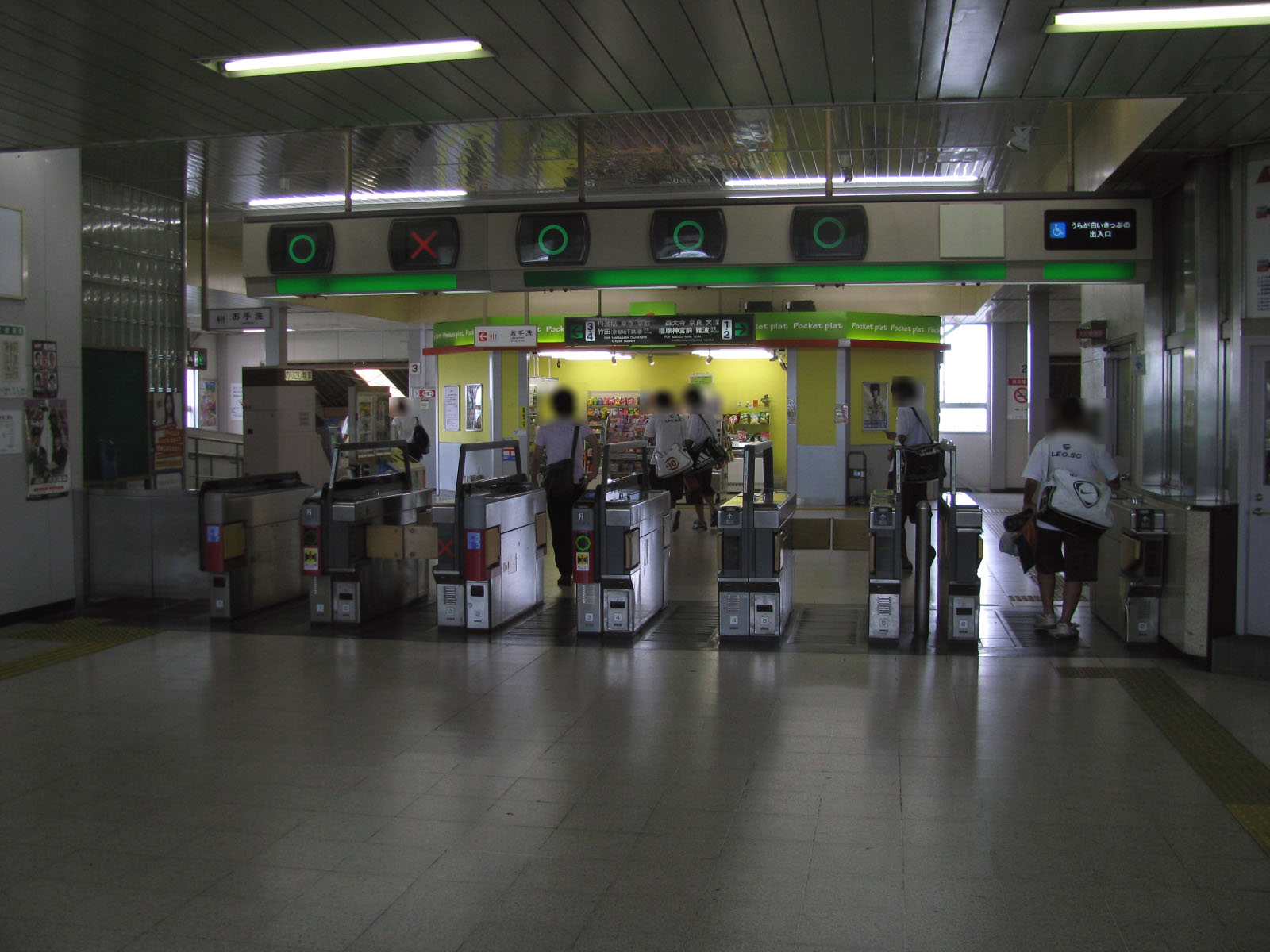
近鉄向島駅改札内橋上店（写真改札奥）
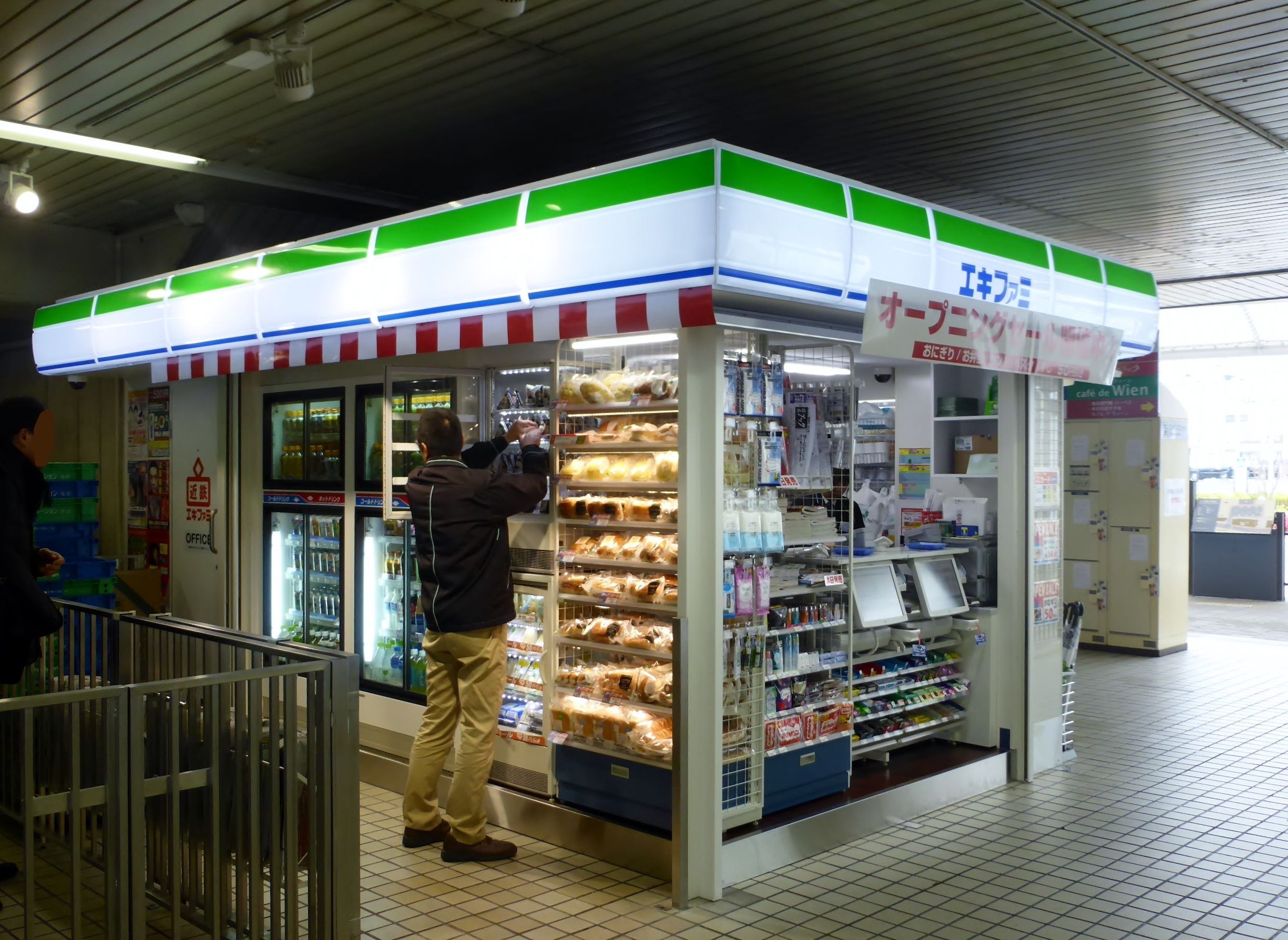
近鉄大久保駅店
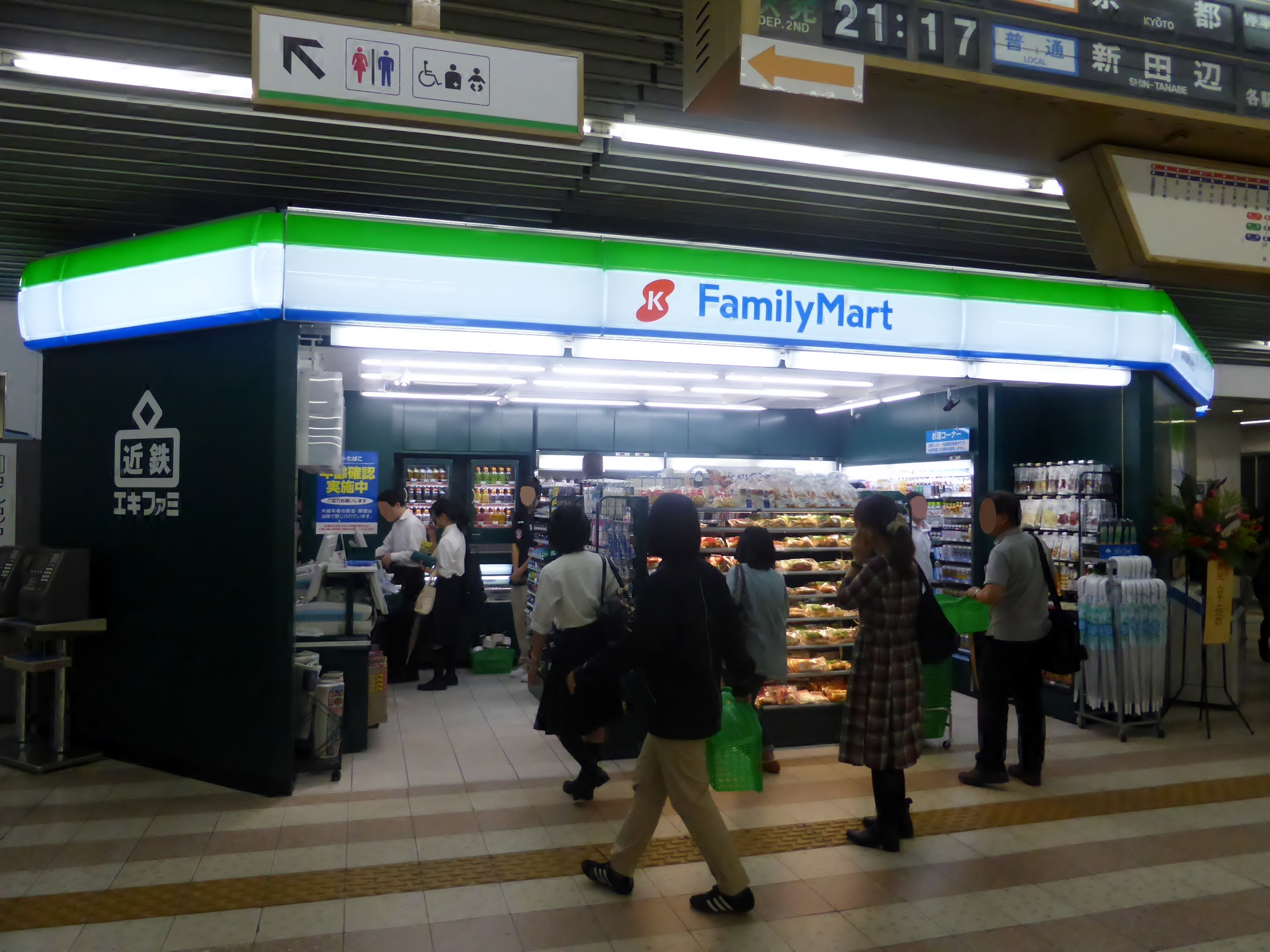
近鉄高の原駅改札内橋上店
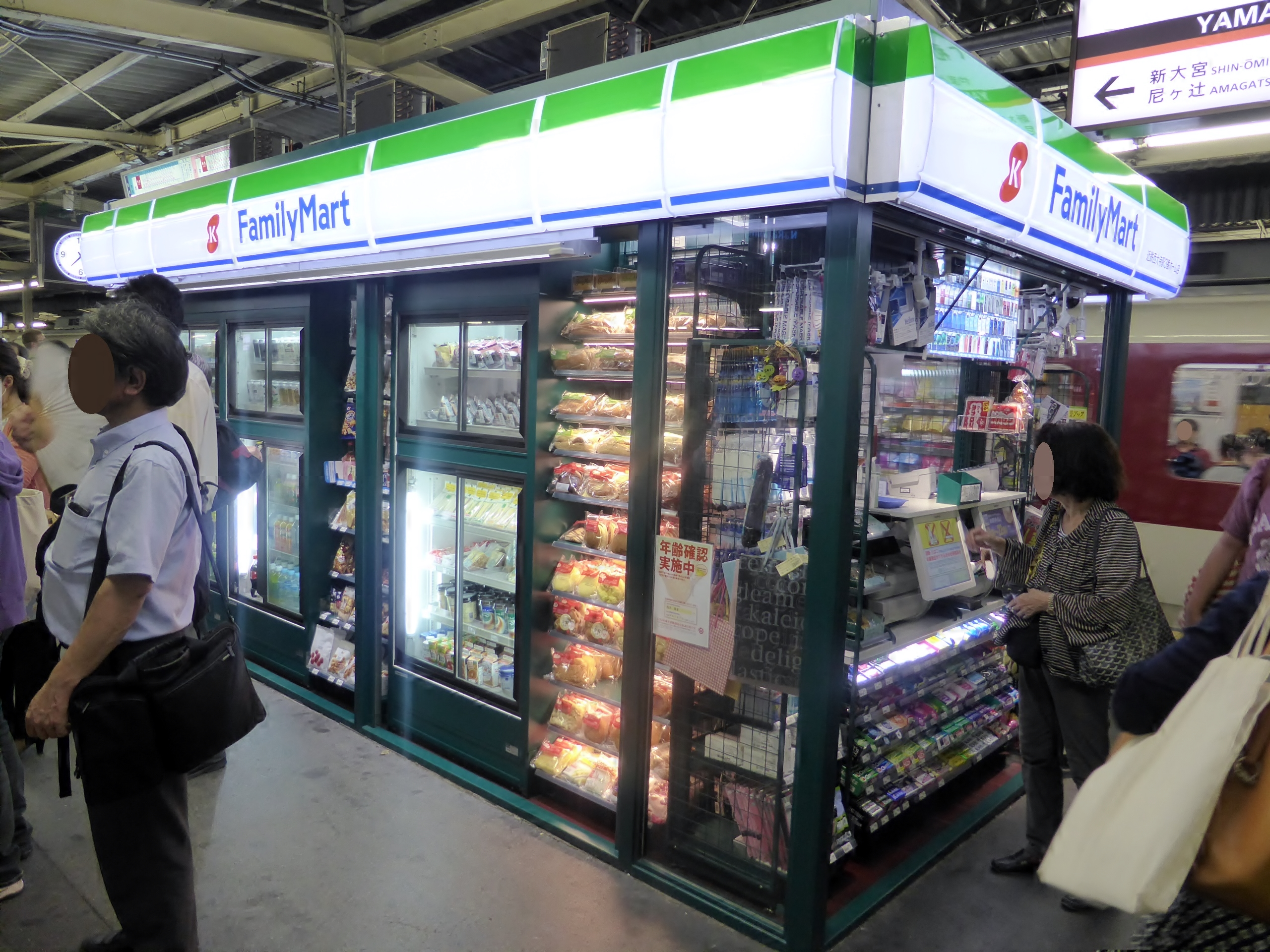
近鉄大和西大寺駅3番ホーム店
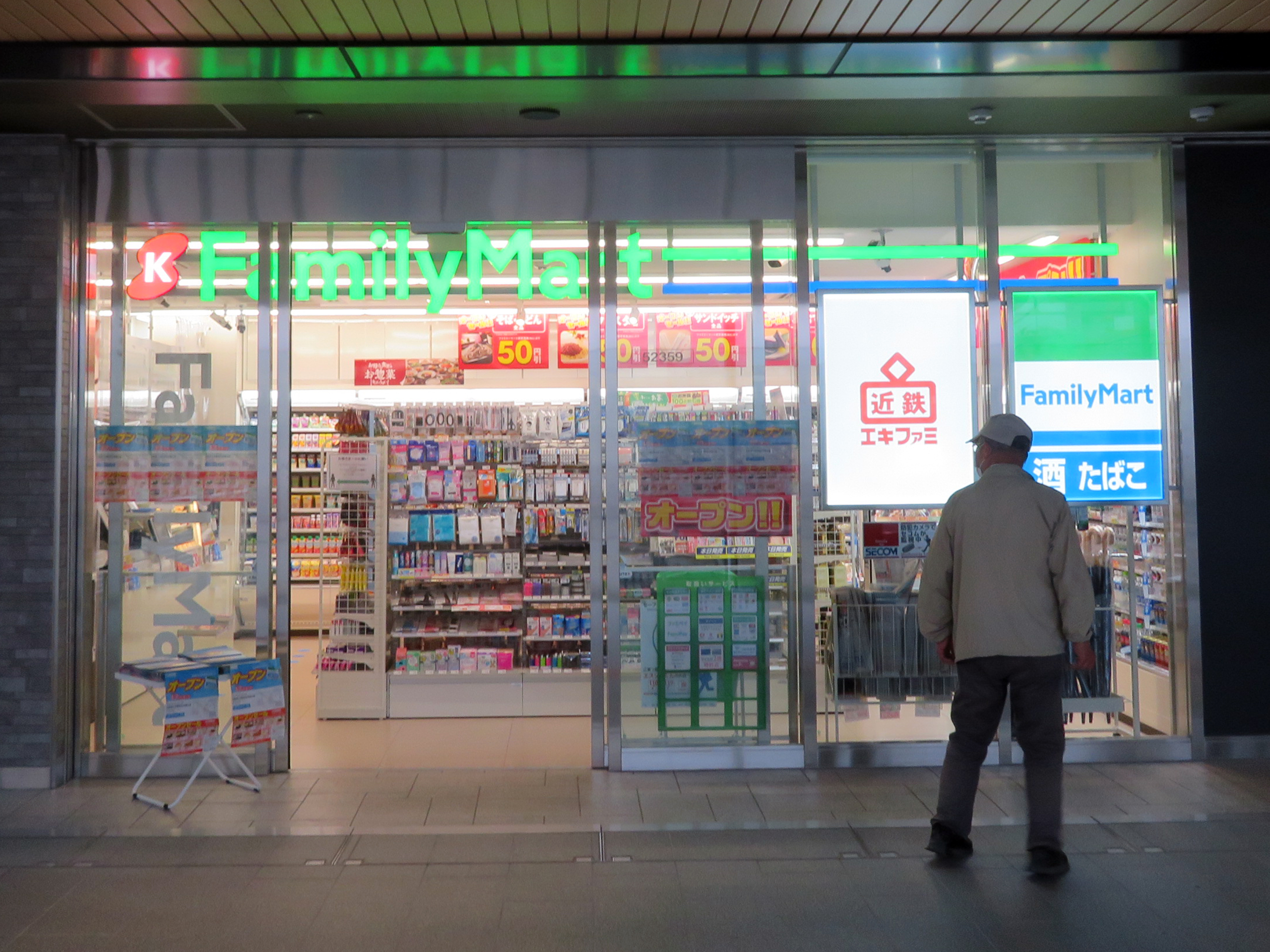
近鉄大和西大寺駅改札外橋上店
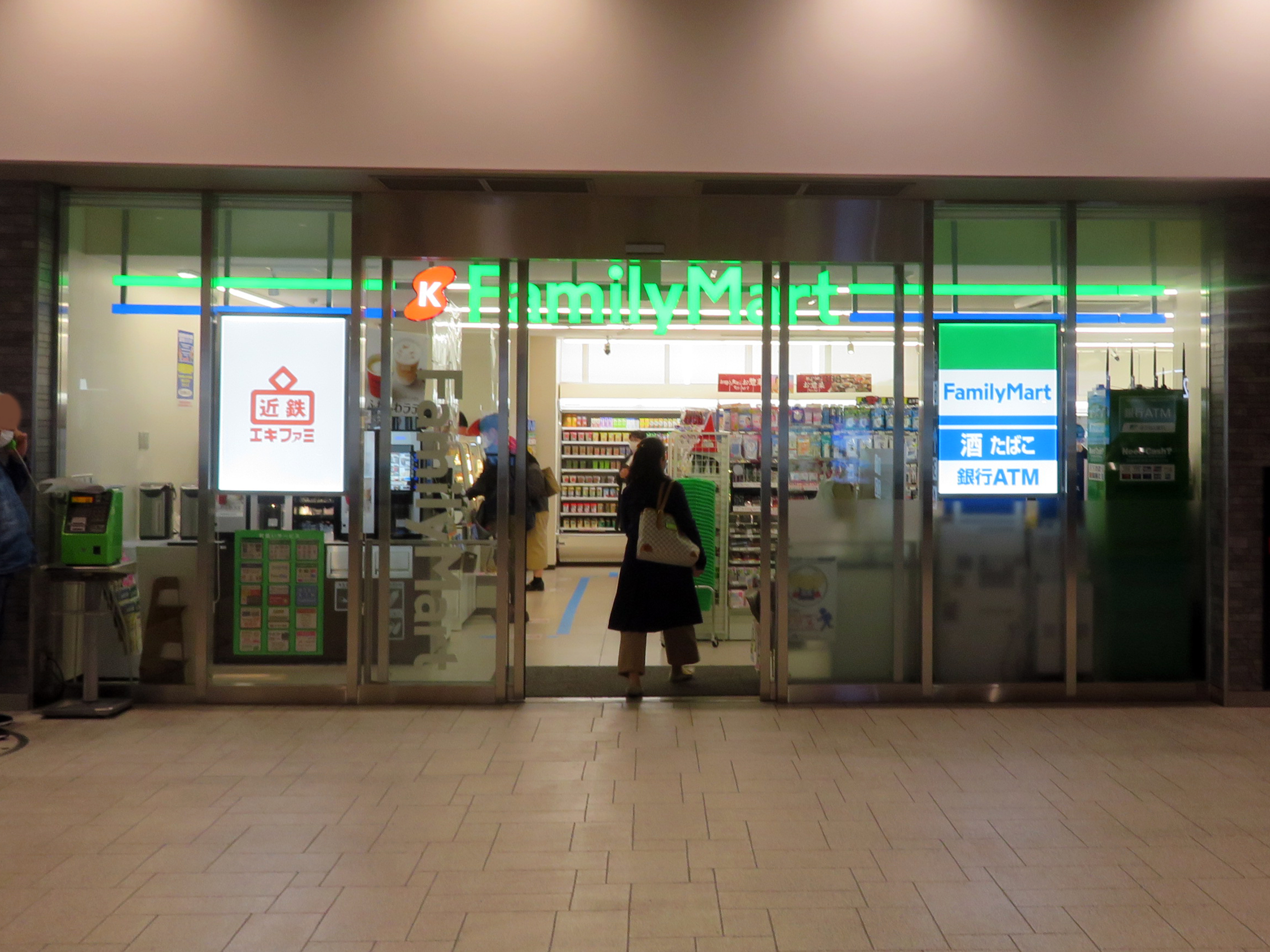
近鉄大和西大寺駅改札内橋上店

## 主要駅の乗降客数
1日当たりの乗降客数は次の通り。
| 駅名       | 2005年 | 2010年 | 2012年 | 2015年 | 2018年 | 2021年 |
| ---------- | ------ | ------ | ------ | ------ | ------ | ------ |
| 京都       | 89,420 | 87,880 | 80,732 | 82,414 | 83,478 | 63,506 |
| 東寺       | 9,765  | 9,267  | 8,153  | 8,742  | 9,285  | 7,123  |
| 竹田       | 11,454 | 11,476 | 11,402 | 10,806 | 11,719 | 9,855  |
| 近鉄丹波橋 | 52,365 | 47,904 | 46,534 | 46,795 | 46,900 | 36,707 |
| 桃山御陵前 | 15,407 | 15,216 | 14,855 | 14,997 | 15,214 | 12,759 |
| 向島       | 13,840 | 16,616 | 16,050 | 16,517 | 15,839 | 13,105 |
| 小倉       | 18,542 | 16,674 | 16,232 | 16,453 | 15,940 | 13,067 |
| 大久保     | 28,635 | 26,217 | 25,349 | 24,813 | 25,445 | 21,953 |
| 新田辺     | 26,625 | 26,485 | 25,097 | 25,881 | 24,474 | 20,895 |
| 興戸       | 14,972 | 14,305 | 13,367 | 10,227 | 10,496 | 8,640  |
| 新祝園     | 11,535 | 12,418 | 12,936 | 14,984 | 14,793 | 12,803 |
| 高の原     | 33,802 | 36,489 | 35,637 | 35,623 | 34,836 | 27,758 |
| 大和西大寺 | 53,480 | 48,660 | 46,345 | 46,530 | 48,072 | 39,811 |
| 単位：人   |        |        |        |        |        |        |